# 三木武夫
三木 武夫（みき たけお、1907年〈明治40年〉3月17日 - 1988年〈昭和63年〉11月14日）は、日本の政治家。

## 概説
1907年（明治40年）3月17日、徳島県板野郡御所村（土成町を経て、現在は阿波市）に農商人の家の長男として誕生。明治大学法学部在学中に遊学し、英米自由主義社会を肌で体感、また独伊ソなどの全体主義国家への反感も身を以って実感する。
明大卒業直後の第20回衆議院議員総選挙に無所属で出馬。その後、当選して亡くなるまで51年間に渡り国会議員を務めた。帝国議会では日米対立の緩和に奔走し、翼賛選挙も翼賛政治体制協議会の非推薦候補として戦う。戦後は保守系政党を渡り歩き、党幹部或は大臣を数多く歴任、保守合同後の自由民主党でも自前の派閥を持ち、有力政治家の一人として認知される。
一貫して派閥の寄せ集め状態の自民党の体質からの脱却、党の近代化を訴え、時の政権、党執行部とも衝突を繰り返した。1974年、田中角栄の金権政治が暴露され田中が失脚すると、三木の「クリーンさ」が田中と対照的で有権者受けするとみなされ、椎名裁定によって首相に擁立される。周囲は田中の「金権」イメージ一掃のための中継ぎの予定であったが、三木は政治改革を行おうとして田中やその後継の大平正芳らと対立、自民党は分裂・下野寸前に陥る。結局、第34回衆議院議員総選挙で自民党は過半数割れの惨敗を喫す。三木は保革伯仲国会を招いた責任をとって在任2年で退陣、自民党は70年代後半の混迷期に入る。
以降も一貫して政治改革を訴えるとともに、晩年は中曽根康弘の軍拡路線に反旗を翻すなど、世界平和に向けた活動も行った。最晩年の2年ほどは、病で政治活動もままならなかった。1988年（昭和63年）11月14日、81歳で死去。
大政翼賛会や田中派などの大勢力と対立し、一貫して小規模の政党・派閥を渡り歩きながら首相にまで上り詰めたため、バルカン政治家の代表格とされる。

## 生涯

### 出生と出自

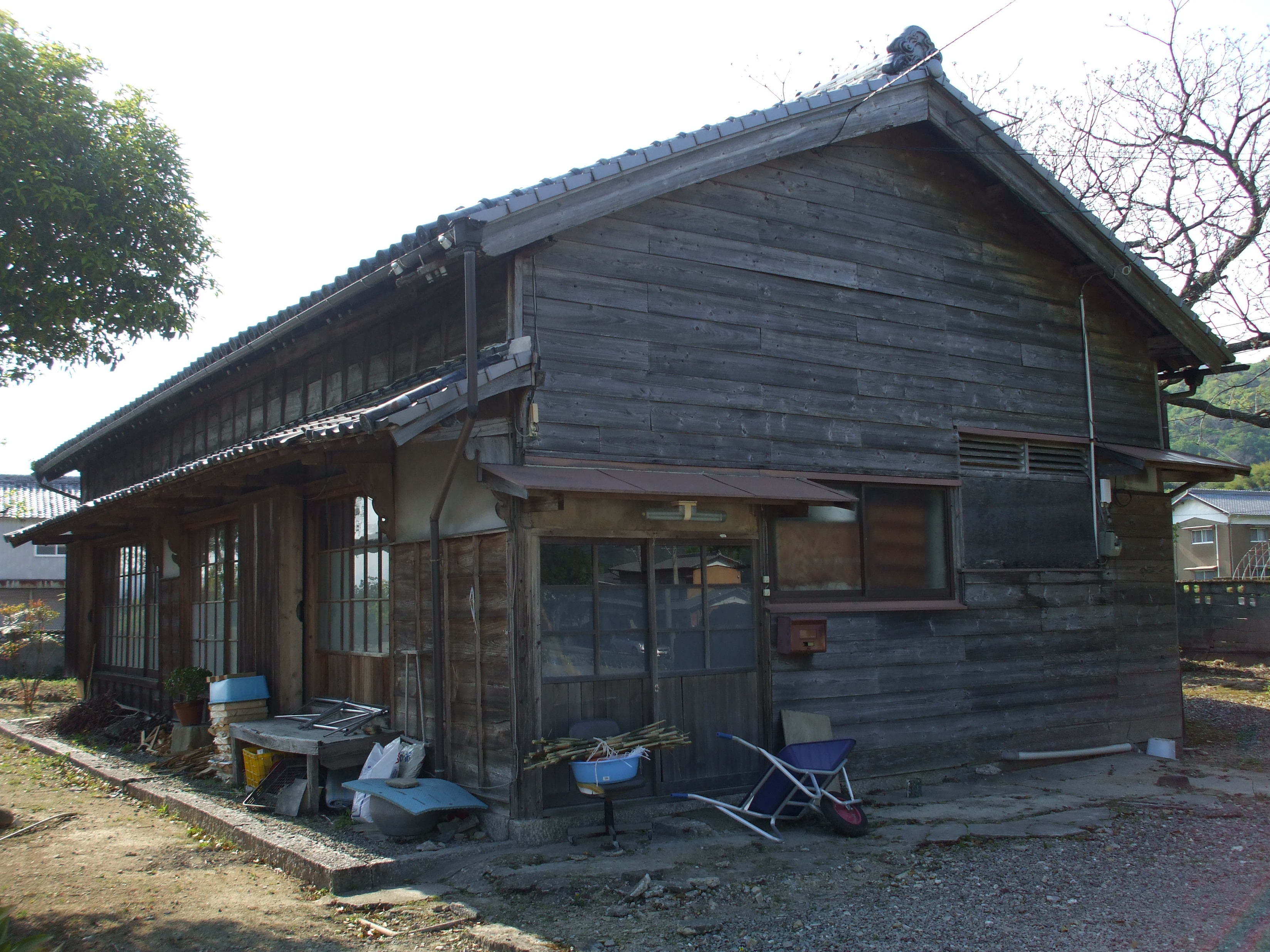
阿波市内にある三木武夫の生家。建物は戦後建て替えられたもので、2013年には空き家となっている。

生まれた徳島県板野郡御所村は、北側の香川県との県境をなす讃岐山脈から、南を流れる吉野川へ降る扇状地が形成された場所にあり、水が伏流して得にくいために水田よりも畑が多い土地柄であった。土地はどちらかというとやせており、生産性は決して高くはなかったが、江戸時代からサトウキビ、小麦、藍などが栽培され、養蚕なども行われていた。三木の生まれた当時、御所村から最も近くの町は吉野川を渡った麻植郡鴨島町（現・吉野川市鴨島町）であり、徳島市へは鴨島から徳島線などを利用した。つまり三木の故郷は大都市や町ではなく、当時日本各地にあった農村地帯であった。
1907年（明治40年）3月17日、徳島県板野郡御所村吉田字芝生（後の同郡土成町吉田、現・阿波市土成町吉田）にて三木久吉、タカノの長男として生まれた。久吉は、御所村の近くにあった柿原村（現・阿波市）に農家を営んでいた猪尾六三郎の次男として生まれ、一時期大阪で就労した後、御所村の地主芝田家のもとで働いていた。そこで御所村宮川内の農家、三木時太郎の娘として生まれ、幼いころから芝田家に奉公に出ていた三木タカノと知り合い、婚姻した。久吉とタカノは婚姻後、妻タカノの三木姓を名乗り、主である芝田家から家などを与えられて分家した形となった。芝田家は当時御所村一の地主として知られており、芝田家から家と土地を与えられた分家は他に何軒かあって、芝生の集落は芝田家とそれぞれの分家を中心として構成されていた。
そのような御所村で、久吉は農業と肥料商を営んでいた。肥料は硫安、大豆粕、ニシンなどを扱っており、肥料以外にも酒、米、雑貨なども扱っていた。つまり三木の実家は農村のありふれた農商人であり、旧家や豪農などではなかった。武夫は久吉33歳、タカノ38歳の時に生まれた一人っ子であり、両親の愛を一身に受けながら成長した。特にタカノは武夫の健康管理について常に注意を怠らなかった。

### 少年期から青年期

#### 小学校から商業学校時代

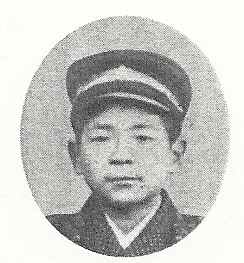
御所村尋常高等小学校卒業時の三木武夫。

1913年（大正2年）4月、御所村尋常高等小学校入学。当時は同級生から「小柄で病気がちでおとなしい」、「一本気で融通が利かない」、「一人っ子、外面が悪く独善的で協調性に欠ける」などと回想されており、おとなしいものの我が強い子どもであった。三年時には27日間欠席したと記録されていて、病気がちであったという回想は確かなようで、また恩師であった教師の談によれば、算数が得意であったが成績はクラスで三番から四番程度で、級長になったことは無いといい、飛びぬけて優れた小学生ではなかった。しかし小学校時代から「お話の時間や学芸会では目立つ」、「弁論が上手い」、「近所の子どもたちに演説を聞かせていた」など、後に国会などで雄弁で鳴らすことになる片鱗を見せていた。

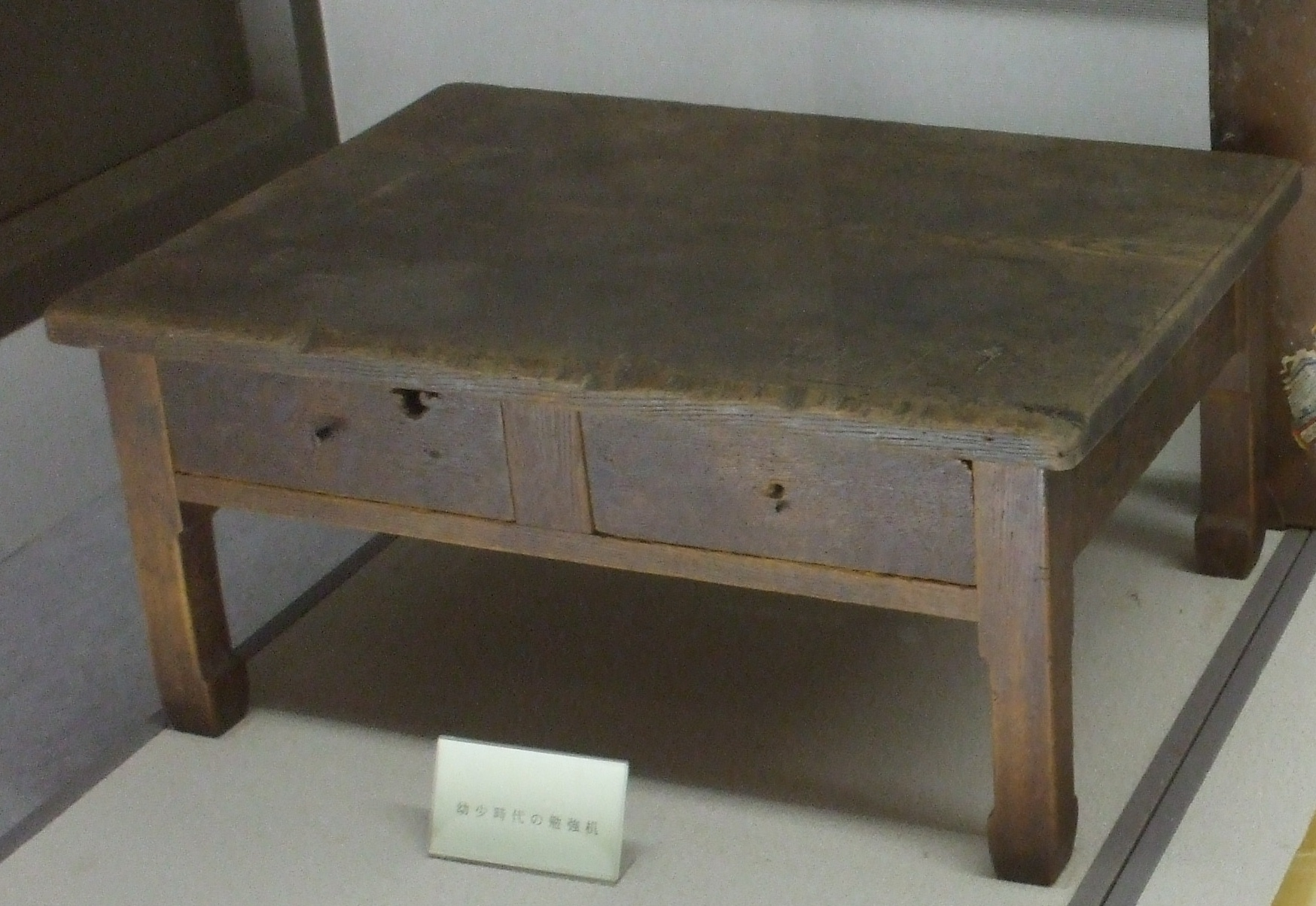
三木武夫幼少時の勉強机。土成歴史館にて撮影。

1920年（大正9年）4月、徳島県立商業学校（以下、徳商）入学。これは実家が肥料商であったため、家業である商業を学ぶ商業学校への進学をしたためであった。順当にいけば前年の大正8年4月に進学しているはずであり、一年遅れの徳商入学となった。入学が遅れた理由としては小学校や徳商の同級生らから、入学試験に落ちて浪人した、補欠合格はしたものの自信が持てず留年した、あるいは眼の病気のためとの証言があってはっきりしない。当時、徳島中学校と並ぶ難関中等学校であった徳商の入学試験に際し、タカノは小学校教師に毎晩の特別の補習を依頼し、補習終了まで別室で待っていた。
徳商に入学し、徳島市前川町にあった第二宿舎に入寮し寄宿生活を始めた。時々宿舎を抜け出し、カフェで飲酒したり無声映画を見たりする硬派グループのリーダーとなったと伝えられている。久吉にねだってコダックの小型カメラを購入してもらい、カメラ悪用の疑いで久吉が学校に呼び出されたこともあった。

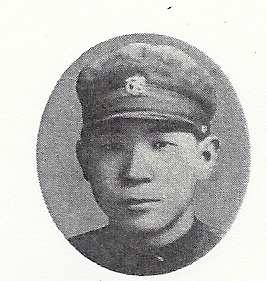
徳島県立商業学校時の三木武夫。

徳商での成績について詳細は不明であるが、中位であったと言われている。徳商時代、弁論で存在感を見せるようになる。中学一年時に弁論部に入部するとたちまち頭角を現して弁論部キャプテンとなった。徳島県下青年学生雄論大会などで得意の雄弁を見せ、第一席となったこともあると伝えられている。また徳島で成長した賀川豊彦の講演を聞いてその弁論術に感動し、永井柳太郎の雄弁術に感激したというエピソードも残っている。
徳商では野球部強化のための資金集めと商業実習を兼ねて、ワイシャツや毛布などを販売する校内バザーを行うことが慣例となっていたが、1925年（大正14年）7月、バザーの会計に不正があるとの疑いが生じ、四年生を中心として校長の追放運動が発生した。一年留年しており、当時最高学年の五年生であったが、運動の主要メンバーとなった。得意の弁論を駆使して校内を説いて回り、校長にも直接談判した。そして四年生全員が連判状に署名した上で、学校を休んで眉山の茂助ヶ原に集結し、気勢を上げるという事態に発展した。その結果、生徒と保護者の代表がバザーの会計監査を行うことになったが、不正は明らかにならなかった。最終的に他一名の生徒とともに一連の騒動の首謀者とされ、退学処分となった。この事件では三木の雄弁が悪い結果をもたらしたことになる。
久吉は退学処分を受けた三木を厳しく叱りつけ、タカノは近親者に対して子の行く末を案じると漏らしていた。本人も徳島に居たたまれなくなり、叔父らを頼って大阪の布施市（現・東大阪市）へ向かい、1925年（大正14年）9月、私立中外商業学校（現・兵庫県立尼崎北高等学校）に編入することになった。中外商は1922年（大正11年）3月に認可され、同年5月から授業が開始されたという三木の編入当時はまだ歴史の浅い学校であった。当初大阪市北区玉江町にあった仮校舎まで歩いて通学していたが、同年12月には尼崎市塚口に新校舎が完成したのを機に、塚口まで通学するようになった。徳島の名門校から無名に近い学校への転学を余儀なくされた挫折感や、故郷徳島を離れた孤独感を支えたのはやはり得意の弁論であった。大正14年の近畿中等学校弁論大会で第一席となっている。1926年（大正15年）3月、中外商を卒業。

#### 明治大学専門部商科時代

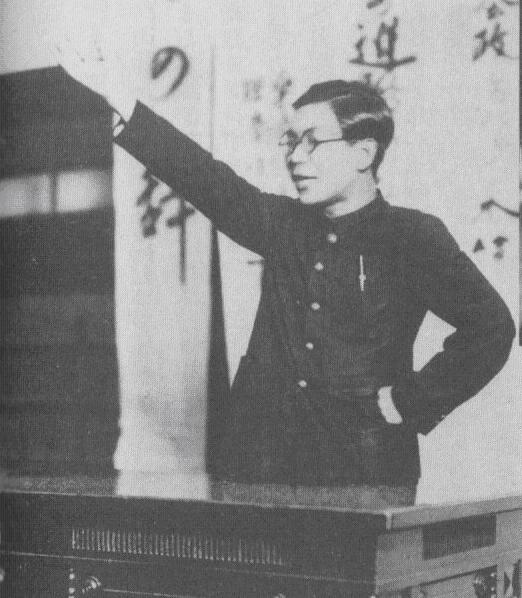
1929年、明治大学雄弁部にて活動。

中外商卒業後、進学を希望する。家業を継いでもらいたいと考えていた両親は当初進学に反対した。まず旧制高等学校を受験するが不合格であった。郷里で失意に沈んでいた中学の同級生が「まだ明治大学の受験が残っているので一緒に受けてみないか?」と誘った。一年浪人して勉強するよりも良いのではと考えた三木は、さっそく友人とともに上京して明大の試験を受け合格し、1926年（大正15年）4月、旧制明治大学専門部商科に入学した。当時の東京は2年半前の関東大震災による壊滅的な被害からの復興途上であり、明大も、学生、教職員、校友らが協同で復興に取り組んでいた。また明治大学の建学の精神は「権利自由、独立自治」であり、活気に溢れ自由な校風の中、これまでの挫折続きの学生生活から一変し、三木は学生生活を満喫することになる。
本郷、巣鴨、下高輪などで下宿生活を送ったことが確認されている。そのうち下高輪の竹内君江家の下宿では、家主の子息竹内潔が、後に秘書、そして参議院議員となる。生活費などは久吉が送金していたが、久吉に金の無心をする葉書が残されているところから、十分な経済的余裕がある学生生活でなかったと思われる。また郷里の父母の健康を気遣う手紙が残されており、これは故郷を離れる中で、幼少時より両親から受けた愛情を深く感じるようになっていったことを示している。
明大入学直後、クラス委員に立候補する。立候補して演説する姿が長尾新九郎の目につき、雄弁部に勧誘される。徳島市生まれの郷里の先輩にあたる長尾の勧誘もあり、雄弁部に入部する。長尾はその後も親友として後の欧米への遊説、見学時、そして衆議院議員選挙立候補時など重要な場面で支え続けた。
在学していた当時、明大は立憲民政党系の影響力が強く、木村武雄などは学生院外団に所属して民政党の応援活動に従事していた。しかし三木は既成政党への応援を行うことはなく、また左翼運動に興味を示すこともなく、雄弁部の活動に専念していた。明大雄弁部の活動としては、まず全国各地で演説会を開催したことが挙げられる。三木は入学直後の1926年（大正15年）7月には、名古屋市、奈良市、和歌山市、大阪市そして郷里の徳島県など四国各地での演説会に参加したのを皮切りに、北は樺太から南は台湾、そして朝鮮など外地で行われた演説会にも参加した。この全国各地での演説会開催は評判を呼び、明大学長の横田秀雄のもとには多くの礼状が届けられたという。もちろん雄弁部は学内でも演説会を開催しており、三木が学内での演説会に参加した際の記録が残されている。更に三木は1928年（昭和3年）、関東39大学の弁論部によって結成された東部各大学学生雄弁連盟の呼びかけ人の一人になった。同年12月には、時の田中義一内閣の思想取り締まりが各大学の弁論部にまで及ぶようになったことを抗議して、東京本郷の仏教青年館で各大学弁論部により開催された「第一回暴圧反対学生演説大会」において、三木は明大雄弁部キャプテンとして弾圧反対の演説を行っている。このような雄弁部の活動を通じて三木は他大学の弁論部員との交流が生まれた。その中には後に政官界、経済界で活躍する人材も多く、後に政界で活躍する三木の人脈形成の一つとなった。

#### 明治大学法学部入学と外遊、留学

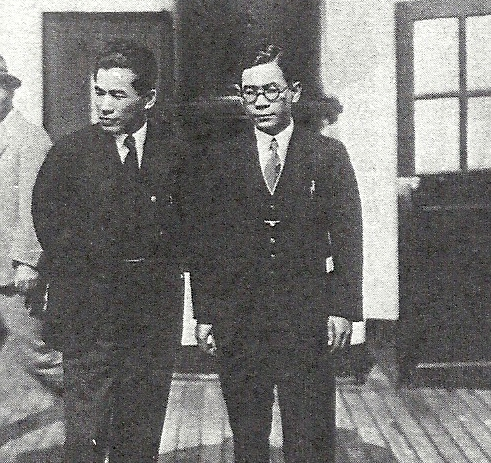
長尾新九郎とともにアメリカ講演旅行へ向かう三木武夫、春洋丸船上にて撮影。右が三木、左が長尾。

1929年（昭和4年）3月、明大専門部商科卒業。4月に三木は両親宛に『しばらくの時間の猶予、そしてしばらくのわがまま』を許して欲しいとの内容の書簡を送っており、明治大学法学部に入学し、更に欧米への外遊に出発することになる。
三木は長尾から国際性を身につける必要性を説かれ、米国への遊説旅行に勧誘されていた。長尾は、まだ若いころ、兄の田所多喜二とともに米国に渡り、苦学をした経験があった。法学部入学直後の6月、『明治大学駿台新報』には長尾と三木がハワイ、米国本土へ遊説旅行へと出発することが紹介されている。遊説旅行の費用は自己負担であり、三木は企業などからの援助、新聞社の特派員として記事執筆、そしてやはり両親からの援助などで多額の費用を賄うことになった。出発前には長尾、三木両人の故郷である徳島で『欧米遊説記念大演説会』を開催し、明大学長横田秀雄からの許可書、指導協力の依頼状を携え、9月27日、米国へ旅立った。
米国在住経験がある長尾とともに、三木はハワイ到着後、現地在住の明大の校友会や日系人の支援を受けながら、精力的な講演活動を開始する。ハワイでの活動後、長尾と三木は米国本土に上陸、やはり現地の校友会、日系人たちの援助を受けつつ、サンフランシスコ、ロサンゼルスなどカリフォルニア州内、その後デトロイト、シカゴ、ニューヨークなどで公演を行った。デトロイトではフォード・モーターを一日かけて見学したり、また発明家のトーマス・エジソンと面会するなど、講演活動以外にも見聞を広めていった。

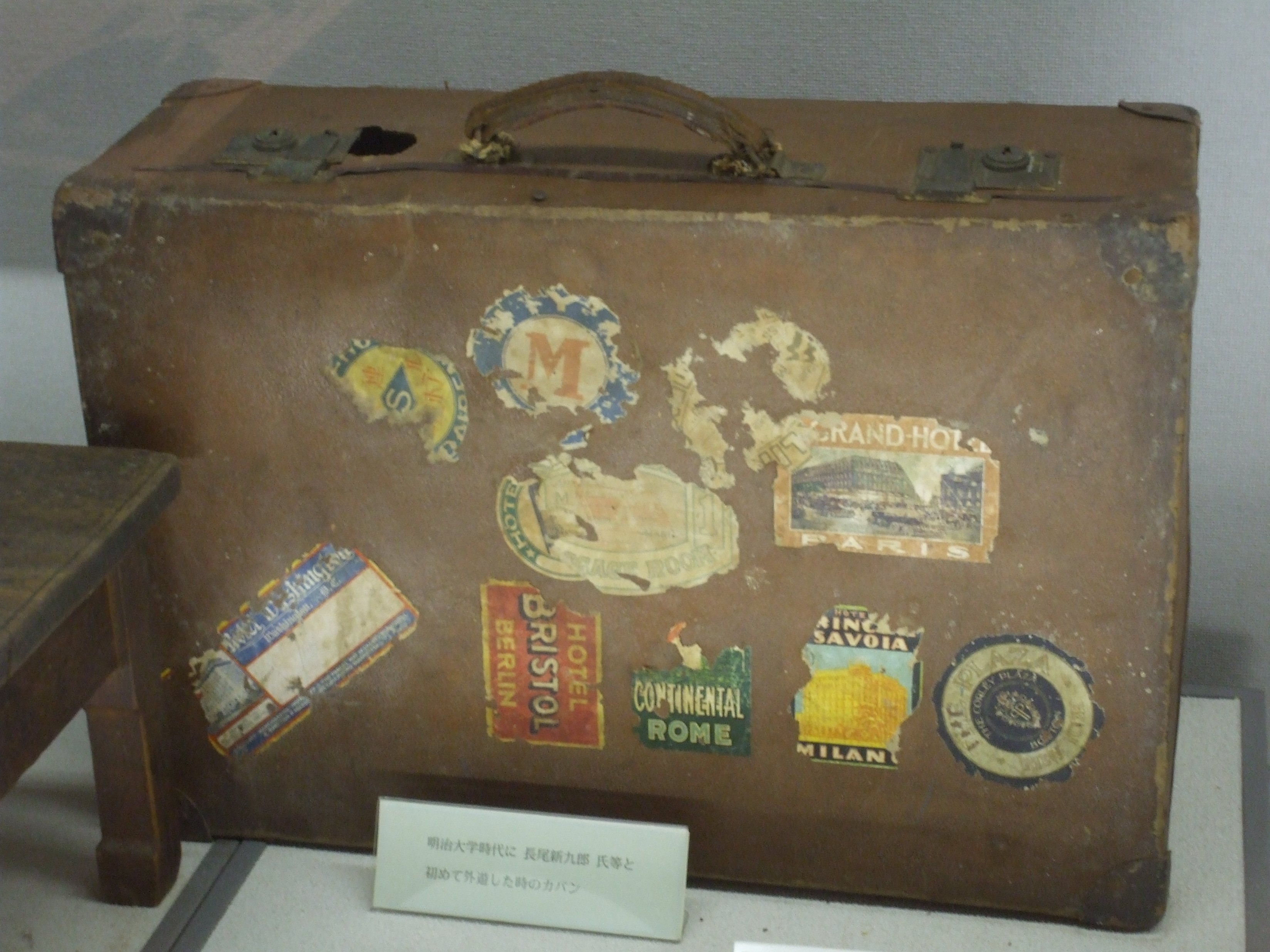
長尾新九郎とともに米国・欧洲各国に遊説、見学旅行を行った際に三木武夫が使用したカバン。土成歴史館にて撮影。

約一年間に及ぶ米国遊説旅行終了後、三木は欧洲へ渡った。米国の講演旅行と異なり、欧洲はほぼ三木の単独行であった。欧洲は講演活動ではなく見学旅行であり、三木は英国、ドイツ、フランス、イタリア、ソ連などを回った。折しも外遊と世界恐慌の時期が重なっており、米国では大勢の失業者が発生している状況を目の当たりにし、続いて英国でも深刻な影響を実感した。
三木は欧洲歴訪中、ベニート・ムッソリーニのファシスト党統治下のイタリア、ヨシフ・スターリン支配下のソ連、そしてアドルフ・ヒトラーによるナチス台頭前夜のドイツを見て、ファシズム、スターリニズムなど全体主義の強権に強い違和感を抱いた。一方スイスのジュネーブで行われた国際連盟の軍縮会議で、フランスの外務大臣アリスティード・ブリアンが行った平和を訴える演説に感銘を受けた。三木は一年あまりの欧米旅行で、米国の自由、民主政治、そして平和の重要性、そしてファシズムと共産主義による強権支配の問題性を認識し、三木の人生そして政治活動に大きな影響を与えることになる。
1930年（昭和5年）11月、シベリア鉄道経由で満洲里へ向かい、北京を通って日本に帰国した。帰国した後、さっそく明大法学部に復学するものの、三木はすぐに米国留学を計画することになる。留学の意図は語学を身につけ、交際感覚を磨くためとも言われているがはっきりとはしない。1931年（昭和6年）6月に、明大を卒業して故郷徳島に戻った長尾宛の書簡によれば、当初三木は明大野球部の米国遠征時にマネージャーとして同行し、米国で弁論活動なども行うことを計画していた。しかしこの計画は実現せず、結局翌7月に明大から『大学など学校調査研究のため、二年間の欧米出張を命ず』との内容の契約書、辞令が交付された。
1932年（昭和7年）5月、米国へと向かった。米国行きに際し、当初三木は片道分の旅費しか持っていかなかったと伝えられている。講演活動を行えばお金は何とかなると考えたためのようであるが、三木の意図とは相違して、講演活動での収入では生活もままならなかった。現地日系の新聞社の記者、ロサンゼルスの日本語学校での小学校教師などを行ったが、学業を行いながらの生活は経済的にかなり苦しく、米国留学時代、親友長尾に宛てた手紙の多くは生活費に関するものであった。そのような中で三木は著書の出版を計画し、更にはロサンゼルスオリンピックに際して日本製の日傘を輸入し、また米国製中古機械を日本へ輸出する計画などをもくろんだりもした。
経済的に苦しみながらも、三木は南カリフォルニア大学、アメリカン大学に通学した。1936年（昭和11年）4月にはアメリカン大学からマスター・オブ・アーツ（文学修士）の学位を受けたと伝えられている。明大からの学校調査研究のためという渡米契約についても、1932年（昭和7年）11月の時点で中西部の大学は視察し、続いて東部の大学視察を行う予定である旨が報告されており、大学側に明大に留学生部ないし日本語専修科の設置、そしてアメリカ在住の日系二世を明治中学校に編入させるアイデアを提案している。
留学は1936年（昭和11年）4月までの四年間に及んだ。留学時代、三木は本業の学業、大学などの教育制度調査以外に、資金を稼ぐために米国で就労を経験し、出版や貿易を企画するなど様々な体験を積んだ。また在米期間中には三木の人脈も形成され、後に三木の政策ブレーンとなった人物もいる。専門部商科時代の遊説旅行、1929年（昭和4年）から1930年（昭和5年）にかけての欧米旅行、そして四年に及ぶ留学は、当時の日本が一層の世界進出を果たしていくという機運の中で行われたものであるが、若い三木にとって様々な見聞、そして体験を積み重ねることとなり、更には人脈形成の一環ともなった。
留学から帰国後、三木は明大法学部に復学する。そして1937年（昭和12年）3月、卒業する。卒業後の三木の進路は全く決まっていなかった。希望としては明大の教員になることを考えていて、他に外交官、記者、そして政治の世界に身を投じようとも考えていた。当時は、弁論活動をしていた人物が政界入りすることは、珍しいことではなかった。そのような中、当時の林内閣は3月31日、突如として衆議院を解散する。三木はこの突然降ってわいたような衆議院議員総選挙に立候補する決意をした。

### 戦前の代議士時代

#### 神風候補
三木は林内閣の衆議院解散、いわゆる食い逃げ解散の報を御茶ノ水の床屋で聞き、総選挙立候補を決意したと伝えられている。三木は解散直前の17日に満30歳となり、当時の衆議院議員被選挙権を得たばかりであった。また、三木の衆議院議員立候補の経緯としては、衆議院解散のニュースを聞いた時点では立候補をするつもりは無かったが、解散直後に三木のところに徳島県出身の若者が訪ねてきて立候補を要請され、どうして自分が立候補できるだろうかと難色を示した三木に対して、手弁当で応援すると重ねて立候補をすすめる青年の熱意を前に、とりあえず徳島の選挙区事情を実見して決めることにしたのがきっかけであるとの話も伝わっている。
解散の翌日、三木は郷里徳島へと向かった。徳島ではまず長尾に立候補について相談した。長尾は『一生涯政治をやるか、やるなら政治家は金をためることを考えるな…大義名分に従い、闘争心が失せたらその時点で政治家を辞めよ、その覚悟はあるか？やれ』と、政治家となるための覚悟を三木に問うた上で立候補を勧めた。三木はこの時の長尾の忠告を『私自身の自問自答のようなものであった』と述べており、初回立候補時に政治倫理の確立に尽力し続けることになる三木の原点が見いだせる。そして長尾以外の友人からも出馬を勧められ、三木は出馬の決意を固めた。長尾との相談後、三木は実家の父母を訪ねて立候補の決意を伝え、立候補に必要な供託金の納入など手続きを依頼した上で、いったん東京に戻った。4月9日、父久吉は当時の徳島2区（板野郡、阿波郡、麻植郡、美馬郡、三好郡）への立候補を届け出た。同日三木は東京から当時徳島県にあった五つの新聞社に立候補声明を航空便で送り、翌10日には明治神宮、靖国神社に参拝して、『郷里の徳島二区から生涯代議士に打って出ること、これまでの多くの政治家が行ったような不浄、不純を行わないこと』を誓った後、徳島へと向かった。
三木が立候補した徳島2区は3人区であり、前職3人がいずれも立候補した。前職は57歳で当選4回の民政党所属の真鍋勝、72歳で当選5回、民政党の徳島県支部長を務める高島兵吉、そして57歳で当選8回、衆議院議長も務めた無所属の秋田清という有力候補揃いであり、立候補直前まで大学生であり衆議院議員の被選挙権を得たばかりで地方議員経験も無く、しかも徳商退学後永く徳島から離れて生活してきた三木は、当初圧倒的に不利であると予想された。
三木は無所属で立候補した。三木は隣の選挙区である徳島1区から当時5回当選していた政友会の生田和平を政治の師と仰いでいでおり、徳島2区には民政党の現職代議士が2名いたものの政友会の代議士が不在であったこともあって、まず政友会からの出馬が考えられた。また三木が長年在学していた明大は民政党の影響が強かったが、当時、既成政党に対する批判が強く、三木自身も既成政党に対する厳しい批判を持っていたため、無所属での立候補を決めたと考えられている。
圧倒的不利を予想された選挙戦で、三木はまずイメージ戦略を実行した。選挙活動開始時の4月初旬、日本全土は神風号の欧亜飛行新記録樹立の快挙に沸いていた。選挙戦のために徳島へ向かった三木は、大阪からは飛行機を用いて徳島入りした。当時まだ珍しかった飛行機を利用してのお国入りは、三木と神風号を結びつけることに繋がり、地元新聞は三木のことを神風号にちなんで神風候補と呼び、三木陣営もまた神風候補と名乗った。
選挙区情勢を詳細に分析した三木は、選挙事務所を板野郡板西町（現・板野町）に置くことにした。板西町は東西に長い徳島2区の東に寄っているが、板野郡は三木の故郷であり、また板野郡の南にある麻植郡、西側の阿波郡からは立候補者がいないため、各候補の競争地になると判断し、選挙事務所を置くのに最適と判断したためである。なお、開票結果は麻植郡、阿波郡は三木が1位、板野郡はもう一人の地元候補である高島に次いで2位となり、三木の読みは的中する。
実際の選挙戦ではまず長尾の実兄で、前県議の田所多喜二が遊説部長として陣頭指揮を取った。選挙区事情に精通した田所は『徳島県は若い政治家を育てよ！』と、三木を伴って選挙区中を回った。また在京、在米生活の中で知り合った知己を積極的に応援弁士として招請した。三木の応援に参加した人物には、在米中に知り合った早稲田大学教授の吉村正や、その教え子であった石田博英がいた。東京の大学教授や外国生活経験者の応援は、三木に他の候補には見られない若さと都会性、そして国際性を身につけた人物であることを有権者に認識させる手段であった。
三木は当時の政治情勢について、これまで政党は藩閥政治を打破した大きな功績を挙げてきたが、既成政党が腐敗して国民の信頼を裏切ったため、立憲世論の政治が衰退して官僚超然内閣が続くようになったと判断していた。そのため三木は無自覚議員をなくして議員の質を上げ、政党を浄化して立憲世論の政治を取り戻すべきであると主張し、選挙遊説の中でもまず既成政党の腐敗批判と政治浄化を強調した。同様の主張は当時しばしばなされていたもので、特段真新しい主張であったわけではないが、閉塞感に覆われていた当時、まだ30歳になったばかりの新人代議士候補が既成政党の腐敗を激しく批判し、政治浄化を唱える姿は選挙民に変化への期待をもたらした。また政党の浄化と議員の資質向上という主張は、最初の国政選挙時から唱えられていたものであるが、立候補した当時の情勢と、政党が結局軍部の暴走を押し止められなかったことへの反省から、三木終生のライフワークとなった。そして三木の議員一人ひとりの資質向上を目指す考え方は、真の言論の府として議会が機能していくことを目指しており、「政党政治を量の政治とし、所属議員の数が多ければそれでよし」とするような、政党は議会の多数派を占めさえすれば良いといったやり方を批判した。この点も後に三木が田中角栄の「数は力」という考え方に鋭い批判を向けたことに繋がっていく。
初回立候補に際して三木が唱えた具体的な政策としては、選挙広報に15項目に及ぶ政策が列挙されている。政策の冒頭にはまず「国体明徴」、「日本道徳の鼓吹と共産主義絶滅」、「祭政一致」という、当時の時代背景を如実に示すようなスローガンが並んでいる。続いて議会浄化と政党の革新による真の世論政治の実現、日本の必要による自由な世界進出、科学技術の振興、産業組合の充実改善強化、中小商工業者の組織化など、後に三木が取り組み続けることになる政治課題の多くが列挙されていた。うち産業組合の充実改善強化、中小商工業者の組織化という政治課題の重視は、終戦後国民協同党の書記長、次いで委員長など、協同主義を標榜する政党で要職を歴任することに繋がっていく。また三木の訴えた政策の特徴としては、選挙区である徳島2区に直接関わる政策よりも、全国的、そして国際関係に関する政策が目立つ点が挙げられる。
三木は、選挙戦は「主義政策よりも候補者の質の争い」になると考えた。そのため三木武夫という候補者の本質を有権者に徹底的に理解してもらう必要があるとして、広報のやり方、無料郵便の発送、演説会の日程や時間配分などを分析検討しながら選挙戦を進めた。4月13日に選挙戦が始まると、三木は徳島2区の各地で開催した演説会で既成政党への批判と政治浄化を中心とした選挙演説を行った。三木の最大の武器は言うまでもなく弁論であった。選挙戦が進むにつれて三木の選挙演説は評判を集め、大きな反響が現れるようになった。各演説会会場は大勢の人々が詰めかけ、三木陣営に多くの激励の手紙や電報、そして選挙費用の寄付が届けられた。選挙戦を通じて三木は他の候補者には無い若さと都会性を全面に打ち出し、既成政党と政治腐敗への強い批判を行い、改革者であるとのイメージを植えつけることに成功した。
また三木は選挙戦終盤に徳島2区の有権者に送付した無料郵便で、自らが一人っ子であることを紹介しつつ、皇国に忠誠の使徒である上に、衆議院議員に当選して老父母に孝行の実を挙げ、忠孝両全の規範を立志の歴史に留めたいとの内容の、当時の倫理規範で最高の徳目とされた忠孝を兼ね備えた人物であることを示すとともに、泣き落としとも受け取れる訴えを行った。そして無料郵便には「元大審院長正三位勲一等 前明治大学学長法学博士」との肩書きの横田秀雄の推薦状が添付されており、大学教授などを応援弁士として招請した三木武夫の広い人脈を、有権者に改めてアピールした。
選挙戦終盤になって、新聞各紙は三木は同じ板野郡を地盤とする高島と当落を争うと予想するようになった。最終盤の4月28、29日になると選挙運動は激しさを増し、三木は一日十六、十七ヶ所の演説会をこなし、結局、板野郡、阿波郡、麻植郡の三郡は選挙戦中にほぼ二巡した。30日に行われた投票の結果、三木は真鍋、秋田に次いで三位の票を集め、前職の高島を押さえ当選した。なお三木の衆議院議員当選は当時の最年少記録であった。5月3日の朝日新聞朝刊は、飛行機に跨る三木の挿絵付きで、『神風の闘志に学ぶ、全国一の年少選良、三木君』と題する記事を掲載し、「神風候補」と銘打って言論戦に所力を尽くし、堂々栄冠を獲得したと三木の選挙戦を紹介した。

#### 帝国議会デビュー

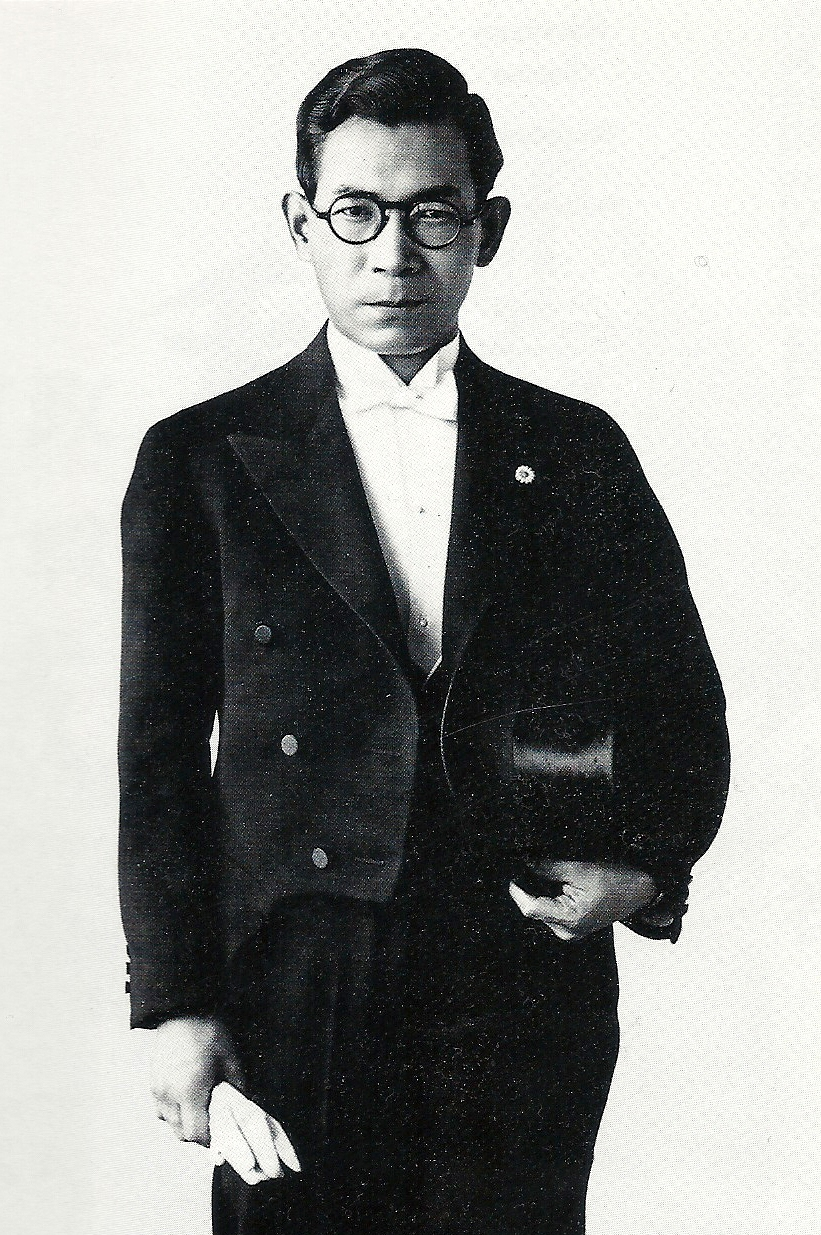
帝国議会初登院時、正装した三木。

総選挙の結果、政友会はほぼ解散前の議席を維持し、民政党はやや議席を減らしたものの、これまで続いてきた既成政党の人気低落には歯止めがかった形となった。林内閣は居座りを決め込もうとするが、政友会と民政党の連携の前に総辞職した。元老西園寺公望や重臣らは、陸軍にも議会各派にも受け入れ可能な近衛文麿を総理とすることとし、1937年（昭和12年）6月4日、挙国一致内閣を標榜する第1次近衛内閣が成立する。
帝国議会開会の日程が決まり、三木ら無所属議員と小会派の議員らは有効な議会活動を行うために院内会派の結成を検討する。三木を含む無所属議員と国民同盟、旧昭和会などの小会派の議員が協議を重ね、第71帝国議会開会直前の7月21日には49名の衆議院議員で院内会派、第一議員倶楽部が結成されることになった。しかし三木は第一議員倶楽部には参加せずに、無所属議員の一部が参加する院内会派「第二控室」に所属することになった。第二控室は13名の議員で構成されており、第1回衆議院議員総選挙以降、連続当選を続けていた尾崎行雄ら、個性豊かなメンバーが揃っていた。当時三木は尾崎を議会の大先輩として仰いだという。
第71帝国議会開会前の6月17日夜、三木は東京を発って地元徳島県の選挙区に向かい、地元が抱える数々の課題について実態調査を行った。更に6月末から7月初旬にかけても地元の各町村役場をきめ細かく巡り、各町村の実情について調査した。その後も三木は議会報告を開催するなどかなり頻繁に地元入りして、選挙区との関係強化を図っていった。
三木の国会デビューとなった第71帝国議会では、7月31日に人造石油製造事業法外一件委員会の委員として初質問を行った。開会直前には盧溝橋事件が発生し、日中が全面衝突する事態へと発展していった。そのような中、閉会前に超党派の戦場慰問団の派遣が決定され、三木は小泉又次郎を団長とする中国方面の慰問団員となり、8月15日から9月3日にかけて、国会議員としての初外遊を行った。
三木の衆議院本会議での初質問は1938年（昭和13年）2月22日、第73帝国議会のことであった。本会議で三木は大蔵大臣賀屋興宣に対し、政府が提出した支那事変特別増税案に関して、増税が産業振興に悪影響を与える点、すでに多くの負担を担っている国民にとって更なる負担の増大となる点を批判し、増税を行う前提条件として富の偏在を正す必要があると指摘した。その上で真の挙国一致のためには、政府は国民に情報を伝え、政府の施策に納得してもらうことが必要であると主張した。1939年（昭和14年）2月14日、第74帝国議会の予算委員会報告に対する賛成演説でも、三木は政府が国民に対して情報をオープンにするよう主張、時局に乗じて利益を貪る者がいる反面、多くの国民が困窮している状況を指摘し、更には当時強まりつつあった統制経済の動きの行き過ぎを批判した。三木は議会政治家として民意の重視を訴え続けたが、一方その民意重視の姿勢は「戦争遂行に対する国民的熱意」に従うことに繋がり、三木の議会での活動は基本的に戦時体制に肯定的なものとなった。

#### 日米友好への尽力

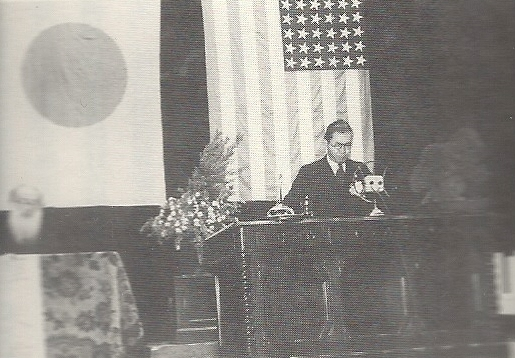
1938年（昭和13年）2月19日に日比谷公会堂で行われた日米親善国民大会で演説する三木。

三木が国会議員になった1937年（昭和12年）の12月12日には、日本軍が南京攻撃の際、南京から脱出する外国人を乗せたパナイ号が撃沈され、日本側が陳謝と賠償を行ったパナイ号事件が発生するなど、日米の関係悪化が目立つようになっていた。米国留学の経験がある三木にとって、日米関係の悪化は憂慮すべき事態であった。三木によれば当時、駐日大使を勤めていたジョセフ・グルーから日米関係を憂慮する手紙を受け取ったという。
日米関係が緊迫していく情勢下、三木は日米友好を図り様々な活動を行った。まず政友会の植原悦二郎、岩瀬亮らとともに対米同志会を結成した。会の趣旨は、「日華事変でアメリカ国民が中立を守っていることに、日本国民から感謝の意を示す」とし、対米同志会は1938年（昭和13年）2月19日、日比谷公会堂で貴族院議員の今井五介を座長として日米親善国民大会を開催した。大会では賀川豊彦、菊池寛、対米非戦論者の陸軍中将原口初太郎らが日米友好親善に関する演説を行った。三木は大会の席で「日米が戦って両国とも何を得ようというのか、まず石油が無い日本がどうして長期戦を戦えるのか、アメリカも一死報国の念に燃える日本軍を相手にすれば多大な犠牲を出すことになる、日米両国が戦争に訴えず、平和的に対立を和らげていくよう努力することこそ、両国の政治家の責務ではないか」という趣旨の演説を行ったと主張しているが、実際どのような演説が行われたのかについては、戦災などで記録が失われている。研究者の中には1938年時点では、日米関係が緊迫していたとは言いがたく、三木が主張しているような内容の演説を実際行ったかについては疑問があるとの意見がある。1939年（昭和14年）には、枢密顧問官の金子堅太郎を会長とした日米同志会が結成され、三木は専務理事となった。三木は日米同志会で日米戦争回避の活動を続け、特に衆議院議員の安倍寛と共に、各地で日米非戦を訴えて回った。
1939年2月26日、日米関係の改善に力を尽くし、米国側にも信頼されていた駐米大使、齊藤博が死去した。米国側は斎藤の死を悼み、海軍巡洋艦アストリア号で遺骨を日本に送り届けることになった。日本側は、緊張する日米関係改善のきっかけとすべく、三木や今井五介、植原悦二郎、松田竹千代、岩永裕吉など貴族院議員、衆議院議員らが協議して、金子を会長とする米艦アストリア号国民歓迎委員会が結成され、4月24日に早大の大隈講堂で歓迎会が行われた。また三木は、遺骨帰還の模様から歓迎会の様子をニュース映画にするため尽力した。南旺映画に委嘱制作されたニュース映画は、日本語版ばかりでなく英語版も作成され、6月12日には日本在住の米国人を招き帝国ホテルにて試写会と晩餐会を行い、更にアストリア号のターナー艦長と、米国大統領フランクリン・ルーズベルトに英語版のニュース映画を贈呈することになった。

#### 時局同志会、翼賛議員同盟と三木
1939年（昭和14年）11月27日、三木を含む第二控室に所属する国会議員8名は、国民同盟の清瀬一郎、東方会の杉浦武雄、日本革新党の江藤源九郎ら、更には院内団体の第一議員倶楽部の一部所属議員とともに、新たな院内団体である時局同志会を結成した。時局同志会には他に安達謙蔵、赤松克麿、朴春琴、木村武雄らが参加した。時局同志会は「聖戦貫徹の熱情を均しくする」ことを標榜する親軍的な会派であり、結成直後には陸軍の動きを背景に当時の阿部内閣の倒閣運動を進めた。
阿部内閣総辞職後、米内内閣が成立するが、時局同志会は政友会、民政党という既成政党の国会議員を入閣させた米内内閣に批判的であった。1940年（昭和15年）2月2日、民政党の斎藤隆夫が衆議院本会議で反軍演説を行った。時局同志会は斎藤の演説を聖戦の目的を冒涜するものと強く反発し、斎藤の衆議院除名に積極的であった。3月7日、衆議院本会議で斎藤は衆議院を除名された。採決の際、反対7、登院棄権121、欠席23が出ており、除名に積極的であった時局同志会の中でも安達ら5名は棄権したが、三木は賛成票を投じたと見られている。
第75帝国議会で、三木は衆議院予算委員会の席で西日本の旱魃対策についての質問、建議委員会では徳島県内の鉄道建設についての建議、そして請願委員会では徳島県板野郡内の郵便局設置についての請願を行うなど、地元の陳情を積極的に処理していた。3月26日、近衛文麿による新党結成の動きに対する意見対立により時局同志会は解散し、三木は同僚議員7名と共に七日会を結成した。この年の春ごろからは新体制運動の動きが活発化し、6月24日には近衛は枢密院議長を辞職し、新体制運動に乗り出すことを声明した。7月22日の第2次近衛内閣組閣と前後して各政党とも解散となり、8月には七日会も解散した。三木は七日会までは小規模な院内団体に所属し続け、特定の政党に所属することはなかったが、これは戦後、政党の集散離合に関与し、自由民主党所属後も小派閥を率いることになる三木の姿と重なるものがある。
三木は新体制運動にどのように関わっていたのか、十分な資料は残されていないが、9月12日には、三木の他小泉純也、羽田武嗣郎、西川貞一の計4名が発起人となり、10名あまりの若手国会議員とともに新体制運動についての意見交換会を開くなど、新体制運動に向けて他の若手議員と連携した活動を行っていた記録が残っている。
10月12日には大政翼賛会が結成されたが、政事結社ではなく公事結社とされ、議員たちは大政翼賛会の議会局に所属することになった。政事結社ではない大政翼賛会内では政治活動が禁止され、議会局の扱いの軽さに議員たちは不満を募らせ、解散した政党に替わる形として衆議院議員の大多数の435名が参加して院内団体の衆議院倶楽部が12月20日に結成、三木もこれに参加した。結局1941年（昭和16年）4月には大政翼賛会議会局は廃止、9月2日には衆議院倶楽部も解散となる。同日、衆議院議員324名が参加する翼賛議員同盟が結成され、三木も参加した。一方翼賛体制に批判的な鳩山一郎、尾崎行雄らは1941年（昭和16年）11月10日には同交会を結成し、その他西尾末広、松本治一郎らが参加した興亜議員連盟などが結成されたが、三木はそれらに加わることはなかった。このころには議会での審議も形骸化が進み、三木は議会での発言機会にも恵まれないようになった。

#### 結婚と森コンツェルン

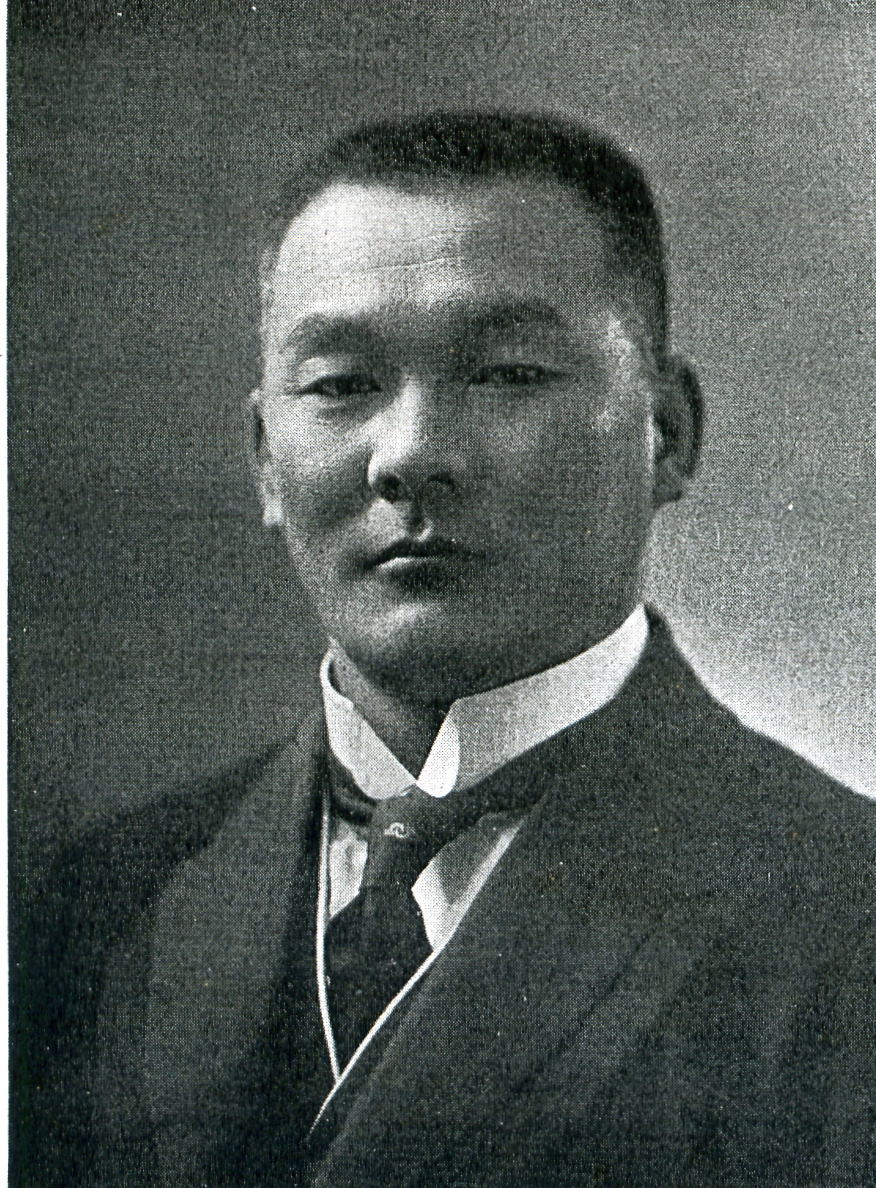
三木の舅となった森コンツェルン総帥の森矗昶

三木は1939年（昭和14年）3月、第74帝国議会で行われた映画国策化についての法制化審議の場で、政友会の岩瀬亮に次いで多くの質問を行った。岩瀬はかねてから映画に興味を示していて、1933年（昭和8年）には衆議院に映画国策樹立に関する建議案を提出するなどの活動を行っており、1939年（昭和14年）には、先述のアストリア号による齊藤駐米大使の遺骨帰還の模様から歓迎会の様子についてのニュース映画制作を委嘱された、南旺映画を立ち上げることになる。三木は岩瀬と親しく、映画政策についても岩瀬から情報を入手していたと考えられている。三木は映画国策化についての法制化審議の席で、映画国策化を推し進めるのならば、都会ばかりではなく農村でも映画を楽しめるようにすべきであるとし、更に映画の質的向上、そして費用の支弁を図るようにすべきとの質問を行った。
三木を岩瀬と引き合わせたのは結城豊太郎であったとされる。結城は森矗昶を総帥とする新興の森コンツェルンと関係があり、岩瀬は森矗昶の実弟であった。三木は結城、そして岩瀬との繋がりでしばしば森家に出入りしていたが、そのような中で1940年（昭和15年）6月初めごろに森矗昶の次女である睦子との結婚話が持ち上がり、6月26日には正式に結婚する。新進代議士三木と森コンツェルン総帥令嬢との結婚は政財界の注目を集め、結婚式は当時日本銀行総裁を務めていた結城が仲人となり、東京會舘で政財界の要人らを招いて盛大に行われた。なお800名参加したという結婚式参列者のほとんどが新婦側の客で、新郎である武夫側の客はわずか3名に過ぎず、三木の両親も出席しなかった。

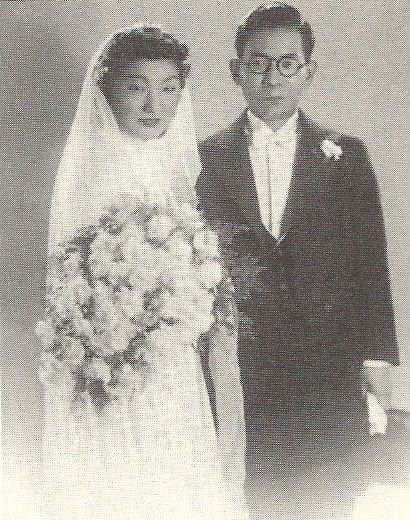
1940年（昭和15年）6月26日の、三木武夫と睦子の結婚写真。

森コンツェルンは新興財閥の一つであり、満洲事変以後の軍需産業発展に伴い急成長を見せていた。新興財閥のため、資本金が必ずしも十分ではなく、人材も乏しいという欠点も見られたが、1937年（昭和12年）6月には電力、ガス、アルミニウムなどの金属工業、アンモニウム合成などの化学工業など重化学工業中心の直系27社を擁していた。
しかし三木の結婚前の1939年（昭和14年）には、森コンツェルンの主力企業である日本電工と昭和肥料が合併して昭和電工が設立され、森家の主導権からは離れることになった。その上、傘下企業の昭和鉱業も帝国鉱業開発に譲られ、東信電気も電力統制の結果なくなってしまい、更に総帥の森矗昶も1941年（昭和16年）3月1日に死去するなど、三木の結婚前後から森コンツェルンは下り坂を迎えていた。
1940年ごろから森コンツェルンは大江山ニッケル、日本火工の二社を主力企業とするようになり、矗昶没後は大江山ニッケル、日本火工の後身企業に当たる日本冶金工業が中核となり、鉱山業と製錬を中心とした小財閥となっていった。三木は結婚した1940年6月、大江山ニッケルの取締役に就任し、1943年11月には日本冶金工業の取締役となっている。また三木は1942年（昭和17年）6月から1943年（昭和18年）11月まで、衆議院調査会の商工省部の委員となり、1943年11月から1944年6月まではこれまでの商工省から電力、重化学工業、鉱業が移管された軍需省の委員、更に翌1945年（昭和20年）には軍需省参与官となっている。三木が戦時中、衆議院の商工、軍需省の委員を務めていたことは、森コンツェルンとの関係が深いことによるものと推察され、更に森コンツェルンにとっても三木が重要な存在であったものと想定される。

#### 翼賛選挙非推薦での当選

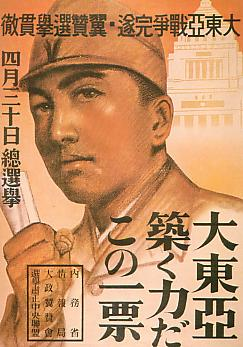
翼賛選挙の選挙ポスター

第2次近衛内閣は1941年（昭和16年）1月の閣議で衆議院議員定数を400に削減し、原則一府県一区の大選挙区制、選挙権を男子戸主のみとし、自由立候補制に替わり推薦立候補制とする内容の選挙法改正案を決定した。しかしこの選挙法改正を実現するには、これまでの男子普通選挙に替わる戸主のみの選挙人名簿を新たに作成する事務が生じるが、これを選挙予定期日までに間に合わせることが困難であり、また第76帝国議会で政府の施政方針演説への質問を取りやめるなど、議会側が政府に協力する姿勢を見せたため、結局選挙法改正案の議会提出は見送られ、国際情勢などから任期満了総選挙を一年延長する、議員任期延長法案が可決された。
1941年（昭和16年）12月8日、日米戦争勃発。直後の12月9日には、衆議院議員の任期切れとなる1942年（昭和17年）4月に、内務省が行政措置として候補者推薦を行った上で予定通り総選挙を断行するとの報道がなされた。1942年2月18日、「大東亜戦争完遂翼賛選挙貫徹運動基本要綱」が閣議決定される。来る総選挙は大東亜戦争の完遂のため、翼賛議会を確立して政治体制を強化させ、国民の政治的意欲を昂揚を図り、更に対外的には日本国内の政治的な一体性を示すものとされた。要綱では建前上候補者推薦については政府の行政措置に拠ることなく国民が自主的に行うものとし、政府、翼賛会などの役割はその支援を行うものとされたが、実際は政府が音頭を取って2月23日、元首相の阿部信行を会長として候補者推薦母体となる政事結社の翼賛政治体制協議会（翼協）が結成され、翼協が候補者推薦を行うという事実上の官製選挙となった。
総選挙での候補者推薦についてはまず道府県ごとの各支部で推薦候補者を決定し、各支部の申請について本部の選考委員会で審査の上で最終決定することになった。候補者推薦については、旧既成政党に所属していた政治家などを一掃し、現職を排除して新人中心とする動きが見られたが、翼賛議員同盟側が激しい巻き返し運動を行った結果、最終的には基本的に現職優位の推薦となった。徳島県では脇町町長、県会議員の大久保義夫が翼協の支部長に就任し、支部長以下16名の翼協支部委員が総選挙での徳島県の翼協推薦者選考を行った。3月30日、支部は徳島2区については現職の秋田清の他、藍商として著名な三木与吉郎、ベテラン県議の三木熊二の二名の新人を推薦候補として翼協本部に内申した。本部の選考委員会でも徳島県支部の内申通り、秋田清、三木与吉郎、三木熊二の三名を推薦候補とすることが決定され、翼賛政治体制協議会推薦候補として立候補することとなった。三木武夫本人は翼協から推薦を受けることを望んでいたが推薦を受けられなかったため、もう一人の徳島2区の現職議員の真鍋勝とともに翼協非推薦での立候補となった。
三木がなぜ翼協の推薦を得られなかったのかについては、三木の当選後、翼協徳島県支部長から三木に対し「徳島2区は定員3であるため、推薦は3人が限度であった。翼協徳島県支部委員の賛否によって推薦者を決定したが、不幸にして貴殿は選に漏れた」。との内容の書状を受け取っている。しかし三木は翼賛選挙前の2月に警視庁が現職衆議院議員全員について作成した衆議院議員調査票で当選確実とされ、更に国策にとって望ましい人物であるかどうかについての区分では、「積極的な活動は無いものの、時局に順応し、国策を支持し反政府的な言動が見られない」乙種とされていた。ちなみに徳島二区で翼協推薦となった秋田清は当選確実である上に「時局に即応し率先垂範し国策遂行のため他を指導しており代議士にふさわしい」甲種とされ、三木と同じく非推薦となった真鍋勝は当落不明とされ、更に「時局認識が薄く、旧態を墨守し、常に反国家、反政府的な言動を行うか、思想的に代議士にふさわしくない」丙種とされた。甲種の秋田清の推薦と、丙種である上に所属議員の多くが非推薦となった興亜議員同盟に所属していた真鍋勝の非推薦については了解しやすいが、6割以上が翼協推薦された乙種であり、当選確実とも見なされており、更に所属議員の多くが推薦された翼賛議員同盟に所属していた三木は推薦されても不思議ではなく、なぜ非推薦となったのかははっきりとしない。
しかも三木の場合、推薦候補に同姓の三木与吉郎、三木熊二が推薦候補とされた。これは当選確実とされた三木武夫の票の分散を狙ったものとも考えられ、このことから翼協支部では三木武夫の当選を望まない動きがあったと推察する説もある。また翼協推薦について、当初の新人優先から現職の巻き返しという動きの中で、最終的に翼賛議員同盟に所属していた100名の現職議員が推薦を得られなかった事実から、巻き返しが三木まで及ばなかった可能性もある。また三木の非推薦は、初当選時に政友会、民政党という既成政党を厳しく批判していたことが影響したとの説もある。翼協には旧政党関係者が多数参加しており、既成政党を厳しく批判して当選した三木のことを快く思っていなかった人たちは少なくなかった。そして衆議院議長、閣僚を経験し、徳島の政界で強い実力を持つ秋田清の働きかけも想定できる。秋田は若く実力を蓄えつつあった三木を非推薦とし、落選させることによって、自らのライバルを潰そうともくろんだのである。
三木本人は自らの翼協非推薦について、徳島二区有権者に向けた選挙パンフレットの中でまず欧米遊学、米国留学という経歴から、三木は米欧の思想かぶれであると邪推され、思想的に不純な者であると貶めようとする動きがあったため、更にまだ政治家経験の浅い三木は、翼協支部の16名の委員のうち4、5名以外のことはよく知らず、中には一回も会ったことが無い方もいたためではないかと推測した。つまり親英米派と見られたことと、政治家としてまだ経験が浅い点が非推薦の原因と見ていた。
当選1回と政治キャリアがまだ浅い三木が非推薦になったことは、強い逆風下で選挙戦を戦わねばならなくなったことを意味した。三木は先述の選挙パンフレットの中で、第21回衆議院議員総選挙は真に国家のことを思い、翼賛議会の建設に熱意を持つか否かを候補者選択の基準とすべき選挙であると主張し、翼協の非推薦だからといってその熱意を持たないと思われるのは心外であるとし、「子が母の愛にすがり訴えるがごとき心情の下」自らの証を立て、疑念を晴らしたいと訴えた。更に第一期の任期中は議会活動に邁進し、愛国の熱情と赤誠を捧げてきたとした。初回選挙時に見られた既成政党と政治腐敗批判は影を潜め、自らの立場の弁明を主としたパンフレットの内容からも三木が翼賛選挙で苦境に追い込まれたことがうかがえる。また同パンフレットの中で、同僚政治家からの推薦人として清瀬一郎、桜内幸雄、中島知久平、町田忠治、松野鶴平らが名を連ねるとともに、頭山満も三木を人格識見卓越し、とりわけ思想精神上立派な人物であると称え、政治家として得がたい人物であるとして三木への投票を依頼していた。

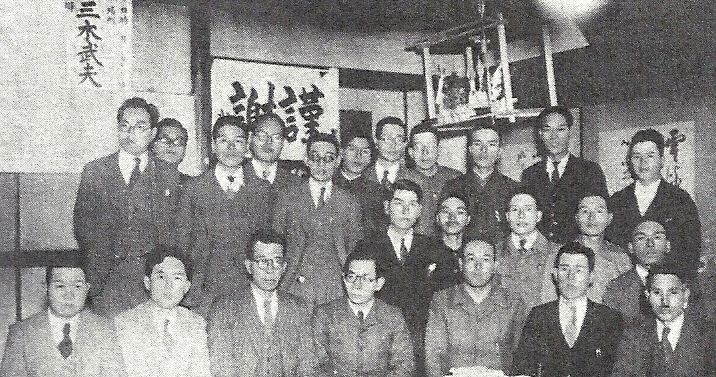
1942年（昭和17年）4月30日投票の翼賛選挙において翼協非推薦で当選後、選挙事務所でスタッフとともに記念撮影。前列中央が三木武夫。

選挙戦に突入すると、非推薦候補である三木に対して選挙事務所に警官の出入りや特高の監視が行われ、運動員には尾行がつき、三木の演説会に参加した有権者は警察から出頭を命じられ、東京から三木の応援に駆けつけた石田博英に対しては道中私服の警官に付き纏われるなどの選挙干渉に見舞われた。また三木の選挙戦について地元紙の徳島毎日新聞はほとんど報じることがなかった。そして対立候補からは三木は米国で勉強してきた国賊であると指弾されもした。このような厳しい情勢下、三木は徳島2区の全域で議会報告演説会を開いて有権者と膝づめの対話を繰り返し、山間部では支援者の家に泊り、戦死者家族の弔問を行うなど、約一ヶ月間の期間中、地域に密着した選挙戦を徹底的に行った。また前回と同じく吉村正、石田博英、玉川学園創始者の小原国芳らを東京から応援弁士として招き、妻睦子の実家である森家と繋がりがある海軍少将、陸軍大佐なども三木の応援に駆けつけた。
また、三木が頼りとしたのはやはり得意の弁論であった。戦時下の翼賛選挙では、各候補が訴える政策は聖戦完遂、大東亜共栄圏の確立、翼賛議会の確立など、どうしても同じような内容となってしまっていた。そのような中で三木は聖戦完遂など他候補と同様の訴えとともに、選挙区内の問題に対してこれまでいかに熱心に取り組んできたのかを説明し、他の候補との差別化を図った。
4月30日の総選挙で、三木は厳しい逆風下の選挙であったにもかかわらず、地盤である板野郡、隣接する阿波郡を手堅くまとめ、更には秋田清の地盤である三好郡でも票を伸ばし、秋田清、三木与吉郎に次いで三位に滑り込み当選を果たした。これまで徳島2区では秋田清のみが地盤である郡以外でも一定の支持を集めていたが、若年層を中心とする支持を伸ばした三木もまた、地元板野郡以外の支持層を広げることに成功した。翼賛選挙において翼協非推薦候補の当選率はわずか13.8パーセントに過ぎず、三木は苦しい選挙戦を、地域に密着した選挙活動を中心とすることによって勝ち抜き、政治生命の危機を乗り越えた。そしてこの翼賛選挙非推薦での当選は戦後、三木の勲章となっていく。

#### 翼賛選挙後の三木
翼賛選挙が終了すると、東條内閣は同交会、興亜議員同盟、そして翼賛議員同盟も解散させ、1942年5月20日に三木ら翼協非推薦議員も参加した唯一の政治結社、翼賛政治会が結成される。翼賛政治会は翼協会長の阿部信行が総裁となり、刑事訴追中の8名以外、全ての衆議院議員が加入した。三木は翼賛政治会政務調査会の大蔵委員会幹事となり、また翼賛政治会所属の2、3回当選議員で構成された、翼賛政治会の機構改革や政治力強化運動を活発に行っていた三十日会、そして経済問題について勉強し、翼賛政治会を通じて政府に政策提言することを目的に結成された経済議員連盟に所属し、活動を行った。
また、6月に官民一体の総力戦体制を構築するために、貴族院議員80名、衆議院議員244名、民間人50名が内閣と各省の委員となったが、三木は赤城宗徳、安倍寛らとともに商工省委員となった。1943年（昭和18年）11月からは商工省から改組された軍需省委員を引き続き務め、1944年（昭和19年）6月には各省の委員制は廃止となるが、1945年（昭和20年）5月15日、鈴木貫太郎内閣において軍需参与官に任命された。
三木は1943年2月、第81帝国議会において、大東亜共栄圏で計画交易を管轄する団体である交易営団に関する「交易営団法案」について、衆議院本会議、石油専売法案外二件委員会で質疑を行った。質疑の中で三木は官僚のセクショナリズムを批判した上で、大戦遂行のために日本主導の大東亜共栄圏内の計画交易促進を支持した。そして日本の利益ばかりではなく、大東亜共栄圏では日本以外の国の発展にも配慮した総合的な施策が必要であると主張した。同じ第81帝国議会では請願委員会において地元徳島県の阿波用水灌漑事業に対する助成の請願を行い、更に建設委員会において徳島1区選出の衆議院議員であった紅露昭ら3名の議員とともに明石海峡、鳴門海峡にトンネルを設け、本州から淡路島を通り、四国に繋がる鉄道を敷くプロジェクトを提案し、審議の結果調査費が認められることになった。
三木は議会活動において官僚のセクショナリズムを批判したが、翼賛政治会内で官僚主義を厳しく批判し、議会中心主義を内包していると見られていた鳩山一郎を中心とする思斉会に入ることはなかった。1944年（昭和19年）7月には東條内閣が総辞職し、同時に翼賛政治会総裁も小林躋造に交代した。このようなな動きの中で翼賛政治会の結束に乱れが生じていき、脱会して無所属となる議員が続出した。1945年（昭和20年）3月には宇田耕一らを中心として翼壮議員同志会、岸信介を中心とした護国同志会が結成され、このままでは難局を乗り切れないと、翼賛政治会は3月20日に解散となった。結局3月30日に南次郎を総裁として大日本政治会が結成されるが、翼壮議員同志会、護国同志会を中心として数十名の議員が参加しなかった。三木は岸信介が主導する護国同志会に加入するという話も出たが、結局は多数派の大日本政治会に所属することとなり、そのまま終戦を迎える。三木は戦時中は多数派の会派に所属し続け、独自の方向性を選択することはなかった。議会での発言もおおむね時局に追随したものであり、やはり翼賛選挙で非推薦となった三木にとって、体制にあからさまに反する態度は取り得なかったものと考えられる。一方、先述した議会活動における民意重視の姿勢、そして官僚のセクショナリズムに対する批判、大東亜共栄圏において日本以外の国家発展に対しての目配りなど、三木の戦後の政治活動に繋がるものが戦時中の議会活動からも見受けられる。
1945年の終戦前、帝国議会での三木の質問機会は一回のみであった。1月24日、予算委員会の席で三木は、「決戦兵器」開発見通しに関して八木秀次科学技術院総裁に質問した。科学技術の総動員によって、厳しさを増す戦局を打開し得る決戦兵器の完成を期待する三木の質問に対し、八木は必死ではなく必中の兵器を生み出さねばならないことが使命であることは十分承知しているが、十分な成果が挙げられないまま、必死必中の神風特攻隊出撃を行わねばならなくなったことは、技術当局として遺憾に堪えない、慙愧に耐えない、まことに申し訳ないとの内容の答弁を行った。この三木と八木とのやりとりは、特攻に対しての政府当局者の率直な意見として当時大きな反響を呼んだ。戦況が日本にとって絶望的な状況となる中で、三木は特攻という戦時体制のひずみに対し、議会答弁を通して政府当局からある程度の回答を引き出していたことは注目される。

#### 戦前の三木の生活について
妻の睦子の回想によれば、結婚して驚いたこととして三木の金銭感覚の欠如があった。結婚前、三木は代々木に住んでいたが、結婚後は、政治家なので来客も多いだろうということで、舅の森矗昶の手によって建て増しを行った目白の家に住むことになった。新婚の三木の家の玄関先に毎朝9時になると高級自動車が横付けされた。三木は朝寝坊であり起きるのは昼ごろ、そしてなんだかんだで高級自動車に乗車して家を出るのは午後3時から4時ごろになってしまい、高級自動車はその間玄関先でずっと三木の乗車を待っていた。睦子は「どうして車が待っているの？」と三木に尋ねると「いつ僕が出発するかわからないので待たせてある」という返事が返ってきた。費用面の心配をぶつけてみたら「ちゃんと払っている」との返事であったが、実際には三木は小切手で支払いを行っており、睦子はほどなく銀行からもう支払いが出来ない旨の連絡を受ける羽目になった。森コンツェルン総帥の娘である睦子は小切手が不渡りになる怖さを知っていたため、即座に夫の小切手帳を破り捨てた。
三木の家には結婚前から故郷徳島からの学生を中心に、多くの学生が居候をしていた。また第二次世界大戦が始まると、アメリカに帰れなくなり言葉も不自由で行く場所が無くなった日系二世の学生も二、三人、三木の家に居候することになった。なお三木家に居候していた日系二世アメリカ人で、明治大学在学中に日米開戦によりアメリカに帰れなくなった人物が、戦後川北対合衆国事件の被告となって国家反逆罪で死刑を求刑されるという事態が発生した。三木を始めとする日本側は助命嘆願、そして死刑から減刑後も更なる減刑嘆願を行うことになる。三木家に学生が居候する状況は戦後も続き、居候をした学生のうち何人かは徳島県議となり、また三木が首相となった当時、秘書を務め、鳴門市の市長を務めた吉田忠志も三木宅で居候をした経験があった。
1945年（昭和20年）5月、目白の自宅は空襲により焼失する。三木の一家は秩父の影森村に疎開することとなった。三木の妻子は疎開先の影森村で暮らしたが、当時軍需省の参与官を務めていた三木も、軍需省に出勤するために早朝影森村を出発し、深夜に戻る生活となった。そして戦況がますます悪化する中、長女の紀世子だけでも生き永らえさせたいと考えた三木夫婦は、紀世子を徳島の三木の実家に預けることを決め、7月になって家族で徳島へ向かった。また三木の所有する重要書類も徳島在住の支援者のもとへと送った。紀世子を三木の母タカノに預けて東京へと戻る前夜、父武夫は娘との別れを惜しんで涙を流しながらお風呂に入れたという。結局三木の家族は全員無事に終戦を迎えることが出来たが、徳島に送った重要書類は徳島空襲に遭い、全て焼失してしまった。

### 終戦から保守合同まで

#### 引退の撤回と第22回衆議院議員総選挙
8月15日の終戦後、三木は政治家として戦争の責任を負うべきと考え、議員辞職して食料品店でもやろうかと睦子に持ちかけた。しかし睦子はこれから米国がやって来るので、米国のことを良く知る三木が必要とされると言い、議員辞職に反対した。結局三木は議員を続けるかどうかを次の選挙で決めることとし、もし落選したら今後選挙には出ないこと、そして選挙終了後まで政党に入らないことを決意した。三木のところには、森家の縁で千石興太郎から日本協同党に、鳩山一郎から日本自由党にそれぞれ誘われたが、三木は断った。
9月には三木の家族は疎開先の秩父から東京へと戻った。東京に戻った三木の一家は、まず雑司が谷にあった元共産党の研修所のような建物に落ち着いた。研修所として用いられていた建物らしく、狭い部屋がいくつもある集合住宅のような家であったが、ほどなく三木の家族以外にも居候が住みつくようになり、20人前後の人々が出入りする大所帯になり、睦子は戦後の食糧難の中、食糧確保に走り回ることになる。
1946年（昭和21年）の第22回衆議院議員総選挙に立候補するためには、GHQから立候補資格確認書の交付が必要とされた。三木は翼賛選挙では翼協非推薦であり、この点では立候補資格に問題は無かったが、翼賛政治会の幹事、理事や、軍需省参与官を務めた経歴から資格が認められない可能性もあった。三木はGHQに戦前に日米友好に尽くしたことをアピールするなど確認書の交付に向けて尽力した。しかし三木の確認書交付は遅れてしまい、陣営にあきらめムードも漂うようになった選挙戦開始後、ようやく交付された。
第22回衆議院議員総選挙は婦人参政権が認められ、男女普通選挙となった。選挙区も基本的に全県一区の大選挙区制で行われ、徳島県も全県一区、定数5に対して30名が立候補した。前述の立候補資確認書の交付が遅れてしまったために選挙戦に出遅れ、更にこれまで選挙区外であった県南部も回らなければならなかった。しかし三木は婦人参政権が認められた初の選挙らしく、明大女子専門部の学生4名を応援演説に駆り出すといった作戦を実行し、東京から徳島へ自動車を持ち込み、自動車で行けない場所は自転車に幟を立てて選挙区中を回った。この選挙で三木は民主政治の確立、教育の刷新、食糧問題の解決などを訴えるとともに、足かけ10年の国会議員経験に加えて、欧米訪問、米国留学体験がある国際派であり、それらの体験を国政に生かせる人物であるとアピールした。4月10日に行われた投票の結果、三木はトップ当選を果たした。

#### 協同民主党への参画
1945年（昭和20年）3月に結成された護国同志会の運営を主に担っていたのは船田中であった。護国同志会には産業組合関係者も多く、戦後になって1945年10月から11月にかけて、護国同志会の系列の船田中らと産業組合の千石興太郎、黒沢酉蔵らによる新党結成の動きが本格化した。その結果、12月18日には26名の衆議院議員が参加する日本協同党が結成される
。日本協同党は協同民主主義を標榜し、協同組合主義を経済原則に掲げ、戦争で大きな打撃を蒙った産業、経済、文化を、勤労、自主、相愛を基調とする協同組合主義により再建し、協同組合が産業の復興の中核となることを主張した。日本協同党は黒沢、船田を代表世話人とし、井川忠雄ら5名が世話人、千石ら23名が委員となった。党を指導する船田、千石らは、かつて近衛新体制運動に積極的に係わったものの、戦時体制下では非主流派となったため、終戦後の新たな体制の担い手となり得ると考えていた。しかし1946年（昭和21年）1月4日、GHQは黒沢、船田、千石らを公職追放とすることを決定し、日本協同党の代表世話人、世話人、委員計30名のうち、追放を免れたのは世話人の井川忠雄、委員の北勝太郎の2名のみであった。党存続の危機に見舞われた日本協同党は2月23日に緊急幹部会を開催し、井川を中心として党再建に乗り出すこととした。井川はまず日本協同党が自由党の左、社会党の右の存在とし、協同主義は統一的な協同組合行政を確立する理念であると主張した。2月28日には第一回の党全国代表者会議の席で、常任世話人として井川の他、船田中の実弟である船田享二、山本実彦らを選出した。
日本協同党は衆議院議員選挙を前に、まず社会党との連携を模索した。社会党としても戦後の結党時、協同組合関係者を取り込む動きもあり、日本協同党と社会党との提携は不自然ではなかった。しかしGHQ内には日本協同党は日本を穏健化し、安定化させるのに寄与すると評価する声とともに、日本協同党のメンバーには中道やや右よりの政党であるとの合意があると見る向きもあった。4月の第22回衆議院議員総選挙において、日本協同党は94名の候補者を擁立するが、14名の当選にとどまった。思わしくない選挙結果を受けて、日本協同党は社会党との連携以外に諸派、無所属議員のとの連携を図るようになった。
総選挙を無所属で当選した三木は、選挙後、田中伊三次らとともに諸派、無所属議員を結集する会合の呼びかけ人となった。三木、田中らは新人、諸派の国会議員を糾合して新党を結成しようともくろんだのである。三木らは当初、幣原内閣居座り工作を図っていた楢橋渡内閣書記官長らとの連携を進めようとしたが、楢橋の連携相手に目されていた社会党、日本協同党は構想に乗らず、結局自由党、社会党、日本協同党、共産党による倒閣共同委員会が組織されたことにより、4月22日、幣原内閣は総辞職に追い込まれた。政局の動きを見た三木らは楢橋の動きから距離を置くようになり、幣原内閣が総辞職した22日に、44人の衆議院議員からなる院内団体の大同倶楽部を結成した。4月27日には総選挙を受け、中央委員長に山本、副委員長に北、書記長に井川という日本協同党の新執行部が選出された。新委員長に選出された山本は改造社社長であり、戦前に2期、民政党の衆議院議員を務めており、経歴からも協同主義のイデオロギーに必ずしもこだわらない人物であった。そして結成間もない大同倶楽部内に新党結成の動きが起こり、更に日本協同党と大同倶楽部との合同を目指す動きが起こった。この動きは北勝太郎を中心とした日本協同党内の農村派の反対によりいったん立ち消えになったかに見えたが、結局日本協同党や日本農本党などの諸派、大同倶楽部は、5月8日に協同組合主義を党是とする新党、協同民主党の結成に合意するに至った。
ところが協同組合主義の党是に多くの大同倶楽部所属議員からクレームが出され、大同倶楽部所属議員の多くは日本協同党との合同に加わらずに新党結成を目指すこととなって、院内会派日本民主党準備会を結成された。話が進んでいた協同民主党結成の話が突然上手くいかなくなった背景には、他の大政党からの工作があったものと推測されている。結局日本協同党と日本農本党などいくつかの小会派によって5月24日に協同民主党が成立する。三木は当初日本民主党結成準備会に参加したものの、日本民主党準備会は新人代議士27名のみで民主党を結成する方針となり、新党の主導権を握ることが困難な情勢となったため、参加を要請されていた協同民主党に加入することになった
。なお日本民主党準備会は院内会派新政会を経て、9月25日、国民党となる。三木が当初もくろんだ新党結成が流産した背景のひとつには、新党構想を主導した三木や田中伊三次が、代議士個人個人の事情を十分考慮することなく、無理やり新党を結成しようとしたことが反発を買ったことが挙げられる。

#### 協同民主党の実権掌握
三木を協同民主党に誘ったのは日本協同党委員長の山本であった。山本は党勢拡大のために政治家経験がある人物の入党を望んでおり、衆議院議員当選3回の三木を協同民主党結党に誘うことになった。三木はこれまで協同主義と深い関わりがなく、北ら農村派は三木の入党に反発したが、山本は反対を押し切った。結党した協同民主党は日本協同党に引き続き、中央委員長は山本、書記長には井川という体制でスタートした。6月18日、入党したばかりの三木は協同民主党の総務委員の一人に選ばれ、8月25日には協同民主党第一回全国大会で筆頭常任中央委員となる。このころの協同民主党は、GHQ民政局の政党係から、戦前の官界にその源流を持つ中道主義の組織で、党の公約は小作農よりも不在地主の利益を代表する農業政党であって、党の公約は官僚や資本家を悪者扱いした軍国主義者、全体主義者のスローガンの復活であり、天皇制について最も保守的な政党であり、日本の政治思想の右翼を代表しているとの見方をしていた。
山本執行部は、日本民主党準備会にいくつかの院内団体が合同し、名称変更された新政会との合同をもくろむが、1946年（昭和21年）9月9日に失敗に終わる。この過程で北ら農村派と執行部との対立が激化し、北らは除名処分を受けることになる。新政会との合同が挫折した後、浮上したのが日本進歩党との合同であった。協同民主党内で進歩党との合同に積極的であったのは委員長の山本と有力議員であった林平馬であった。しかし保守色が強い進歩党との合同に三木らは反対し、進歩党内でも協同民主党との合同に反対する声が上がった。結局進歩党との合同は9月末には白紙となり、協同民主党内では山本や林らの権威が低下し、三木の力が増していくことになった。
協同民主党成立直後の1946年（昭和21年）6月、山本の公職追放が取り沙汰される。山本が社長を務めていた雑誌改造の戦時中の論調などの問題により、公職資格審査委員会から議員不適格との表明がなされた。山本は委員会に再審査を要求するとともに、民政局に対して政府の弾圧を受けた自由主義者であることを訴え、民間諜報局（CIS）にも働きかけるなど追放回避の運動を行った。しかし民政局は山本の画策に不快感を抱き、12月16日には林譲治書記官長から改めて追放令に該当する旨通告され、年内に議員を辞職するよう求められた。結局山本は追放となり、1947年（昭和22年）2月14日には議員辞職が認められた。
党首である山本の公職追放により、協同民主党は書記長の井川忠雄と三木、三木のアメリカ留学時代からの友人で、盟友であった松本瀧蔵によって主導されることになるものと見込まれていた。しかし山本追放からわずか4日後の2月18日、井川が狭心症により急死してしまい、三木が協同民主党の実権を掌握することになる。当時まだ39歳の若さで、しかも山本の勧めにより入党したいわば外様の三木が党の実権を握ることができた理由としては、まず党内実力者であった山本の追放、井川の死去、北の除名、進歩党との合同白紙化による林の権威の失墜といった事情に加えて、協同民主党内で当選3回の三木を上回るキャリアを持つ政治家は無かった点がまず挙げられる。また三木は翼賛選挙を非推薦で当選したという実績を持ち、松本瀧蔵とともにGHQに頻繁に出入りしていて、GHQとの関係は良好であると見られており、党内からは戦後民主主義社会の政党指導者にふさわしい人物とも見られていた。そして三木は当時の協同民主党内で最も資金調達能力が高い政治家で、1947年には協同民主党の後進となる国民協同党への総寄付額の約35パーセントを寄付している。党内に三木に匹敵し得る資金調達を行っていたのは岡田勢一のみであった。三木の妻、睦子の実家である森家は森コンツェルンを形成していたが、前述のように三木の結婚前あたりから下り坂となっており、戦後は財閥解体の影響も受けた。そのため三木の資金源が森コンツェルンによるものかどうかはっきりとはしないが、党内随一の政治資金調達能力が実権掌握に大きく寄与したことは間違いない。
当時の三木は、政界の中では前述の岡田勢一の他に、宇田耕一、そして河本敏夫を資金源としていたと言われている。後にクリーン三木と呼ばれるなど、清廉さを代名詞として語られるようになる三木であるが、戦後、小政党を渡り歩いていたころの三木は「金集めのベテラン」との評価を受けるなど、優れた政治資金調達力が高く評価されていた。

#### 国民協同党結党
協同民主党の実権を握った三木は、GHQとの交渉については松本に委ね、主に党務に専念した。三木はこれまで何度か合同話が出ていた国民党、そして無所属倶楽部の合同を進めた。そして三木は三党が合同した暁には、党首に当時自由党で冷遇されていた芦田均を据えることを画策し、1947年（昭和22年）2月には芦田に対して決断を促した。芦田は三木の要請を断り、逆に進歩党と協同民主党、国民党、無所属倶楽部とが合同して新党を結成することを提案した。三木は自由党、進歩党を分裂させた上で、協同民主党、国民党、無所属倶楽部と合同するという小会派を軸とした政界再編を狙っていたため、進歩党に三党が合同しては狙いが全く達成できない形となるため、芦田の提案を拒否した。
結局三木は国民党との合同を先行させることにした。3月8日、協同民主党、国民党、無所属倶楽部の一部が合同して国民協同党が結党される。党首の中央委員長は決まらず、書記長は三木が就任し、副書記長は早川崇、中央常任委員長は岡田勢一、政調会長は船田享二、代議士会長は笹森順造という執行部であった。なお、国民党にいた井出一太郎はこのときの合同で三木と同一会派所属となり、井出は最後まで三木と政治活動を共にすることとなる。国民協同党は暴力革命を否定し民意を反映する国民的な議会政治の確立、新憲法の忠実な履行を掲げ、戦後民主主義体制への同化をアピールし、階級闘争、自由経済論によらない国民共助の協同主義による経済の社会化を主張し、左右いずれにも属さず中道を歩むとした。
三木は1947年4月25日に行われた第23回衆議院議員総選挙において国民協同党の選挙対策委員長となる。この総選挙以降、三木は党の要職や閣僚を歴任するようになったため、選挙中に地元にあまり戻らなくなる。選挙戦の中で、三木は階級闘争でもなく現状維持でもない、相互の人格と立場とを尊重し協同する中道路線を唱えた。しかし国民協同党は選挙わずか一ヶ月あまり前に結成されたことによる準備不足と、右でも左でもない中道路線が「片足を社会党に、もう片方の足を自由党、民主党に突っ込むように」受け取られたこともあり、国民協同党の獲得議席は伸び悩んだ。しかし選挙後、国民協同党は社会党、民主党とともに連立を組むことになり、三木は片山内閣の逓信大臣として初入閣を果たすことになる。

#### 公職追放危機の回避
GHQは早くも1945年12月24日にはこれまでの三木の経歴を調べており、更に戦時中に大東亜戦争の遂行、八紘一宇、大東亜共栄圏の実現を望み、翼賛議会の確立を訴えていたことを確認していた。1946年1月には徳島市から、軍需省で要職を務めた三木は軍産複合体の代理人として軍需生産の拡大を訴えており、A級戦犯の荒木貞夫から資金や支援を受けながら選挙戦を戦っており、更に米国留学中にはスパイ活動を行っていた旨の投書があった。そして5月には民政局宛に、三木は軍需省の参与官を務めており、翼賛選挙中は軍人らが「三木こそ軍国的な人物なのになぜ非推薦なのか」と言って応援しており、その上米英撃滅運動を行っていたなどの投書が届いた。これらの内容は三木にとって不利なものばかりであり、三木も公職追放されかねない情勢となった。
三木については公職追放を管轄した民政局内で二種類の調書が作成されたことが明らかになっている。最初の調書では、三木が米国でスパイ活動を行っていたとの申し立てがあること、更に戦時中には八紘一宇を説いていたとされ、また三木の欧米旅行を講演のためとし、戦前の日米関係への関与も日米親善国民大会に資金を出し、日米同志会創設に係わったとされている。この調書により、三木は追放には値しないものの議員資格には疑問があるとされた。しかし1947年（昭和22年）6月に作られた後の調書では、まず三木のスパイ疑惑については、三木の米国留学中の恩師がGHQの要員として来日したことによって疑いが晴らされた。そして八紘一宇を説いていたとの節は最終的に全削除され、三木の戦時中の経歴のみ残された。そして欧米旅行も国際平和と協調を講演したとされ、日米関係への尽力に関しても記述が増えた上に、日独伊による枢軸に反対であったと書き加えられた。
結局三木の後の調書では、最初の調書で触れられていた戦時中の言動を不問とし、更に戦前における日米友好などの活動を強調し、三木を親米的な人物としたものになった。後の調書によって三木は最終的に追放除外の決定が下されたものと考えられる。これはまず、三木は盟友である松本瀧蔵とともにGHQに出入りしており、その中で自らの主張を民政局に伝え、追放回避を図っていたものと見られている。民政局としても農民政党であった国民協同党内に、三木や松本によって協同民主主義が広められた結果、知識人らに支持を得るようになったと評価しており、中道、革新勢力の育成のためにも追放は政治的に好ましくないと判断したものと考えられる。三木と同様の理由で芦田均、西尾末広も追放の不適用が決定されたと見られ、民政局に望ましくない人物と見なされた鳩山一郎、石橋湛山が追放されたこととともに、公職追放が政治的理由により決定された面があることを示している。
その後1948年（昭和23年）3月3日の第53回対日理事会の席で、ソ連代表のキスレンコ少将は芦田均、西尾末広らとともに三木を追放すべきと主張した。しかし米国代表のシーボルドはキスレンコの発言に激しく反駁し、中国代表、英国代表がシーボルドの意見に同調したため、ソ連代表の追放主張がこれ以上問題とはなることは無かった。

#### 初入閣、そして連立与党の党首として

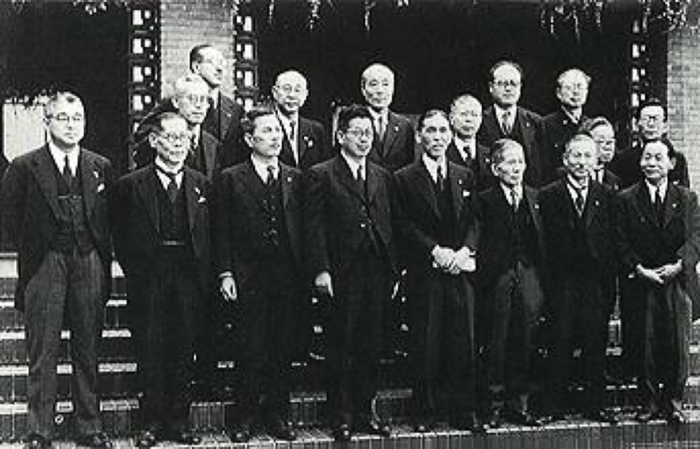
片山内閣

第23回衆議院議員総選挙の後、三木が家族とともに大阪から列車に乗ったところ、たまたま社会党書記長の西尾末広が同じ列車に乗り合わせた。三木と西尾は東京へ向かう列車の中、そして東京到着後は新橋にあった三木の事務所で、総選挙後の政権構想について意見を取り交わした。5月7日には国民協同党の両院議員総会が行われ、民族の危機を克服し、政局の収拾を図るために社会、自由、民主、国民協同の四党連立挙国一致政権の樹立が望ましく、首班は第一党の社会党から出るべきであるとの三木と西尾の会談報告を了承した。四党は連立協議に入ったが、自由党は生産の復興のために統制経済を行うとの他の三党が掲げた経済対策を容認できず連立協議から離脱したため、5月30日に社会党、民主党、国民協同の三党連立により片山内閣が成立することになった。このころGHQは、自由党は自由経済を標榜しており漸進的な改革に囚われているとした反面、社会党は平和的、民主的な方法で革命を起こそうとしていると見なしており、民主党は厳格な経済管理を打ち出した中道政党であるとし、そして国民協同党は農民政党から合併によって基盤を広げてきているが、保守的な思想で日本を安定化させようとしていると見なされ、また社会党と哲学が異なるものの、社会党と衝突を繰り返していた民主党と異なり、社会党と協力して結果を出そうとしていると評価された。
国民協同党はGHQから社会党首班の片山連立政権を支える重要な役割を担っていると評価された。中でも農民党から脱皮して党の魅力を増しているのは三木の指導によるところが大きいとして、三木を評価した。三木の公職追放非該当が確定したのも、以上のようなGHQの三木に対する評価によるものと考えられる。
三木の入閣は当初から有力視されていたが、党務をこなしながら閣僚の業務を遂行していくことに不安を感じていたため、無任所相を希望していたというが、結局のところ逓信大臣に落ち着いた。国民協同党の閣僚ポストは当初議席数から見て1プラス法制局長官の1.5枠と考えられていたが、三木の粘り強い交渉の結果、2ポストを獲得した（代議士会長笹森順造が国務大臣として入閣）。これにより党内における三木の威信は高まり、6月30日の第2回党大会において中央委員長（党首）に選出された。党大会の席で三木は協同主義による政策を明らかにして、理解を求めていくと抱負を述べた。更に三木は国民協同党委員長として協同主義協会の事務所を自らの事務所内に置き、7月5日に行われた協同主義協会の第一回会合に参加した。
逓信大臣となった三木は、戦争で大きな被害を蒙った通信網の復興のため全国を視察し、また当時逓信省の管轄であった航空行政にも係わった。また当時強力であった労働組合の全逓との交渉にも腐心した。
社会、民主、国民協同の三党連立内閣は成立後約半年を経た1947年（昭和22年）秋になると与党三党間、そして社会党、民主党の内部対立が目立ってきた。特に社会党内は左右の対立が激化し、右派の中でも西尾と平野力三農相との対決が深まっていた。民主党は臨時石炭鉱業管理法をめぐり幣原喜重郎らが離党する。
そのような中、民主党党首の芦田は1947年（昭和22年）9月から10月にかけて国民協同党へ合同を呼びかけていた。このときの三木は国民協同党が民主党に吸収合併される形の合同に反対した。しかし社会党内の対立激化、民主党からの幣原派が離脱するという連立与党内の混乱に加え、国民協同党の一部と日本農民党、社会党の平野力三らのグループが新党運動を開始したのを見て、このまま手を拱いていれば国民協同党を維持できないと判断した三木は反転攻勢に出た。かねてから協同民主主義を唱え、秋田大助や赤沢正道らが師事していた矢部貞治をブレーンとして迎え入れ、新党結成を目的に協同党、農民党などの有志を糾合して新政治協議会を立ち上げたうえで、1948年（昭和23年）1月3日、逆に芦田に対して合同を持ち掛けたのである。
三木や矢部は社会党との関係を重視していた。当時の芦田は社会連帯主義と修正資本主義を提唱していて、社会党との連携にも積極的であり、協同民主主義を唱えていた三木との接近は自然な成り行きであった。しかし中道勢力の結集は容易なことではなかった。2月10日に片山内閣が総辞職すると、後継政権のあり方をめぐって民主党内で斎藤隆夫らが社会党と手を切り自由党と連立すべきとの主張するという内紛が勃発した。一方国民協同党、新政治協議会も同じようなトラブルに見舞われていた。平野ら全国農民組合派が新政治協議会に加入して、三木が主導していた新党結成の動きをいわば乗っ取る動きを見せ、国民協同党内でも早川崇らが離党の上それに同調しようとしていた。三木は新政治協議会の活動を休止させ、最終的には自由党の吉田茂を首班に推す全農派と芦田を推する国民協同党側が袂を分かつことで決着がついた。
三木は片山内閣崩壊直後、社会、民主連合を選択するか自由、民主連合に組するか迷っていた。これは早川らの離党の動きがある中で、まずは国民協同党の組織防衛を最優先とせざるを得ず、社会、民主、国民協同の連立の枠組維持まで手が回らなかったためである。結局党内は2月14日の代議士会で「民主党支持」でまとまり、社会党も左派が芦田首班に合意した。窮地に陥った社会、民主、国民協同の三党連立が維持できた背景には、自由党を右翼保守と見なしていたGHQの支援があった。斎藤らが民主党から離党したため、衆議院では芦田が首班指名されたものの、参議院は吉田が指名された（衆議院の優越により芦田が首相就任）。自由党は民主党からの離党者などを迎え入れて民主自由党が結成され、衆議院第一党に躍り出た。
3月10日、芦田内閣が成立。組閣に際して、国民協同党は党の支持基盤の維持のために農林水産大臣のポストを強硬に要求したが、社会党も同ポストを強く要求した。そのため、あらかじめ大臣にはならない旨を表明していた三木が前言を翻し、自らが農相となってもポストを獲得したい、と粘り腰を見せた。結局、連立の維持が何よりも重要であるという判断に基づき、国民協同党側が譲歩して農相のポストは社会党が握ることとなり、三木は芦田内閣に入閣せず、党首として国民協同党の党務に専念することになった。
芦田内閣は社会党書記長の西尾末広を副総理としたが、西尾に届出がない政治献金が発覚し、また予算修正問題では社会党に下野論が噴出した。内閣発足間もなく民主自由党という強力な野党出現と閣内のトラブルという内憂外患に見舞われた芦田は、西尾の助言を受けつつ三木に中央政治同盟を提唱した。危機を前に再び中道勢力の結集を図ることとしたのである。芦田の提案を受け、三木は7月5日に中央政治連盟の構想を発表した。三木の発表した構想は、極右、極左を排した中道政治の実現を目指し、民主、国民協同の両党を中心として社会党の右派、民自党の一部を巻き込んだ政治勢力の結集を図ることであった。しかし国民協同党内も一枚岩でない情勢下では三木の構想の実現は困難であった。8月半ばに三木は芦田に民主党と合同できない旨を伝えており、その後昭和電工事件によって芦田内閣は苦境に立たされ、10月7日には総辞職に追い込まれる。

#### 幻の三木内閣
芦田内閣総辞職後の10月9日、連合国軍最高司令官ダグラス・マッカーサーと会見する。マッカーサーは三木に対し、芦田の後継首班になる意思がないか尋ねた。社会党首班の片山内閣、民主党首班の芦田内閣に続いて、残る国民協同党の党首である三木が首相となることは不自然ではなかった。民政局のケーディスはマッカーサーに対し、三木の首班を推薦しており、マッカーサーの要請はケーディスの意見によるものであったと考えられる。ただし民政局は民自党党首の吉田茂が首相となることを嫌い、山崎猛民自党幹事長を首班に擁立する、いわゆる山崎首班工作を進めており、三木は芦田の後任首相候補の一人としての位置づけであったと考えられる。
この時三木は「野党第一党の吉田を首班とすべき」とし、マッカーサーの要請を断ったとされる。三木の判断の背景には、まず自らが党首を務める国民協同党は少数党であり、少数党から首相が出たところで政権維持が困難であることは自明であった。次に芦田内閣倒壊後の情勢判断があった。社会党は左右がまとまらない状況に陥っており、民主党は民自党との連携を主張する勢力もあったが、結局10月12日に下野を決定した。民主党は首班指名において誰に投票するかを協議した結果、当初山崎猛に投票する方針となったが、山崎が議員辞職してしまったため、三木に投票しようとの声が上がった。結局、代議士会で白票、三木、吉田の三案の中から決することとし、まず三木と吉田で無記名投票を行った結果、三木が吉田を上回った。そこで三木か白票かを挙手してみたところ、白票が上回ったために民主党は首班指名で白票を投ずることに決した。つまり社会党、民主党も当時三木首班でまとまる情勢ではなく、ブレーンの矢部も三木に対して、首相にはならず中道勢力の結集を進めるよう助言した。このような情勢ではマッカーサーの要請を受け入れたところで三木政権が成立できた可能性は高くなかったとする見方がある。一方、マッカーサーが三木に政権担当を要請したことを錦の御旗とすれば、政権獲得の可能性は十分にあったとする説もある。マッカーサーから首相就任を打診されたが断った経緯などを、ジェラルド・カーティスに語ったのは1971年になってからである。

三木は当時まだ41歳の若さであり、中道政治を進めていけば遠からずチャンスが訪れると考えたと思われる。しかも片山、芦田の両政権は政権内部の対立もあって短命に終わっており、もし三木政権が樹立されたとしても短命に終わる可能性が高かった。当時は政権運営が困難であり、芦田政権の後を継ぐことになる吉田政権も短命になるともと考えられていて、いったん吉田に政権を渡してみるのも良いのではとの判断があった可能性もある。様々な紆余曲折の後、実際に三木が政権の座に就くのは四半世紀余りを経た26年後のことになる。

#### 国民民主党結成と外交・防衛問題

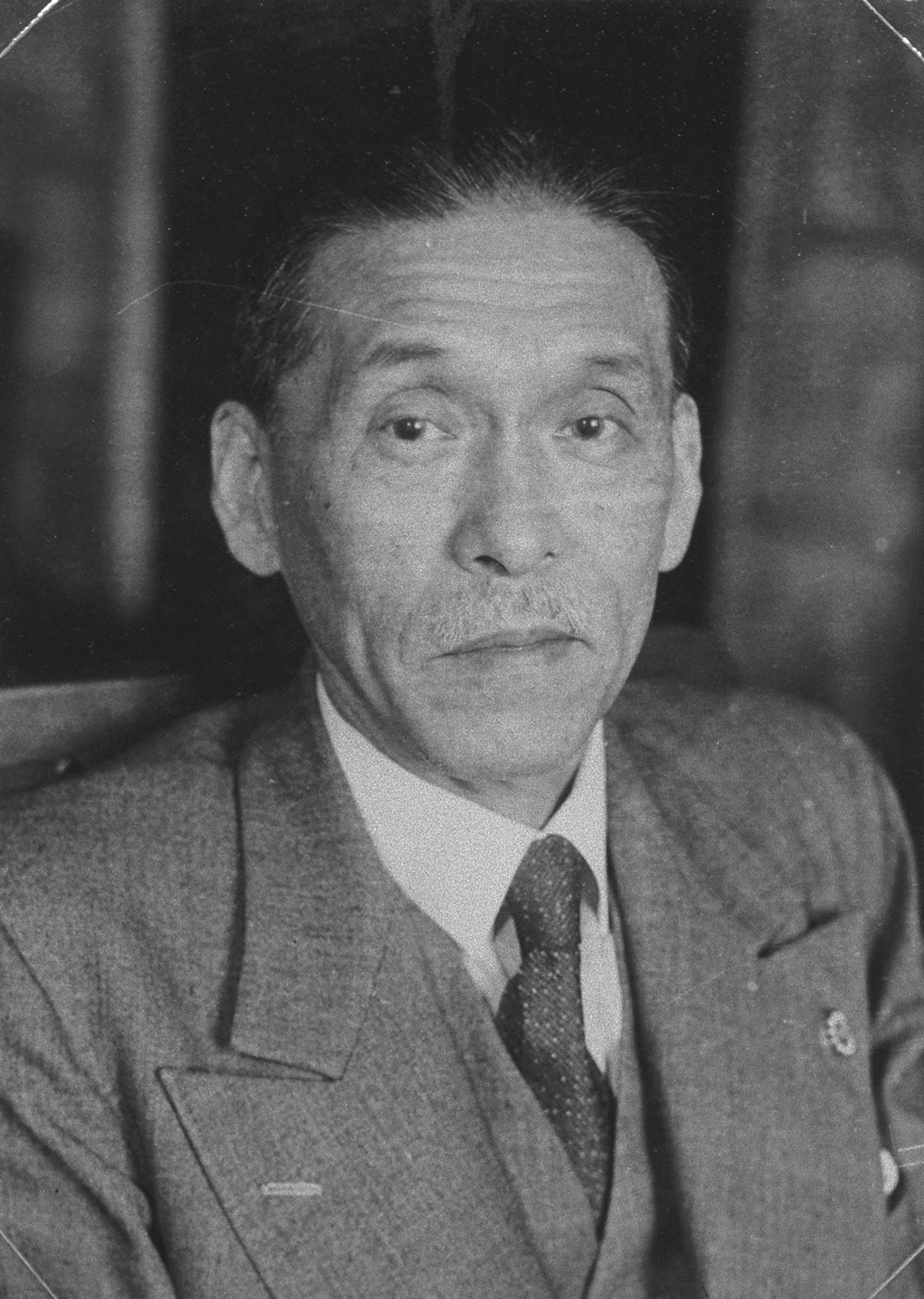
戦後しばらくの間、三木は芦田均と協調していた。

1948年（昭和23年）末、三木は昭和電工事件で逮捕後保釈されたばかりの芦田を尋ね、「早く帰ってきて一緒に闘おう」と激励した。しかし翌1949年（昭和24年）1月23日に行われた第24回衆議院議員総選挙で民主、社会、国民協同の三党は惨敗を喫し、一方与党の民自党は過半数を確保する。選挙後、民主党内では民自党との連携を進める連立派と、芦田ら野党派の対立が激化した。このような中、苫米地義三は三木に対して民主党が分裂した場合に援助を要請し、三木は了承していた。続いて2月18日芦田は三木に対し、連立派と野党派の色分けがはっきりしたら国民協同党と合併したいが、社会党との提携は時期尚早であると伝えた。一方三木は芦田に対し、社会党の右派くらいまで政策を持っていくべきと主張した。その後芦田は6月に西村榮一から中道政治の復活の見込みはないと言われ、国民協同党との合併話にも消極的となった。またちょうどこのころから芦田は対日講和では日本の中立維持は困難で、反共運動の必要性を強く感じるようになっていた。
国民協同党と民主党との合併が進まないうちに、1950年2月10日に民主党連立派の保利茂らが民自党に入党し、更に勢力を拡大した。民自党の拡大は民主党野党派と国民協同党との合併話を促進させた。同年3月、三木は芦田のもとを訪れて、新党は社会主義者の一部も参加できるような幅の広いものにせねばならないが、現状では社会党右派との合同は現実的ではないと主張した。しかし芦田は三木の意見に表向き異を唱えなかったものの、新党の人材難、政治資金の不足が喫緊の問題であると見ていた。芦田の見方は的確であり、4月28日、民主党野党派と国民協同党が合併して国民民主党が結成されるが、総裁は置かれず苫米地義三が最高委員長となり、幹事長には千葉三郎、三木は七名の最高委員の一人となった。そして6月4日に行われた第2回参議院議員通常選挙で、魅力的な党の顔を欠く国民民主党は惨敗する。

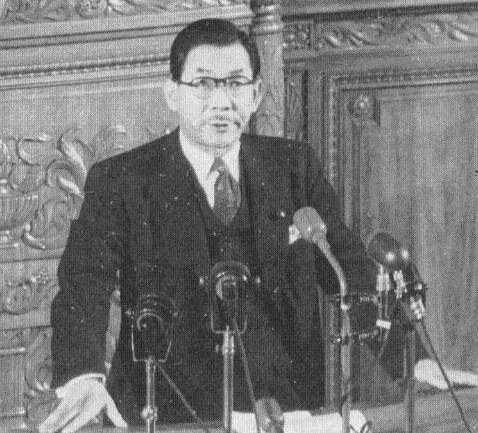
1951年、国会代表質問に立つ三木。

国民民主党結成前後、三木と芦田との関係は良好であった。芦田は自らが影響力を保持できる苫米地総裁、三木幹事長という人事案に賛成し、一万田尚登日銀総裁ら外部から総裁を招請する案には反対した。このような中、三木は1950年（昭和25年）9月6日から翌1951年（昭和26年）1月5日まで、長期訪米を行う。
当時日本では単独講和か全面講和かの論争が起こっていた。三木や国民民主党若手革新派は全面講和を唱えていたが、芦田は永世中立論に反対し、党の外交方針の転換を図った。このような情勢下、三木が米国から帰国する。三木は帰国後再軍備に慎重な意見を唱えたが、同じころ芦田は自衛論を唱え、その後三木と芦田の間に外交、防衛問題を中心に亀裂が広がっていくことになる。しかしこのころはまた双方の間の対立は小さく、国民民主党若手革新派と旧国民協同党系の支持を受けた三木の幹事長就任を芦田も支持し、1951年1月20日の党大会で三木は国民民主党の幹事長に選出された。
三木は再軍備には慎重な意見を表明したが、日本がある程度の自衛力を保持することは避けられないと判断していて、非武装を主張したわけではない。結局、講和条約と日米安全保障条約に対する国民民主党の対応は、三木が講和全権には参加するものの安全保障の方には参加しない方針で党内をまとめた。10月には国民民主党は講和条約、安全保障条約ともに賛成する方針を固めたが、三木は講和に賛成するものの、ソ連や中国との友好関係の模索と、アジア諸国との関係強化を主張した。また安保条約についても米軍の日本駐留を認めながら、その内容が極めて不十分なものであることを批判した。

#### 改進党結成と芦田との対立激化

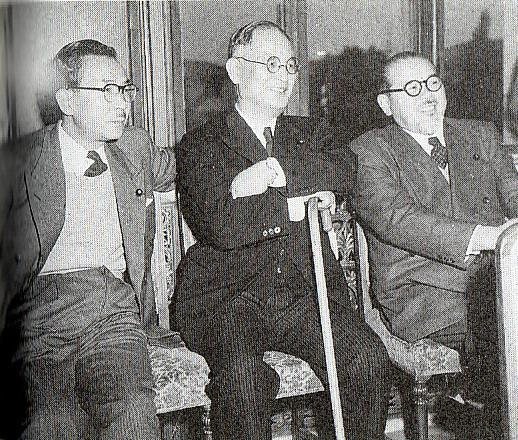
1952年、改進党総裁重光葵（中央）、楢橋渡（右）

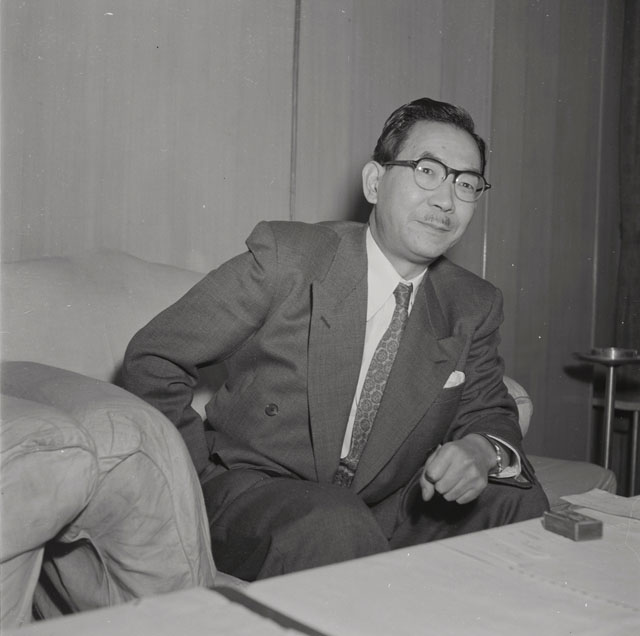
国民民主党所属衆議院議員のころ

1951年（昭和26年）5月ごろから、国民民主党内で自由党の連携派と反対派の対立が始まる。芦田も三木も反対派であったものの、連携派の離党やむなしとする三木に対し、芦田は連携派との妥協を図った。続いて松村謙三、大麻唯男ら公職追放解除者の入党問題が発生した。松村、大麻らは新政クラブを組織しており、国民民主党と新政クラブの合同問題が浮上したのである。三木は追放者の入党に消極的であり中でも大麻の入党に反発した。一方国民民主党は諸派を糾合した新党の結成も目指していて、三木は農民協同党を引き入れようと画策していた。農民協同党取り込みを図るために、新党の宣言に「穏健な社会主義政策をも取り入れ」という文言を認めるかどうかで国民民主党内は紛糾した。結局松村、大麻ら新政クラブと農民協同党はともに新党に参加することになったが、国民民主党の参議院議員の一部は新党に不参加となった。1952年（昭和27年）2月8日、改進党が結成され、総裁は空席とし、三木は幹事長となった。
総裁不在の状態では、幹事長である三木が党運営の主導権を握ることになった。改進党結成直後、芦田は新軍備促進連盟の講演会で演説し、再軍備を目指す国民運動を進めるようになる。一方三木は早川崇、千葉三郎らと福祉国家協会の立ち上げを構想する。このように改進党結成後、三木と芦田の路線の違いが目立つようになって両者はこれまでの協調関係から一変し、厳しい対立を繰り返すようになる。三木と芦田が対立するようになる中で、改進党の総裁に重光葵を擁立する声が急速に高まってきた。重光の総裁擁立に積極的だったのは大麻唯男ら追放解除組であった。革新派は重光の総裁擁立に反発し、三木か北村徳太郎を総裁候補として擁立することになったが、三木が辞退したために北村が総裁候補となった。一方芦田にとっても外務省同期の重光が総裁となれば自らが党総裁となる可能性を無くすことに繋がったが、三木ら左派を抑えるために重光擁立に加わった。三木は芦田の重光擁立を翻意させようと、芦田の昭和電工事件判決確定まで総裁を保留するという案まで提示したが、芦田の重光擁立決意は変わらなかった。また北村も総裁選出馬を断念し、三木も最終的に重光総裁を認めたうえでこれまで通り革新派の主導権維持を図る方が得策であると判断したため、6月13日の党大会で重光が総裁となり、三木は幹事長に留任し、北村は政調会長となった。
新総裁となった重光にとって、最初の課題は総選挙であった。抜き打ち解散による第25回衆議院議員総選挙が1952年（昭和27年）10月1日に行われたが、重光、三木、芦田、大麻といった党内実力者間の足並みが乱れた改進党の選挙結果は望ましいものではなかった。選挙結果を受けて重光総裁は党人事の刷新を決意する。三木幹事長、北村政調会長という陣容では革新派に党運営の実権を握られてしまうため、重光はこうした状態の改善を目指したのである。重光の決意に党の資金調達を担っていた大麻、そして昭和電工事件の一審で無罪判決を受けた芦田らが賛成し、三木幹事長の交代を進めた。大麻は党内革新派の分断を図り、北村政調会長の系列であった川崎秀二を幹事長に推薦した。しかし芦田は川崎幹事長案に反対し、三木も幹事長交代の動きに粘り強く反撃を続けた。結局苫米地義三が三木と協議して翌年2月の党大会まで現執行部留任という妥協案を提示した。芦田はこれに反発するが、総裁の重光は党大会後三木ら役員は再任しないことを条件に妥協案を受け入れる。三木は1953年（昭和28年）に入ると重光に対し、幹事長に清瀬一郎を据える案を提示し、重光は了承した。2月9日の党大会で清瀬幹事長は了承されたが、革新派の川崎を政策委員長にするという人事案に対し、芦田は離党を口にしながら反発した。結局川崎政策委員長案は引っ込められたが、芦田に対して重光も悪感情を抱くようになって孤立化し、大麻の分断工作に遭った三木ら革新派も弱体化したため、大麻の力が増すようになった。
1953年（昭和28年）4月19日、第26回衆議院議員総選挙が行われ、改進党は議席を減らした上に幹事長の清瀬が落選するなど敗北を喫した。しかし吉田茂率いる自由党も大幅に議席を減らし、芦田は改進党、分党派自由党、右派社会党、左派社会党の四派で吉田を首相の座から追い落とし、衆議院議長も四派連合から選出されるよう画策し、三木もその策に乗り気であった。しかし改進党内には社会党、とりわけ左派社会党との連携に反対する意見が強まり、結果として改進党内は右派、左派、中間派の対立が激化する。結局四派連合で衆議院議長、副議長のポストは得たものの、首相については第5次吉田内閣が成立した。改進党内では6月15日に役員改選が行われることになったが、執行部の松村謙三幹事長案に対し三木は竹山祐太郎を幹事長候補に擁立した。結局重光総裁の決定により松村幹事長、竹山副幹事長という人事となり、三木ら革新派は抵抗をするものの次第に党の反主流派に追いやられるようになった。しかし三木は改進党幹事長となった松村との関係が深まることとなり、三木と松村は改進党内、そして保守合同後の自由民主党でも政治的行動を共にするようになる。
三木は1953年（昭和28年）、妻の睦子と平沢和重を伴い、約三ヶ月間、世界各国を歴訪した。三木は海外歴訪の感想を朝日新聞に投稿し、その中で日本の政界が再軍備問題と保守連携問題ばかりがクローズアップされている状況に疑問を呈し、ヨーロッパ諸国では道路、住宅や社会保障といった生活基盤の整備が進んでおり、社会基盤の整備や社会保障を充実させ、国民の生活水準を引き上げることこそが共産主義に対抗する武器となると主張した。三木は自衛軍の創設は認めるものの、再軍備の推進よりも社会基盤の整備や社会保障の充実が国を守る力となるという福祉国家的な考えを持っており、戦争に負け、経済に深手を負った日本の国力からしても再軍備は国土防衛に限定された小規模なものに止まらざるを得ず、その程度の自衛軍のために憲法改正を行う必要があるのか疑問であるとした。
一方改進党は憲法改正の必要性に踏み出すようになり、中曽根康弘は芦田に対し、1954年（昭和29年）1月の第六回党大会の席で憲法改正推進を打ち出したいと訴え、芦田も了承した。また社会党が進めていた憲法擁護運動に対抗し、川崎は憲法改正の国民運動を起こすとの内容の改進党運動方針案を作成するなど、改進党の革新派の多くも憲法改正に賛成となった。しかし改進党の幹部会の席で、三木と鶴見祐輔は憲法改正は大規模な軍拡につながり、脆弱な日本経済の破綻を招きかねないので時期尚早であるとの反対意見を唱えた。
三木は、社会党が唱える非武装路線は非現実的であると批判したが、所属する改進党の改憲路線に対しても護憲と社会保障の重視を訴えた。更に外交では日米関係を機軸とする点については異論はないものの、アジアの水準を高めることが日本を高めることにつながり、アジアを離れて日本は無いと主張してアジア重視の姿勢を打ち出し、東南アジアなどアジア諸国との関係強化を主張した。

#### 日本民主党参加と保守合同

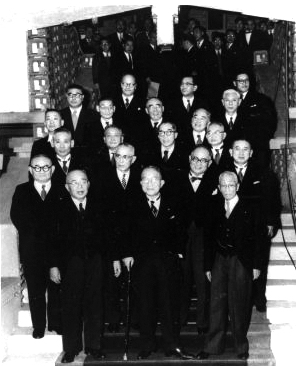
第1次鳩山一郎内閣

1953年（昭和28年）暮れ、芦田は保守勢力の結集を図り、自由党の緒方竹虎、石橋湛山と接触した。芦田は重光に対して緒方らとの保守勢力結集に乗るよう働きかけたものの、重光と緒方は小磯内閣、東久邇内閣の二度に亘って厳しく対立した経過もあり、重光は乗ってこなかった。三木ら革新派も芦田の動きに反発したが、結局5月には自由、改進、鳩山派によって合同が協議される運びになった。6月に入ると国会で与野党の対立が激化し、自由党の強硬姿勢に改進党内の反発は強まった。そのような中で三木は吉田棚上げ論をぶち上げ、新党交渉の決裂を図った。芦田は三木に対する反発を強めたが、結局は長期政権を維持してきた吉田首相を退陣に追い込む方策の一つとして、9月には鳩山を中心として反吉田新党を立ち上げる構想が具体化する。吉田、緒方らと保守合同を進めようとしていた芦田は、重光ら党幹部と三木ら革新派を除外した改進党有志を結集して自らの構想を押し進めようとしたが、芦田の動きは封じられた。結局11月24日に鳩山一郎を総裁、重光葵を副総裁とする日本民主党が結成される。三木は日本民主党結党に積極的な役割を果たしえず、協同主義は新党の方針から完全に消え、三木も党の役職には就かなかった。
第5次吉田内閣は造船疑獄などにより支持を失いつつあり、日本民主党結成により内閣不信任案可決が必至となり、衆議院解散を断念した吉田は総辞職した。12月10日には第一次鳩山内閣が成立した。組閣に当たって鳩山首相は旧改進党の意志の尊重を掲げ、党では無役となった三木は運輸大臣として入閣を果たした。三木は運輸大臣として洞爺丸事故の後始末と紫雲丸事故への対応などに当たることになる。
鳩山内閣成立後、日本民主党と自由党の合同、いわゆる保守合同が政治日程に登ってきた。民主党は三木武吉総務会長を中心として岸信介幹事長らが保守合同を牽引した。しかし三木ら旧改進党の革新派や松村謙三らは合同に反対した。三木が保守合同に反対した理由としては、保守政党と急進政党の二大政党制が実現すると、保守政党はより保守化し、急進政党はより急進化する力学が働くため、健全な議会政治が育たないことを挙げていた。また自由党内も緒方自由党総裁は合同に積極的であったものの、吉田前首相を中心に強硬な反対派が存在した。民主、自由両党ともに反対派を抱え、保守合同はたやすく実現しなかったが、革新側の社会党再統一と財界からの要望もあり、1955年（昭和30年）11月15日、保守合同が実現し自由民主党が結成される。三木は保守合同に反対を続けたが、最終的に自民党への参加を決めた。自民党参加後の三木は、旧改進党革新派を中心としたいわゆる保守革新派の少数派閥、三木派を率いることになる。
終戦直後、疎開先の秩父から戻った三木一家がとりあえず居住を始めた雑司が谷の家から、1946年（昭和21年）春には中野へ引っ越した。しかし中野の新居は接収に遭ってしまい、初台へと移った。初台の中で2、3回引っ越しをした後、1951年（昭和26年）から吉祥寺に住むようになる。また三木は戦後いち早く新橋に事務所を構えるようになった。しかし新橋の事務所も接収に遭って虎ノ門に事務所を構えることになり、虎ノ門の次に赤坂に事務所を構える。

### 自民党の有力議員として

#### 1956年総裁選での活躍
保守合同による自由民主党結党後、閣僚の入れ替えが行われ、第3次鳩山内閣が成立した。保守合同時、実力者の河野一郎は旧改進党枠として、副総理兼外務大臣の重光葵留任含みで閣僚ポスト3を約束していた。組閣にあたり旧改進党枠のうち、2枠は留任、1枠が新入閣とされた。第2次鳩山内閣の旧改進党閣僚は重光以外に運輸大臣の三木、文部大臣の松村謙三、国家公安委員長の大麻唯男の3名であった。調整の結果、まず新入閣として清瀬一郎が確定した。重光以外の留任閣僚については、三木は大麻、松村は三木を推薦したが、大麻は自らの留任を希望し、ポストについても国家公安委員長留任を譲ろうとしなかった。結局大麻が国家公安委員長に留任し、三木と松村は閣外に去った。松村と大麻の関係は民政党以来のものであったが、第3次鳩山内閣での留任閣僚に関する経緯により、長年の交友関係が続いてきた大麻に対する感情を悪化させ、逆に松村が改進党幹事長に就任したころから接近していた三木との関係がより強化されることに繋がった。
鳩山総裁は11月2日、日ソ共同宣言締結を花道に退陣表明する。後継総裁の候補は旧改進党系から松村を擁立する声が上がったものの、松村では党内で支持を広められないこともあり、結局石橋湛山、石井光次郎、岸信介の3名に絞られることになった。結党間もない自民党にとって激しい総裁選は党分裂に繋がると危惧され、話し合い選出が試みられたが不調に終わり、激しい選挙戦に突入した。三木は石田博英とともに石橋陣営の中心的役割を担った。
三木は最初から石橋と親しい間柄にあったわけではない。石橋が第1次吉田内閣で大蔵大臣であった時点では、三木は野党の協同民主党党首であり、国会の論戦では積極財政を進めた石橋の経済政策について追及していた。三木と石橋との関係が深まるのは石橋が公職追放解除された後と考えられている。三木は石橋の自由主義、民主主義、国際主義、そして平和主義者としての姿勢に感銘を受け、石橋のことを高く評価するようになっていく。また、三木よりも23歳年上であった石橋は、三木に言わせると父、久吉によく似ていたという。一方、対立候補の岸についてはA級戦犯容疑がかけられた過去もあって、三木は厳しい目を向けていた。実父によく似ているという親近感に加えて、石橋の政治姿勢、思想に深く共鳴した三木は、岸への反発心も手伝って、石橋擁立の中核として奔走することになった。
三木は早くも1956年3月には石橋側近の石田博英に石橋擁立を持ちかけ、その後松村擁立に固執する三木、松村系の議員に対する説得活動を進め、8月には三木、松村系の議員を石橋支持で固めた。鳩山引退表明後の11月13日、旧改進党の有力議員である三木、松村、大麻、北村、苫米地、芦田が会談を行い、後継総裁について協議した。6名の参加者のうち大麻のみ岸を支持し、あとの5名は石橋支持で固まった。旧改進党系議員の多くは岸に強く反対しており、12月1日の旧改進党系の会合では、岸総裁となれば脱党する方針まで確認された。三木は旧自由党系にも触手を伸ばし、吉田系を中心に石橋支持を広めた。総裁選開始当初、石橋は岸、石井に及ばず3位に甘んじるとの見方が大勢であったが、三木、石田らの活躍によって鳩山政権下での反主流派の糾合に成功し、急速に支持を拡大した。また三木は当時、資金調達面でも優れた能力を発揮しており、石橋陣営の活動資金調達にも大きな役割を担ったと見られている。そして石橋支持の三木と石田、石井支持の池田勇人が総裁選前日夜に協議し、もし総裁選が決選投票となった場合は三位候補は二位候補に投票する、いわゆる二、三位連合が成立した。旧自由党系のつながりで池田は表向きは石井支持派であったが、前述の第一次吉田内閣の大蔵大臣時、石橋は池田を大蔵事務次官に抜擢しており、池田は石橋に対して恩義を感じていた。また石橋と池田はともに積極財政論者であって政策面からも近く、実際には石橋支持で動いており、三木に対しても、「改進党系の君と、自由党系の僕が仲良く手を結ぶことが、保守合同の完成を意味する」と公言していた。この池田の事実上の石橋支持は、総裁選で最も劣勢と目されていた石橋が、総裁選第1回目の投票で石井をかわして2位となる要因となった。
1956年（昭和31年）12月14日、第3回自民党大会で行われた総裁選は、第一回投票では予想通り岸が第一位となったが過半数の票獲得には至らなかったため、岸と石橋間で決選投票となり、二、三位連合により石井支持者が石橋に投票したため、わずか7票差で石橋が総裁に当選した。決選投票でわずか7票差で涙を呑んだ岸は、石橋に対して外務大臣のポストを要求し、自らの支持者に対してもポスト配分を行うよう求めた上で党内融和に協力する旨表明した。総裁選に辛勝した石橋は党内の諸勢力に配慮せざるを得ず、党人事、組閣は難航したが、年末には自民党新執行部、石橋内閣が発足し、三木は石橋総裁から幹事長に指名された。なおポスト配分である程度の成果を挙げたと判断した岸は総裁選の結果を受け入れ、自民党から脱党することはなかった。
自民党結成直後、党内には11のグループが存在すると言われ、三木は旧改進党系の5グループのうちの1グループを率いていた。しかし1956年（昭和31年）の激しい総裁選の結果、党内に派閥が形成されるようになった。自民党内には岸派、佐藤派、池田派、大野派、石井派、河野派、石橋派、そして旧改進党系を中心とした三木・松村派の8つの派閥が形成され、三木は自民党の派閥の領袖の一人となった。

#### 石橋政権における三木と岸の後継選出
総裁選での石橋の勝利に大きく貢献した三木は、党の要である幹事長に就任した。首相となった石橋は対米自主、軽武装を唱え、更に福祉国家建設を目指して1000億円減税、1000億円施策という積極経済政策をぶち上げた。しかしわずかな差で総裁選に勝利した石橋は党内基盤が脆弱であった。自らの政策実行のため、石橋は三木とともに早期の解散総選挙を通じた政権基盤の強化を目指す。
三木は自民党幹事長として野党社会党と対峙することになった。三木は当時の自民党と社会党との政策の差があまりにも大きいことを憂慮していた。万一、政権交代という事態が訪れたときに、大混乱が発生することを憂慮したのである。三木の持論は社会党と自民党はともに歩み寄る必要があるというものであった。社会党はまず階級政党を放棄して国民政党となるべきであると主張した。例えば三木は社会主義が唱える富の再分配を主張する政策について、「統制主義となって、官僚主義を呼び込み、権力主義に陥る」ことになると厳しく批判した。三木が唱える主要政策は、福祉国家建設が新しい保守党の道であると主張し、基本的自由を保障しながら福祉国家建設を進めていくべきであり、自由主義国家との連携を主軸として世界平和に貢献していくといったものであった。そのためには自民党は派閥を解消し、政治資金の透明化など運営形態の合理化を進め、国民から信頼される近代政党に脱皮する必要性があるとした。こうして石橋政権で自民党の幹事長に就任したことによって、三木は終生のライフワークとなっていく自民党の党近代化の第一人者となり、また、野党、社会党と対峙していく中で、保守政治家としてのアイデンティティーを確立させることになった。
1957年（昭和32年）の正月早々、早期解散を狙う石橋は真冬の寒さの中、全国遊説に出発した。しかし真冬の遊説は72歳の石橋の体を蝕み、一月末には肺炎となり、岸外相が首相臨時代理に任命された。石橋は療養につとめたが、病状は好転を見せなかった。石橋の職務復帰が困難という情勢になり、2月23日、石田博英官房長官を通じて「政治的良心に従い辞任する」旨のメッセージ（『石橋書簡』と呼ばれる）を発表し、石橋内閣は総辞職した。三木はこの書簡の原案を作成し、石橋、石田のチェックを受けた。
三木は石橋の病状から退陣が不可避であると判断した時点で、石井、池田らの党内実力者を回り、岸を後継者とする方向での調整を開始していた。石橋の側近議員が抵抗を見せたものの党内の大勢は岸の後継で固まり、岸が後継総裁に選出され、1957年（昭和32年）2月25日には第1次岸内閣が発足した。三木は石橋総裁時に引き続き幹事長に留任し、同年7月10日には幹事長から政調会長に横滑りした。
石橋政権が短命に終わったことは、三木にとって大きな痛手であった。石橋政権下で長く幹事長を務め続けていけば、三木は政治力を更に高めて石橋の後継候補となる可能性もあったためである。しかし石橋政権で党の要である幹事長に就任したことは、三木が首相の地位を目指す有力政治家として認知されることに繋がり、その後も派閥の長として自民党内で無視できない勢力を保持し続けることになる。また石橋政権以降、三木は派閥の廃止、政治資金の透明化など、自民党の近代化を終生のライフワークとして訴え続けていくことになる。そして三木と石橋の親密な関係は石橋の首相退陣後も続いていた。1968年（昭和43年）の三木の自民党総裁選立候補時、石橋は三木のことを自らの後継者に指名し、自らが果しえなかった政治課題を三木の手で解決して欲しいとして、三木の支援を呼び掛けた。最後に、石橋退陣時、三木が岸副総理を後継として調整を図り、自民党内を取りまとめていったことは後に思いもかけぬ副産物を呼ぶことになる。椎名裁定時、岸は三木指名に反対しなかったのである。これは石橋退陣時、三木が岸後継で自民党をまとめたことに対しての岸の配慮があったものと考えられている。

#### 岸政権、安保改定
1958年（昭和33年）5月22日の第28回衆議院議員総選挙を経て、6月12日発足の第2次岸内閣において、三木は経済企画庁長官、科学技術庁長官として入閣する。しかしこのころから岸の強引な政治姿勢に対して三木は反発を強めていた。第2次岸内閣は同年秋の臨時国会で警察官職務執行法の改正案を提出した。この法案は野党の激しい反発を招き、自民党内の反主流派も岸の強権的な手法に対する批判を強め、三木も岸に対して改正案の廃案を申し入れた。結局、警察官職務執行法の改正案の成立は断念されたが、12月27日、岸の政治姿勢を批判した三木、池田、灘尾弘吉の三閣僚が揃って辞表を提出した。
三閣僚辞任という事態を受け、岸は1959年（昭和34年）3月に予定されていた総裁選の日程を前倒しして、1月に行うことを決定した。1月に総裁選を行えば三木や池田は準備不足で立候補できないだろうと判断したのである。岸の読み通り三木も池田も総裁選に出馬しなかったが、反主流派の統一候補として三木と派閥を共同運営していた松村が総裁選に出馬することになった。1月24日に行われた総裁選の結果、岸は過半数の票を集めて総裁に再選したが、松村も三分の一を上回る票を獲得し、自民党内においても岸に対する批判が根強いことを示した。
岸は日米安保条約の改定を、自らの内閣が取り組むべき最重要課題と位置づけた。サンフランシスコ平和条約と共に締結された日米安全保障条約は、米国の対日防衛義務が明記されていない、日本国内での内乱時には米軍の治安出動が認められている、米軍基地の使用について日本側に全く発言権が無いなど、日本側から見てあまりに不平等で問題が大きいという意見が強く、是正の必要性があることについては日本国内ではほぼコンセンサスを得られていた。
しかし是正の方向性については、不平等性を解消した上で日米安保体制を堅持しすべきと主張する自民党を中心とした保守勢力と、日米安保条約を廃棄して中立路線に転換すべきとする社会党、共産党など革新勢力が鋭く対立していた。
三木は日米安保条約に賛成しており、破棄を主張したことは一度も無く、これまでの条約の不平等性の解消に繋がる改正を主張していた。1959年2月、三木は池田、河野一郎とともに、条約と密接な関係にある行政協定の大幅見直しを主張し、当初米国側の反発を受けたものの6月末に見直し交渉がまとまった。
条約改正案で特に問題となったのが極東の範囲と事前同意の有効性の確保であった。三木は在日米軍の極東への出動に日本側の事前同意を義務化するよう主張し、極東の範囲についても金門島、馬祖島の除外を主張するなど、改定交渉に注文をつけた。1960年（昭和35年）5月12日に国会の質疑に立った三木・松村派の古井喜実が、
- 新安全保障条約は防衛的なものであり仮想敵国は想定しない
- 事前協議での日本側の拒否が米国側の行動を制約する旨明記すべき
- そして極東についての統一解釈は地域を指定しないものとする

という3点について岸に要求した。岸はいずれの点についても了解ないし理解すると答弁したため、三木らは日米安全保障条約改正への批判をいったん抑えることとした。
5月20日、日米安全保障条約は衆議院で会期50日間の延長が可決した直後に強行採決された。三木は強行採決について事前に知らされておらず、河野、石橋らとともに強行採決への抗議のため議場から退席し棄権した。三木は退席後の記者会見の席で、自分は条約改正に際し、極東の範囲、事前協議について審議を尽くすよう要求してきたことと、安保条約にあくまで反対する人々は説得できないが、賛成しながらも内容に不安を持つ人も多いのに、そのような人々への説明、説得を十分に行わずして強行採決を行うことは議会制民主主義の冒涜であり許せないことを主張した。日米安全保障条約のような重要な案件は、民主主義の根底である国民の理解、納得を得る努力を惜しむべきではないとしたのである。
なお、岸は三木が採決時に退席したことについて激しく怒り、後継候補として池田を推薦する条件として、三木と河野を党から除名することを挙げた。その後も三木と岸との間の確執は続くことになった。

#### 党近代化、三木答申

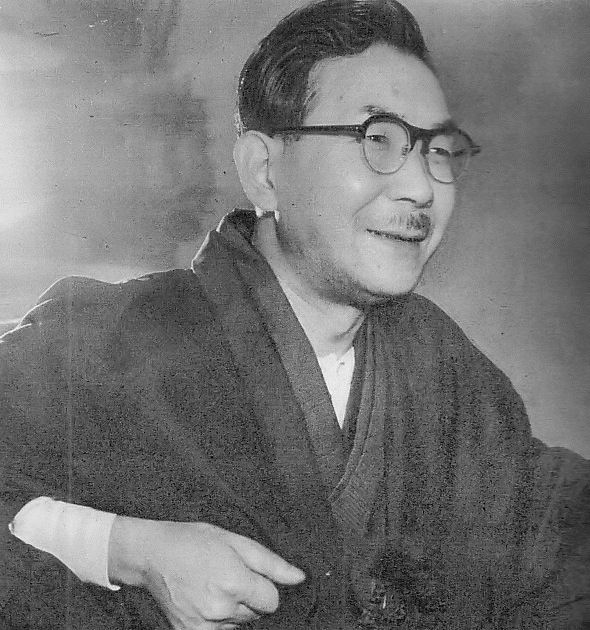
三木武夫（1952年）

三木は1958年（昭和33年）末に第2次岸内閣の経済企画庁長官、科学技術庁長官を辞任後、しばらく無役であった。安保改定後の岸内閣の退陣に伴う総裁選で、三木は松村、石橋、河野らとともに石井光次郎を後継総裁候補に推したが、池田の前に敗北。池田政権開始時、三木は反主流派となった。しかし首相になったばかりの池田は、東京電力の木川田一隆、昭和電工の安西正夫、三井不動産の江戸英雄、野村證券の奥村綱雄ら、自らを囲む財界人のグループに三木を紹介し、勉強会などを開くようになった。
1961年（昭和36年）7月18日、第2次池田内閣に、三木は科学技術庁長官、原子力委員長として入閣した。当時新人代議士であった海部俊樹が2度目となる科学技術庁長官就任を断るように進言したところ、これからの時代、科学技術は大切になるのだ、とたしなめたという。しかし三木は原子力など科学技術は得意分野ではなく、科学技術関連の専門家を日曜日の夜、自宅に招き、小学生向けの基礎の基礎から勉強した。
三木は池田内閣時代に進められた自民党近代化に向けての取り組みを主導する役割を担った。自由民主党は自由党と民主党が合同することにより形成された経緯から、結党時は旧民主党系、旧自由党系などの対立が目立ち、近代的な政党組織を確立した上で機能的な党運営を行うこと、いわゆる党近代化が結党当初から課題とされていた。そして石橋、岸、石井による三つ巴の激しい総裁選挙後、自民党では派閥問題、そして総裁公選問題が党近代化に向けての大きな課題として浮上してきた。1957年（昭和32年）3月21日の自民党第4回党大会では、当時幹事長を務めていた三木は、派閥解消を党情報告に盛り込んだ。
1959年（昭和34年）1月の第6回自民党党大会では党基本問題調査会が設置され、調査会の中で派閥解消が論議されることになった。しかし池田は総裁就任当初、党近代化に対する関心をあまり持たなかった。しかし60年安保闘争で実力を付けつつあった革新勢力の動向を見て、自民党としても党組織の改革を行うべきとの声が高まり、1961年（昭和36年）1月の第9回党大会で益谷秀次幹事長が党組織改革を論議する組織調査会の立ち上げを表明し、党大会で益谷の報告が承認されたことにより、組織調査会が設置され、益谷が、ついで8月には倉石忠雄が会長となっていた。
それでも池田の党近代化に対する動きは鈍かった。しかし1962年（昭和37年）になると、岸に近い反主流派の福田赳夫らが派閥解消などを唱えた活動を見せるようになり、池田のライバルであった佐藤栄作も池田の政策に対する批判を強めていた。福田や佐藤らの動きに対抗するため、池田は同年7月の総裁再選後、派閥の弊害除去などの党近代化を改めて課題として掲げることになった。池田は党近代化を進める党組織調査会長候補として三木に白羽の矢を立てた。三木は池田からの会長就任依頼をいったん断り、前尾繁三郎幹事長が調査会長を兼任するものと見られていたが、池田は三木に対して「近代化の方法は全面的に任せる…二人だけでも自民党の体質改善、近代化をやろう」と、改めて説得した結果、会長を引き受けることとなった。1961年（昭和36年）10月、三木は倉石に代わり組織調査会長に就任する。三木は14名の副会長、100名近くの委員を任命した。多くの議員、派閥幹部を議論に巻き込むことによって、議員の利害に直接係わる問題としての当事者意識を高めようともくろんだと考えられる。
三木会長の下、組織調査会は1963年（昭和38年）7月に中間答申を出した。三木は当時の社会党は政権担当能力に欠けると見ており、中間答申では政権担当能力を備えた唯一の政党として、自民党が派閥を解消し、総裁を中心とした党組織を確立することを提言していた。そして10月には最終答申、いわゆる三木答申が出された。
答申ではまず派閥の無条件解消が謳われた。また派閥均衡人事の打破、政治資金をこれまでの派閥単位中心から党に一本化することと個人後援会の政治資金受け入れ上限額の設定、金がかからない政党本位の選挙制度への改革、総裁任期を3年とし、総裁、議長経験者、永年勤続議員などからなる顧問会が総裁候補を推薦した上での総裁選の実施などが挙げられた。三木は自民党総裁選が党内の派閥を強化させている要因と判断していた。従って総裁選改革が答申内でも重視されたが、自民党の地方組織が脆弱な現状では、総裁選時に地方代議員票の比率を高めることよりも顧問会での推薦制を導入したほうが効果的と判断したなど、三木なりの情勢判断を踏まえた上での三木答申であった。
三木答申に対し、河野は派閥有用論を唱え答申の実施に反対した。佐藤派は河野の反対を捉え、佐藤派解散を約束した上で河野への攻撃材料とした。結局池田の説得もあって河野も派閥解消に合意し、1964年（昭和39年）初めには党内の全派閥はいったん解散を宣言するものの、各派とも政治的なかけ引きの材料として派閥解消を利用するばかりで、まもなく派閥は揃って復活を遂げた。そして7月の池田三選時の総裁選挙では派閥単位で激しい政争が繰り広げられ、三木答申が最重要課題と位置づけた派閥解消は全く実現しなかった。ただ三木答申をきっかけとして派閥の再編が進み、これまで八個師団と呼ばれていた派閥が主要派閥5つとなっていく。

#### 幹事長として佐藤後継指名への関与
三木は組織調査会長としての活動中であった1963年（昭和38年）7月17日、政調会長となる。翌1964年（昭和39年）7月の総裁選で、三木は池田の三選を支持した。池田の他、佐藤栄作、藤山愛一郎が出馬した総裁選は激しい票の奪い合いとなり、池田は第一回投票で辛うじて過半数を占めて佐藤を振り切り、総裁三選を果たす。総裁三選を果たした池田は三木を幹事長に指名した。
池田三選に貢献して幹事長となった三木であるが、総裁選時に早川崇ら派内の親佐藤グループが連判状を作成し、三木の意向に反して佐藤支持を訴えていた。派閥の分裂は回避したものの、この意見対立以降三木は派閥運営に苦心するようになる。幹事長就任直後、胃壁に穴が空くほどの重い胃潰瘍を患い、入院することになった。三木はかねてから胆石があることが分かっていたため、1964年（昭和39年）8月初めに胃と胆嚢の手術を行った。
三木は手術の結果、次第に体調が回復に向かったが、8月末、今度は三選を果たしたばかりの池田が喉に異常を訴えた。喉頭ガンであった。9月には入院し、1964年東京オリンピック閉会式翌日の10月25日に退陣を表明した。幹事長の三木は話し合いでの後継総裁選出を提案し、話し合いプラス総裁指名という方式で池田の後継総裁が選ばれることになった。
この時の後継総裁候補は佐藤栄作、河野一郎、藤山愛一郎の3名であった。話し合い調整は三木と副総裁の川島正次郎が当たった。三木と川島は候補3名、各派閥の領袖を始め、多くの自民党国会議員との会談、意見交換を重ね、意見を集約していった。
3名の総裁候補の中では、7月の総裁選で池田に迫る得票を集めた佐藤が極めて有利であった。河野は強引さが自民党内で反発を買っているのが難点であったが、池田政権後半は政権に大きく貢献しており、池田の指名に期待していた。また藤山は佐藤、河野の対立が激化した場合に指名されることを期待していた。三木は官僚出身の佐藤とは政治理念や政治行動が一致しない面も多かったが、党内の多数が支持している佐藤以外の推薦は困難であった。結局、臨時国会で首班指名が行われる11月9日の朝、三木と川島は佐藤を推薦し、それを受けて池田は佐藤を後継総裁に指名した。
しかし三木の佐藤推薦に、三木と長年行動を共にして三木・松村派の共同代表を務めていた松村謙三は強く反発した。松村は佐藤総裁を阻止するために水面下で藤山を反佐藤の統一候補とする調整を続けていたが、松村の調整を無視する形で三木が佐藤を総裁候補に推薦したことに怒ったのである。結局松村は古井喜実、川崎秀二ら議員5名とともに三木・松村派を脱退して松村派を結成し、三木・松村派は三木派となった。

#### 通産大臣、外務大臣時代
佐藤政権の成立当初、三木は幹事長に留任する。1965年（昭和40年）6月3日の内閣改造で、三木は通産大臣となる。また、大阪万博の実行委員会委員長となり、実行委員会の会長に経団連会長を務めていた石坂泰三を招請した。
この時期、三木は通産大臣および外務大臣として、対東南アジア外交の整備やベトナム戦争終結への調整を行うなどし、政権内において独自の立場を構築してゆく。

##### 東南アジア外交
三木は1966年（昭和41年）4月に東京で開催された、日本政府が戦後初めて主導した国際会議である、東南アジア開発閣僚会議の実現を強力に押し進めた。
三木はかねてからアジア外交重視の姿勢を見せていた。アジアの貧困を、共産勢力のアジアへの浸透を促す、アジア情勢最大の不安定要因であると見なしており、日本の安全保障の観点からもアジアの貧困問題に対する対処が必要であると考えていた。そして通産相となった三木は、日本国内の不況克服のためにも東南アジア諸国への輸出拡大が効果的であると判断した。更には首相の座を目指していた三木にとって、これまでの日本外交の過度な対米偏重を正し、アジア重視の姿勢を訴えることが政治的に見てプラスになるとの判断もあったと推測される。
当時、ベトナム戦争の最中であり、対東南アジア政策に苦心していた米国も、日本が東南アジアの経済建設に大きな役割を果たすことを期待するようになっていた。高度経済成長を遂げた日本が東南アジアの経済建設に協力するようになれば、東南アジア諸国での共産化の進展に歯止めがかかることが期待できるとともに、何よりも米国の負担軽減に繋がる。しかし日本国内では財政上の負担の大きさなどを懸念する声が強く、当初なかなか話が進まなかった。
三木は通産相として東南アジア諸国の農業、軽工業への支援に積極的に乗り出すべきであると考えた。三木は先述したように、まず東南アジアの農業、軽工業を支援して貧困からの脱却を図ることが大切であるという点と、農産物などの一次産品の供給先、そして工業製品の輸出先として東南アジアが有望であるという点を主張した。米国側の更なる要請もあり、三木通産相、椎名悦三郎外相は東南アジア諸国への経済開発に積極的に取り組むべきとし、東南アジア諸国との貿易拡大を期待する財界も三木らの意見に賛同した。そして財政負担の拡大を不安視して消極的であった福田赳夫蔵相も、東南アジア諸国への経済開発に取り組むことを了承した。
しかし東南アジア開発閣僚会議の開催計画については、財政負担を不安視していた大蔵省の反対が続いた。閣内では三木、椎名が閣僚会議の開催に積極的であったが、佐藤、福田は積極的ではなかった。結局東南アジア諸国との貿易拡大を望む財界からの説得もあり、東南アジア開発閣僚会議の開催が決定された。
1966年（昭和41年）12月3日、内閣改造により三木は通産大臣から外務大臣に横滑りする。外相就任直後、アジア太平洋圏構想を発表する。日本はアジアの一員であるとともに先進国であり、日本がアジア唯一の先進国としてアジア諸国の開発にイニシアチブを取るべきであるが、日本一国ではアジアの開発問題に対応しきれないことも明白であるため、米国、カナダ、オーストラリア、ニュージーランドといった太平洋諸国が協力してアジアの開発問題に取り組む必要がある、という趣旨である。三木の構想の背景には、アジア諸国への経済協力を推進することが当時の日本の国力から見て困難であった点とともに、日本のイニシアチブを強調することが、アジア諸国の中に戦前の大東亜共栄圏の記憶を呼び起こしかねないという懸念があった。
三木は構想具体化に向けて、まずオーストラリアに対する働きかけを図った。しかし第二次世界大戦で日本と敵対したオーストラリア間には、まだ十分な信頼関係が構築できる情勢ではなく、そしてオーストラリア自身まだ旧宗主国である英国との繋がりが強かったため、三木のもくろみは上手く運ばなかった。また三木が通産相時代に進めた東南アジア開発閣僚会議も、日本と東南アジア諸国との思惑の違いが表面化し、定着するには至らなかった。
三木のアジア太平洋圏構想自体は、「日本がアジアの一員でもあり、西側先進国でもあるという一種の境界国家ともいえる不安定なアイデンティティ」という弱点を逆手にとって、「アジア諸国と西側先進国との架け橋となることにより日本の境界性を生かす」という長所へと変えるしたたかな構想ではあったが、具体性や現実性に欠ける面も多く、三木の在任中には思うような成果は挙げられなかった。しかし三木の構想は日本外交にアジア太平洋という新たな枠組みを与え、1989年に発足したアジア太平洋経済協力会議（APEC）へと繋がっていくことになる。

##### ベトナム戦争の収束への取り組み
また、三木はベトナム戦争の和平外交にも積極的であった。佐藤は首相就任直後の1965年（昭和40年）1月、幹事長であった三木と椎名悦三郎外相を伴い訪米、ジョンソン米大統領と会見した。会見では日米関係の重要性について再確認するとともに、経済成長を背景に国際的な地位を高めつつあった日本が、米国への依存を減らした自主的な外交を進めていくことを米国側も認めた。
佐藤政権は日米関係について順調な滑り出しをしたが、ベトナム戦争で米軍が行った北爆は日本国内の対米感情を悪化させ、自民党内でも米国の対ベトナム政策に疑問を持つ勢力が現れた。例えば福田派、石井派はおおむねの北爆を支持していたが、佐藤派、川島派、三木・松村派には北爆に疑問を持つ議員が少なからず存在した。その中で三木はかねてからアジア重視の外交を主張してきており、佐藤内閣内では通産相、外相としてベトナム和平外交推進の中心的存在となる。また川島正次郎もアジア・アフリカ諸国との連携を進める中で和平のきっかけを掴もうとしていた。川島副総裁、三木幹事長のコンビが池田の後継として佐藤を決める調整を図った経緯もあり、佐藤としても三木や川島の意向を無視することは出来なかった。
北爆が続く中、政府・自民党内では北爆を支持せず、アジア人の手によって和平を達成しようと主張する意見も出されたが、親米派からの強い反対を受けた。このような中、通産相であった三木は訪米、訪仏、訪ソの際に行われた各国首脳との会談の席で、米国と北ベトナムを仲介する和平構想を話し合った。三木は各国首脳との会談を経て、日本は和平に積極的な貢献を行っていくべきで、まず休戦、次に国際会議を開催するプランを提示した。またこのプランは日本独力で行うのは困難であり、中立国、共産国も含めた協力が必要であるとした。
三木は1966年（昭和41年）12月の外務大臣就任後、ベトナム和平工作に更に力を入れるようになる。三木は北ベトナム側との話し合いの継続と、各国駐在の大使、公使に対して北ベトナムの出先機関などとの接触を試みるよう指示した。先にも触れたようにベトナム和平への積極的な関与などの活発な対アジア外交は、総理総裁の座を目指す三木にとって、佐藤との違いを明確化するといった狙いもあったと考えられる。
1967年（昭和42年）7月から8月にかけて三木はソ連、ポーランド、チェコスロバキア、ハンガリーを訪問する。三木は各国でベトナム和平問題について提案を行い、更に9月の国連総会の席でもベトナム和平について訴えた。三木のベトナム和平への努力についてアメリカは、日本がアメリカと北ベトナム間の中立的な立場に立とうとする面があるのではと警戒するようになった。
三木がアメリカから自立的な形で行うベトナム和平工作に奔走する反面、佐藤首相は対米協調路線を強めていた。1967年（昭和42年）11月の訪米時、佐藤はジョンソンと会談し、ベトナム戦争で米国と南ベトナムを支持する姿勢を明確にした。その結果、北ベトナム側は日本が明確に米国、南ベトナム側に立ったと認識し、仲介的な立場は全く失われたと判断した。そのような中、1968年（昭和43年）1月末のテト攻勢は米国に衝撃を与え、3月末にはジョンソンが北爆停止、そして自身の大統領再選不出馬を表明するに至る。テト攻勢後、佐藤はベトナム戦争であまりにも米国寄りの姿勢を取りすぎたのではと不安を感じていたというが、北爆停止について日本に何の相談も無かったため、日本政府は大きな衝撃を受けた。
北爆停止を受け、三木外相は再びベトナム和平に向け動き出す。三木は長年にわたる戦争で疲弊した南北ベトナムに対して、経済復興を支援するベトナム復興国際基金の創設を提唱した。三木の構想ではこれまで支援の対象ではなかった北ベトナムも対象としていた。ベトナム復興国際基金構想は多くの国の賛同を得たが、東南アジア開発閣僚会議やアジア開発銀行など、既存の多国間協議や組織を利用して行う援助の枠組みが上手く機能せず、また北ベトナムを巻き込むもくろみも、北ベトナム側の反発によりなかなか進まなかった。結果として三木が主導した日本のベトナム和平工作は上手く進まなかったが、戦後、経済問題を除けば米国と一部アジア諸国に限られていた実質的な外交討議の範囲を広め、日本外交の範囲を大きく広げることに繋がり、また米国など先進国と東南アジア諸国との橋渡しを行うという日本の対東南アジア外交の基礎になったと評価できる。

### 自民党総裁候補として
1960年代半ば、新聞社は佐藤派、池田派などは一派閥を複数の記者で担当することもあったが、三木派担当は他派との掛け持ちであるのが通例であった。三木はこのような新聞社の対応は三木派に対する軽視であると機嫌が悪かったという。実際この当時、新聞記者たちの中では、各派閥領袖の中で三木だけは首相になれないだろうと予想しあっていた。三木は新聞記者たちの予想を覆して首相に登り詰めることになるが、それまでに総裁選に3回挑戦し、いずれも敗北していた。

#### 男は一度勝負する
1964年（昭和39年）に成立した佐藤政権下で、三木は通産大臣、外務大臣という主要閣僚を務め、政権を支えていた。1966年（昭和41年）には、赤城宗徳ら佐藤に批判的な議員たちによって粛党推進協議会が結成され、翌年には粛党推進協議会が発展して新政策懇話会が結成された。そのような中、1967年（昭和42年）からは佐藤が三選に出馬するかどうかが話題となり始め、佐藤以外に三木、前尾繁三郎、藤山愛一郎らが総裁候補として取り沙汰されるようになった。反佐藤派の新政策懇話会の活動に佐藤も神経を尖らせ、三木に対して新政策懇話会に参加せぬよう注意を与えていた。
当時の三木派内には三木直系グループと親佐藤、福田グループという二つのグループがあった。1964年（昭和39年）の総裁選挙で三木は池田三選を支持していたが、早川崇ら三木派内の親佐藤、福田グループは連判状を作成し、佐藤支持を訴えていた。1964年の総裁選で三木派の分裂は免れたものの、以後三木は難しい派閥運営を強いられるようになっていた。
1968年（昭和43年）の総裁選が迫る中、三木派内には総裁選出馬を巡り二つの考え方が表明されるようになった。まずは佐藤と対決してでも出馬すべきとの考え方である。新政策懇話会に参加していた議員や若手議員、親佐藤、福田グループの中心メンバーであった早川らも、三木は佐藤に対抗して総裁選に出馬すべきと主張した。一方、佐藤との協調関係を重視し、佐藤退陣後の政権禅譲を狙うべきとの意見もあった。実際問題三木派の実力から見て佐藤派など佐藤政権の主流派の協力無くして政権獲得は困難であり、佐藤との協調が政権獲得に不可欠と主張したのである。
1968年（昭和43年）7月に実施された第8回参議院議員通常選挙の結果、自民党はほぼ改選前の議席を維持した。佐藤や佐藤を支える主流派は3選に自信を深めていた。このような中、三木は9月初めの派閥研修会で、海部俊樹、丹羽兵助ら若手議員からの総裁選出馬を求める声に対しても、外務大臣としてのスケジュールが全て終わった段階で考えるとの慎重な態度を貫いた。
三木は佐藤からの禅譲を期待していた。かねてから三木は佐藤より政権の禅譲を匂わされており、佐藤派を始めとする主流派の協力無くして政権の獲得が困難であった三木は、まずは佐藤からの政権禅譲を期待していた。当時佐藤派からは木村俊夫官房長官や橋本登美三郎総務会長が三木の出馬取り止めを働きかけていたが、一方田中角栄は世代交代への期待から三木の出馬を陰で歓迎していた。いずれにしても三木は佐藤からの政権禅譲確約を得ることは出来ず、結局総裁選出馬に踏み切ることになった。
1968年（昭和43年）10月29日、三木は総裁選出馬のため外務大臣の辞表を提出し、翌30日には「男は一度勝負する」と、正式に立候補を表明する。総裁選立候補を決意した三木に石橋湛山が後見人役となった。三木は立候補表明に当たって所信を表明した。三木の所信は日米安保条約の堅持と自動更新を支持するなど、これまでの佐藤政権の政策と大きくは異ならなかったが、住宅問題に対応する住宅省設置を唱えるなど、後の三木内閣で打ち出されることになるライフサイクル計画に繋がる施策も見受けられた。三木に続いて11月1日には前尾、11月8日には現職の佐藤が出馬を表明し、総裁選が始まることになった。
三木が総裁選出馬を決断した背景としては、まず三木直系グループと親佐藤、福田グループの2グループが存在した三木派内の事情から、佐藤からの禅譲が無い中では、総裁選出馬の見送りは派閥の分裂など派の結束力低下に直結しかねないと判断したものと考えられる。また1964年（昭和39年）、幹事長として池田から佐藤への政権移譲に係わった三木は、佐藤に対して後継者の育成、政権に執着しないことを要求し、佐藤も三木の意見に応じていたが、三木から見て佐藤は政権に執着し続けており、三木は最初の約束と違うと人心一新を訴え総裁選出馬を決意した。
総裁選は三木、前尾、佐藤以外に佐藤批判派の急先鋒であった藤山愛一郎も出馬を模索していた。藤山は自らも出馬することによって佐藤批判票を増やし、第一回投票で佐藤の過半数獲得を阻止し、決選投票での逆転をもくろんだのである。しかし藤山派内も出馬でまとめあげることに失敗したため、藤山は出馬断念に追い込まれた。総裁選出馬を断念した藤山は、反佐藤勢力を結集した人心一新推進本部の本部長に就任し、佐藤の三選阻止と三木、前尾に対する支持を訴えた。人心一新推進本部の結成後、三木と前尾の決選投票での二、三位連合が成立した。
11月18日、三木は大阪で総理総裁となった際の具体的な政策について講演した。その中で三木は沖縄返還に際して、核抜き本土並みの返還を目指すべきとした。この三木の発言は佐藤をいたく刺激し、沖縄返還を最初から本土並みとすることは困難であり、沖縄住民が本土並み返還を望んでいるというのは認識不足であり、このような認識の異なる人物を外務大臣としたのは自らの不明であったと発言した。この佐藤の発言は大きな反響を呼び、争点が必ずしもはっきりしなかった総裁選でようやく争点らしい争点が現れることになったが、総裁選投票日が迫っている中、選挙の動向を左右するまでには至らなかった。
11月27日に行われた総裁選で、佐藤は過半数を上回る249票を集め、第一回投票で総裁三選を果たした。三木は107票、前尾は95票であった。三木は事前の予想では最下位となるものと見られていたが、前尾を押さえ2位に滑りこんだ。敗れたとはいえ善戦を見せた三木は総裁候補の一角としての地位を保った。一方、3位に終わった前尾は派内での求心力が低下し、大平正芳が新たな総裁候補として浮上するきっかけとなった。また佐藤体制を固めていた福田赳夫、田中角栄も力をつけつつあり、佐藤時代の後に続くいわゆる三角大福時代が近づいていた。

#### 私は何ものをも恐れない、ただ大衆のみを恐れる
1969年（昭和44年）12月27日に投票が行われた第32回衆議院議員総選挙で、自民党は保守系無所属を加えると300議席を獲得する勝利を得た。総選挙勝利の余勢を駆って、自民党内は佐藤四選への流れが出来ていった。既に6年間政権を維持してきた佐藤に対し、岸は佐藤、岸ともに後継者と目する福田に政権を譲るよう勧めたが、佐藤は兄である岸の忠告に耳を貸そうとはしなかった。福田のライバルである田中は次の2年間に力を蓄えて政権獲得を目指すため、積極的に佐藤四選を支持した。1970年（昭和45年）秋になると中間派が相次いで佐藤支持を表明し、前回の総裁選に立候補した前尾繁三郎も佐藤支持を明らかにし、佐藤四選は自民党内で既定路線となっていった。
佐藤四選が既定路線となる中で、三木は苦しい立場に立たされた。三木派内でも総裁選に出馬して惨敗を喫したら三木の政治生命の危機となる点や、そもそも党内の大勢が佐藤四選へと流れていく中で三木が総裁選に立てば、三木派が冷遇されることになると危惧する声が上がった。三木は派内にあった消極論を一蹴し、9月24日、「私は何ものをも恐れない、ただ大衆のみを恐れる」と、総裁選に立候補を表明した。
三木は自らを支持する国会議員に対し、郷里に戻って政党政治の原点に立ち返って所信を訴える、帰郷運動を提唱した。三木自身も故郷の徳島から始まり、東京、大阪、名古屋、札幌で演説会を開き、国民に向かって自らの所信を訴えた。三木は全国各地で「今日は敗れても明日の勝利を信じる」と訴え、二年前の佐藤三選時には党内で三選の是非について論議がなされたのに、四選時にはいったん党内で流れが出来てしまったら、長いものに巻かれろといった感じで誰も文句を言おうとしないことについて、自身の翼賛選挙での体験を踏まえつつ、厳しく批判した。そして自らの役割を党内の若手への繋ぎ役とし、早く若手に自民党を託していかねば、組織が硬直化していくばかりであると総裁選立候補の意義を説明した。
三木以外、現職の佐藤に対抗する立候補者が現れなかった総裁選において、三木は国民に直接所信を訴えかけ、マスコミを積極的に活用することによって、圧倒的な力を誇る佐藤に対抗しようと試みた。三木の総裁選立候補と帰郷運動をマスコミは好意的に報道しており、硬直化した自民党の中にあって、クリーンな三木が立ち向かうイメージを国民、マスコミに植え付けることに成功した。この国民に直接話しかけ、マスコミを積極的に利用するスタイルはその後のロッキード事件の際などにも行われ、クリーン三木というイメージの定着に寄与した。
10月29日の総裁選で、三木は予想を上回る111票を獲得した。敗れたとはいえ三木は今回も総裁候補の一角としての地位を保った。一方総裁選出馬を見送った前尾は、佐藤陣営から出馬見送りの代わりに入閣を匂わされていたが、佐藤四選後の内閣改造は見送られ入閣はなされなかった。前尾派内では佐藤に利用されるだけ利用されたあげくに捨てられたのに黙っていると、前尾に対する厳しい批判が噴出し、派内若手を中心に大平正芳に派閥を譲るべきという意見が強まった。結局鈴木善幸の仲裁により、前尾から大平に派閥の領袖が交代することになった。

#### 重宗参議院議長追い落とし
三木は1968年（昭和43年）、1970年（昭和45年）と総裁選で佐藤栄作に挑戦し、善戦するも敗れていた。1971年（昭和46年）、佐藤は1964年（昭和39年）の池田勇人退陣後、7年間の長期政権を維持していた。佐藤長期政権を支えていた柱の一つが参議院の重宗雄三議長であった。重宗は岸信介、佐藤栄作と同じ山口県出身であり、1962年（昭和37年）以降、9年間に亘って参議院議長を務め、更に参議院自民党内の佐藤派を中心とした清風クラブを率いていた。1971年（昭和46年）当時、自民党参議院議員約140名のうち、90ないし100名が清風クラブに所属していたとされ、重宗は参議院の常任委員会、理事の人事権のみならず、閣僚、政務次官の参議院議員枠の推薦権も握り、岸、佐藤と近い重宗は文字通り参議院自民党のドンとして君臨していた。
このような中、重宗の専横を苦々しく思っていた新谷寅三郎、迫水久常、河野謙三らは、1969年（昭和44年）に反重宗を標榜する桜会を旗揚げするが、当初文字通り多勢に無勢であった。しかし1971年（昭和46年）6月27日に行われた第9回参議院議員通常選挙で自民党は敗北し、議席を減らしていた。参議院選挙後、重宗は議長四選出馬を表明したが、桜会の河野謙三は参議院改革案を引っさげ重宗に挑戦した。
三木は重宗に対決する河野に加担することを決意し、三木派の参議院議員は議長選挙の際、河野に投票することを約束した。当初、自民党参議院議員の大半を抑えていた重宗は事態を楽観視しており、自らの議長四選を前提に副議長は上原正吉を選ぶ予定であることを公言していた。しかし河野は全野党からの支持取り付けに成功し、ついに重宗に対抗して正式に参議院議長選への出馬を表明した。先の参議院選挙敗北により与党自民党と野党との議席差は20あまりに縮まっており、自民党から十数名が造反すれば河野議長が誕生してしまう。この事態に保利茂幹事長はあわてた。佐藤政権を支える柱の一つである重宗の敗北は佐藤政権に対する打撃となり、ひいては佐藤の後継者として佐藤、保利らが考えていた福田赳夫にも打撃が広がるためである。
保利はまず河野謙三に近い議員を動かし、河野に翻意を促した。続いて重宗自身が三木に電話をかけ、参議院副議長候補に当初予定していた上原正吉の替わりに参議院三木派の重鎮であった鍋島直紹を当てる人事を提案し、自らの議長四選への賛成を依頼した。しかし三木は重宗の提案を拒絶し、河野議長擁立の姿勢を崩さなかった。結局重宗は参議院議長四選が不可能であると判断し、出馬断念に追い込まれた。
重宗の立候補断念を受け、自民党内では喧嘩両成敗の形を取って河野にも立候補を断念させることにより、事態の収拾を図ることを目指す動きが強まった。保利はまず議長候補として参議院自民党の長老議員であった木内四郎を擁立することにした。無難な人選と見られた木内の擁立により、河野擁立派の結束にひびを入れることを狙ったのである。保利のもくろみは当たり、重宗の専横に対する批判で結束していた桜会には動揺が走り、河野立候補断念の声も上がった。三木は桜会と河野議長擁立行動を共にしていた、当時参議院議員であった石原慎太郎に対し、あくまで河野擁立で突き進むよう説得した。そして参議院三木派にも動揺が広まったが、三木は三木派の参議院議員を集めた上で、木内は所詮佐藤、重宗の操り人形であり、参議院改革のためにあくまで河野擁立を押し進めるべきで、負けたら三木自らが打ち首となると鼓舞した。一方保利も河野派と考えられる議員に対する電話攻勢を緩めず、病気入院中の議員に対しても「担架で運ばれてでも議長選挙に投票せよ」と指示した。
1971年（昭和46年）7月17日未明、河野と木内との激突となった参議院議長選挙が行われた。三木は議長選挙の際、相手に聞こえる声での合図ではなく、足や手を用いて河野投票の合図を送るようアドバイスした。投票の結果、河野は木内を10票上回り、参議院議長に選出された。この結果は佐藤長期政権に明らかに陰りが見え始めた最初の事件となり、翌年の総裁選挙で佐藤の後継者と目されていた福田が敗北し、田中角栄が政権を握るきっかけの一つとなった。

#### 日中関係と1972年総裁選
河野謙三が木内四郎を破って参議院議長となる直前の1971年（昭和46年）7月15日、アメリカのニクソン大統領は中華人民共和国との国交正常化交渉の開始を発表した。更にニクソンは8月15日に金とドルとの兌換停止などを骨子とするドル防衛策を発表する。政権が発足して7年目となる佐藤政権には、このような世界の新しい流れに対応出来る活力が失われており、強力であった佐藤政権もその限界が明らかになってきた。佐藤、そして佐藤が後継者候補と考えていた福田にとって、日本の頭ごなしで進められた米中の歩みよりは特に打撃が大きかった。日中国交正常化は佐藤政権や佐藤の息がかかることになる福田政権では困難であるとの声が高まりつつあった。
三木は松村謙三、高碕達之助らとともにかねてから中華人民共和国との国交正常化に積極的であった。1971年（昭和46年）8月21日、中華人民共和国との国交正常化に尽くした松村謙三が死去し、松村の葬儀に中日友好協会副会長の王国権が参列した。中曽根康弘総務会長は佐藤首相と王国権との会談が行われるように調整したが、会談は行われなかった。一方、8月29日に三木は王と会食を行い、訪中を約束した。当時三木は超党派議員によって構成されていた日中議連が提出した、日中正常化決議への署名を差し控えていた。これは佐藤の後継者候補として野党との無原則な共同歩調を避け、日中関係の実効ある進展を目指したものとされている。
1972年（昭和47年）4月13日、三木はブレーンの大来佐武郎、平沢和重、娘婿の高橋亘、秘書の竹内潔らとともに香港経由で北京に向かい、周恩来首相と会談を行った。三木はマスコミの同行要請を拒絶し、周恩来との会談内容も極秘とされた。会談の内容は政治家ではないとのことで三木と周との会談同席を許された高橋亘のメモを、三木自らが清書したと考えられるものが残されており、会談の中で三木はまず日中国交回復に全力を尽くす決意を述べた上で、国交回復のために解決すべき問題について、現実的かつ条件を慎重に切り出す政治的な発言を行い、周との間で意見調整を図った。
帰国後、三木は自民党の実力者などを精力的に回り、日中国交正常化の機が熟しつつあると訴えた。このような中、佐藤は沖縄復帰を花道に引退を表明し、佐藤の後継総裁選びの動きが活発化していた。佐藤派内では急速に田中角栄の影響力が拡大しており、佐藤が後継者として考えていた福田に迫りつつあった。そして三木は6月21日に総裁選出馬を表明する。
当時、三木派内には早川崇を中心とした親福田グループがあり、中曽根派も野田武夫らが親福田であった。しかし総裁選を前にして野田武夫が急死したこともあり、中曽根は総裁選への出馬を見送り田中支持を表明する。総裁選を前にして三木は田中との会談に臨んだ。会談に同席した金丸信の回想によれば、三木は部屋に入るなり座ろうともせず、立ったままで「日中問題をやるか」と、田中に詰め寄った。田中は三木の日中国交正常化に取り組むとの条件を飲み、三木は決選投票では田中を支持することとなった。7月2日には総裁候補の田中、大平、三木が記者会見を行い、日中国交回復を目指すなどの政策合意事項が公表され、第一回投票で三候補のうちでトップとなった候補に、決選投票で投票することが決められた。この結果、田中は後継総裁レースで極めて優勢となった。
1972年（昭和47年）7月5日、三木の他に田中、福田、大平の四名が立候補した自民党総裁選の第一回投票で、三木は69票と最下位の四位となり惨敗する。この時の総裁選では多額の金銭が動いたとされているが、海部俊樹の回想によれば三木の陣営も金を配った。そして田中と福田の間で行われた決選投票の結果、田中、大平、三木、中曽根の四派の支持を固めた田中が圧勝し、田中が佐藤の後継総裁となることが決定する。

#### 副総理兼環境庁長官として
総裁選で福田を圧倒した田中は第1次田中内閣を組閣した。三木は副総理含みの無任所相として入閣し、8月29日には副総理となる。三木は田中内閣の副総理、三木派の領袖という立場ではあったが、三度目の挑戦であった総裁選に惨敗した上、10歳以上若い田中が総理となったため、総理就任への道が遠ざかってしまったように感じられた。三木は無任所相の役割として日中国交正常化と党の体質改善を挙げていた。
1972年（昭和47年）12月の第33回衆議院議員総選挙後に成立した第2次田中内閣で、三木は副総理兼環境庁長官となった。当時、高度経済成長のひずみもあって公害問題が大きな社会問題になっていた。三木は環境庁長官として環境問題に取り組むことになった。まず四大公害病のひとつである水俣病問題の解決のため、1973年（昭和48年）7月、三木は水俣を訪れ、チッソと水俣病患者との補償協定に立ち会った。三木は水俣病被害者に対して研究センターの設立を約束し、この時の三木の約束に基づいて国立水俣病研究センターが設立された。
また当時大気汚染の大きな要因の一つであった自動車の排ガス規制に、三木は積極的に取り組んだ。三木はアメリカのマスキー法と同じような排ガス規制法を日本でも施行させようとした。三木のもくろみは自動車大手のトヨタ、日産から強い反発を受けた。トヨタや日産は当時の技術力では排ガス規制の達成は困難であり、アメリカと比べて自動車産業後進国である日本が、アメリカの排ガス規制法であるマスキー法のような規制を実施するのは非現実的であると訴えたのである。また三木の排ガス規制法施行の取り組みはアメリカ追随であるなどという批判も浴びた。三木の側近である海部俊樹も、地元がトヨタの本拠地である愛知県であることもあって多くの批判を浴び、三木に考え直すように働きかけたが、三木は日本の自動車産業にとって厳しい要求であることは認めながらも、この排ガス規制をクリアする車を作る努力を進めれば、将来的に日本の自動車産業は世界に通用するものになるとして批判を受けず、結局排ガス規制法が制定されることになった。
1973年（昭和48年）、第四次中東戦争勃発をきっかけとして発生したオイルショックが日本を直撃した。OPEC加盟国のうちペルシャ湾岸諸国の6カ国が石油戦略の発動を決断し、続いてOAPECが石油供給国を友好国、中立国、敵対国に三分類し、友好国以外には供給削減が通告された。当初日本は中立国扱いとされ、石油の供給削減が迫っていた。日本にとって石油の供給削減は死活問題であり、政策を急遽アラブ寄りに転換することとして、日本の対アラブ政策の転換を説明して友好国扱いとしてもらい、石油供給削減を回避するための特使が派遣されることになった。
特使の白羽の矢は副総理の三木に立った。これは難航が予想されたアラブ諸国との交渉を三木に押し付けたとの見方もある。ただ三木は外務大臣時代、1967年（昭和42年）の第三次中東戦争後に行われた国連総会の席で、イスラエルの占領地からの撤退、中東和平の確立、そしてパレスチナ難民への支援を骨子とした国連安保理決議第242号の賛成演説を行っていた。かつて国連総会でアラブ側の主張支持の演説を行った経験がある三木は、アラブとの交渉は自らが最も適役であるとの自負も持っていた。
特使として中東に派遣されることが決まった三木は、アラブについての猛勉強を始めた。そして1973年（昭和48年）12月10日、三木特使はサウジアラビア、エジプト、クウェートなどアラブ諸国8カ国歴訪に出発した。サウジアラビアで三木は第二副首相ファハド、続いてファイサル国王と会談し、日本の新アラブ政策について説明した。続いて訪問したエジプトではサダト大統領と会談を行った。三木の日本の新アラブ政策説明は、アラブ諸国首脳におおむね好意的に受け入れられた。結局OAPEC諸国は日本を友好国扱いとし、石油の供給制限は解除されることになった。

#### 田中角栄からの離反
佐藤長期政権の跡を継いだ田中政権は、多くの国民の期待を集め、当初高い支持率を誇っていた。しかし凋落もまた急であった。田中政権の足元を揺るがしたのはまず激しいインフレであった。田中の目玉政策であった日本列島改造論が財政支出を増大させ、そのことがインフレを更に煽った。田中の更なる失点となったのが小選挙区導入問題であった。1972年（昭和47年）12月に行われた第33回衆議院議員総選挙が自民党の敗北に終わったのを見た田中は、選挙制度の変更を策した。田中は1973年（昭和48年）の通常国会を大幅に延長して小選挙区への選挙制度変更法案成立を図ったが、野党の猛反発に加えて、副総理の三木や椎名副総裁らが田中に苦言を呈するに至り、小選挙区への変更は撤回に追い込まれた。
落ち目の田中に追い討ちをかけたのがオイルショックであった。先述のように田中は副総理の三木を中東諸国に特使として派遣して石油の輸出制限を免れたが、オイルショックによる更なる物価高騰が日本を直撃した。1973年（昭和48年）11月23日、このような混乱の中、愛知揆一蔵相が死去した。田中は総裁選で激しく争った福田を後任の蔵相に任命する決断をした。福田は日本列島改造論の撤回を条件に蔵相入閣を了承し、11月25日には三木副総理兼環境庁長官、大平外相、福田蔵相、中曽根通産相と、三角大福中が勢揃いとなる内閣改造を行った。
蔵相となった福田が行った総需要抑制策が功を奏し、次第にインフレは収まってきた。田中は1974年（昭和49年）7月に行われた第10回参議院議員通常選挙に勝利して退勢を挽回させようと、猛烈な選挙活動に打って出た。その中で阿波戦争とも呼ばれるようになる激しい選挙戦が徳島で繰り広げられることになった（後述）。
第10回参議院議員通常選挙は、田中の企業ぐるみ選挙、いわゆる金権選挙の展開が国民から強い批判を浴び、自民党は改選議席を下回り敗北を喫した。選挙後の7月12日、三木は田中への直接的な批判は避けながら、党近代化に一兵卒として取り組むためと称して副総理兼環境庁長官を辞任した。16日には田中の政治姿勢を批判して福田蔵相が辞任し、更に保利茂行政管理庁長官も辞任した。
閣僚を辞任した後の三木は、自民党の党近代化と選挙制度改革など、政治改革に係わる活動を活発に行った。三木の行動の背景には田中の金権体質に対する厳しい批判があったことは否めないが、三木は田中政治批判という次元ではなく、党の近代化、政治改革という方向性で主張をしていた。これは派閥次元での抗争であるとの印象を持たれないようにするための三木の戦術でもあったが、結果として田中の後継者として三木が選ばれる際にプラスとなった。

#### 自民党時代、首相就任までの三木の生活など
三木は赤坂にあった事務所を1963年（昭和38年）に番町に移転する。また三木派では他派に先駆けて夏に別荘のあった軽井沢で二泊三日程度の勉強会を開催するようになった。戦前、アメリカに留学した経験がある三木は、アメリカでの経験を踏まえ、早い時期から勉強会を開催をしたり、終戦後まもなく個人事務所、そして専門家を招請して政策を勉強する総合政策調査会を設けた。総合政策調査会は1963年（昭和38年）にシンクタンクの中央政策研究所となった。
三木の家族は、1951年（昭和26年）に初台から吉祥寺に移っていた。吉祥寺は国会からはかなり離れた場所であり、妻の睦子は1960年（昭和35年）ごろ、渋谷の南平台に土地を探し、三木に転居を勧めたものの、吉祥寺から渋谷への引っ越しをかたくなに拒んだ。しかしある日突然、三木は妻の睦子に渋谷の南平台への転居を言い出した。睦子は知人を介して建築家の佐藤秀三と知り合い、佐藤に新居となる三木邸の設計を依頼した。
三木が吉祥寺から渋谷の南平台へ引っ越したのは1970年（昭和45年）ごろのことであった。引っ越し当日、三木は引っ越しを嫌がり、庭で寝転がりながらふてくされていたという。三木の家の特徴として暖炉が備え付けられていることが挙げられる。機密を要すると判断される書類は、三木が一読した上で暖炉で焼却された。渋谷の南平台の三木邸も、三木の故郷徳島県産の石で作られた暖炉があった。
吉祥寺や渋谷の自宅以外に三木は軽井沢と真鶴に別荘を持っていて、週末はよく真鶴で過ごしていた。軽井沢と真鶴の別荘、そして徳島の実家にもやはり暖炉が備え付けられていて、三木は暖炉で機密書類を燃やしていた。

### 首相時代

#### 三木政権発足の経緯

##### 田中政権の瓦解
三木、福田、保利の三閣僚が辞任したが、田中政権は持ちこたえた。田中政権の金権体質に対する世論からの厳しい批判を受け、自民党は椎名悦三郎副総裁を会長とする党基本問題、運営調査会が発足させた。このころ、若きジャーナリストであった立花隆は田中の金権政治のあり方を見て、あれだけの金が使われているのだから、大金を入手するからくりがあるはずだと調査を進めていた。
1974年（昭和49年）10月9日、田中の金銭問題を暴く立花の「田中角栄研究 その金脈と人脈」と、女性問題に切り込んだ児玉隆也の「淋しき越山会の女王」が掲載された『文藝春秋』11月号が発売された。特に立花の記事は田中の資産や資金を分析し、資産形成の過程で違法な手段を駆使していたことをあぶりだしていた。立花らの記事について、当初はマスコミからの反応は鈍かった、しかし10月22日、外国人記者クラブの記者会見の席で田中は疑惑を徹底的に追及されたが、満足な返事が出来なかった。以降、日本のマスコミも田中の金脈問題追及の火の手を上げた。金脈問題が明らかとなった田中内閣の支持率は20パーセントを下回るようになり、政権は末期的な様相を呈してきた。
窮地に追い込まれた田中には重要な外交日程が二件あった。10月28日からのニュージーランド、オーストラリア、ビルマへの外遊と、11月18日からのアメリカのフォード大統領来日予定であった。田中は外遊出発前、参議院議長の河野謙三を尋ね、外遊と米大統領来日を済ませたら総辞職することを示唆した。河野は記者団に田中が退陣を考えていることを匂わせたため、10月末には田中退陣が大きく報道されることになった。
外遊から帰国後、11月11日に田中は内閣改造を行った。田中は現職のアメリカ大統領として初の日本訪問となるフォード大統領訪日を控えていた。フォード訪日前の首相辞任は日米関係に悪影響を及ぼすと考えられ、それまでの間の政権の浮揚を図ったものであった。しかし政権の末期症状が顕著であった田中の退陣はもはや既定路線であり、後継総裁をめぐる動きが始まっていた。
7月に田中政権の閣僚を辞職していた三木と福田はともに機をうかがっていた。1972年（昭和47年）の総裁選で田中と激しく争った福田は後継総裁の本命視されていた。一方三木は少数派閥の領袖であり、1972年（昭和47年）の総裁選で4名の候補者の中で最下位と惨敗したこともあって、当初田中の後継総裁となる可能性は低いと見られていた。しかし三木は閣僚辞任後全国各地で講演を行い、各地で多くの国民からの応援を受けていた。そして10月末の田中退陣が避けられない情勢下で、三木は次期総裁は灘尾弘吉か自分しかいないとの自負を見せていた。

##### 椎名裁定
退陣を決意した田中は、10月26日に椎名副総裁に対して一時的に内閣を預かってもらえないかと打診していた。金脈問題で傷ついた田中は椎名に政権を預け、一時的な退却を行い、その上で再登板を行う腹積もりであった。椎名としても政権獲得への意欲がないわけではなかったが、健康問題もあって田中の要請を断り、調整役に回ることになった。それでも田中は11月11日の内閣改造で椎名を後継含みで副総理にしようと考えたが、総裁公選での総理・総裁就任を目指す大平外相の反対で潰されていた。田中は自らの後継について全く布石を打つことが出来ないまま、フォード大統領がアジア歴訪を終えて帰国した11月26日に退陣を表明した。
田中の後継総裁候補としては、三木、福田、大平が名乗りを上げていた。三人のうち田中派、大平派の数で有利となる大平は総裁公選での選出を主張し、数的に劣勢であった三木、福田は話し合い選出を主張した。特に三木は公選で選ばれる可能性はほぼ皆無であり、話し合い選出に賭けるしかなかった。三木、福田、大平の間では後継総裁について直接交渉も行われた。福田と大平は二度に亘って会談を行い、後の会談では永野重雄日本商工会議所会頭宅で、福田と大平の連携を願う永野を交えて行われた。また大平は三木宅と同じ敷地内に同居していた娘の紀世子宅の方からひそかに三木を訪ね、会談を行った。しかしいずれの会談も物別れに終わり、三木、福田、大平の立候補者間での解決は出来なかった。
ところで調整役となった椎名は派閥を烏合の衆であると考えており、烏合の衆の頂点に立つ派閥領袖は、総裁選という草競馬を行っていると見なしていた。そこで椎名は灘尾弘吉、保利茂、前尾繁三郎といった長老議員による暫定政権を樹立して自民党を立て直し、その後に本格政権を樹立するという構想を描いていた。そして後継総裁をめぐる自民党内の動きが活発化する中で、椎名による暫定政権案が浮上した。しかし11月29日、椎名が三木、福田、大平、中曽根の実力者と個別会談を行う中で、椎名が大平に対して椎名暫定政権の可能性を示唆したところ、大平は椎名の発言に不快感を示し、「行司がまわしを締めた」と、椎名が政権獲得に色気を見せだしたことをリークした。
このような中で、三木は話し合いによる総裁選びで自らが選ばれるべく動いていた。7月に副総理兼環境庁長官を辞任した後、党近代化を訴え続け田中個人への批判は控えていた。また田中の辞意表明後、民社党の佐々木良作がひそかに三木邸を尋ね、中道新党結成を提案していたなど、民社党との連携工作も具体化しつつあった。
椎名による暫定政権案は大平のリークにより潰された。この段階で椎名は保利茂による暫定政権を決意するが、保利を指名した場合、暫定政権案が潰されることを分かった上で保利を指名し、結局は椎名にお鉢が回ってくることを狙ったと見られるため、保利暫定政権案も断念することになった。結局椎名は長老による暫定政権ではなく、三木、福田、大平、中曽根という実力者の中から後継を指名することになった。11月30日、椎名は三木、福田、大平、中曽根との5者会談の席で、まず後継総裁候補は実力者4名しかいないことを告げた上で中曽根を進行役に指名した、5者会談では幹事長、財務委員長、経理局長を総裁派閥から出さないことなどを確認した。そして椎名は翌12月1日に後継総裁について結論を出したいと話した。
最終的に椎名は三木の指名を決断する。理由としては、まず三木は池田内閣時代に党組織調査会長として三木答申をまとめており、田中内閣の閣僚を辞任して党近代化を訴えていて、クリーン三木こそ金権問題で退陣に追い込まれた田中の後始末を行うにふさわしい人物と考えられたことが挙げられる。続いて三木は当時船田中に次ぐ37年余りの議員経験を有しており、椎名が暫定政権の首班として考えていた灘尾弘吉、保利茂、前尾繁三郎らよりも議員経験が長かった。長老による暫定政権案が潰された椎名にとって、三木は長老議員に準じる存在となり得た。
また実際問題として三木以外指名できる人物が自民党内に存在しなかったことも理由として挙げられる。まず中曽根はこの時点では総裁就任を狙わずに調停役となっていた。世論の激しい批判を浴びて退陣に追い込まれた田中と親しい大平を指名することは、田中亜流政権を指名したと見なされて自民党にとって大きなマイナスとなるのは明らかであった。また大平が椎名暫定政権案をリークしたことは椎名の心象を害していた。一方福田は田中と激しく対立しており、三木とは異なり公然と田中を批判していた。そのような福田を指名すれば田中派、大平派の強い反発は避けられなかった。また椎名と福田との間には1962年（昭和37年）の岸派分裂時からの確執があり、まだ尾を引いていた。そして党内で激しいつばぜり合いが続く情勢下で総裁公選を強行すれば、福田、大平らの泥仕合となることが明らかであり、自民党の更なるイメージダウン、そして分裂の危機をも呼び寄せかねなかった。暫定政権案がことごとく流れてしまった上、4人の実力者の中で残された人物は三木であり、総裁公選を行い得ない状況では三木を指名するしかなかった。
三木は少数派閥の領袖であり、その党内基盤の脆弱さが逆に幸いした面もある。椎名も田中も三木ならば組しやすいと判断したのである。最後に先述のように三木は野党、とりわけ民社党との連携の話が具体化しつつあった。党分裂の芽を摘むためにも三木の指名は効果的であるといえた。
11月30日の夜、椎名は産経新聞記者の藤田義郎に対し、三木指名の裁定文の起草を要請した。藤田は三木邸を訪れ、明日の椎名による裁定は三木指名となることと裁定文の起草を依頼されたことを伝えた。三木は「藤田君、その裁定文は後世に残る天下の名文にしなければならん。ボクが書く。徹夜してでもボクが書く。」といい、12月1日の朝に三木と藤田の案文を突き合わせた上で草案としてまとめ、最後に椎名の添削を受けて裁定文とすることになった。この時の椎名が添削したのは、三木が藤田に「政界最長老の三木武夫」という語句をつけてくれという要望を入れた原稿を、椎名が気づき、「最長老」の「最」の字を削った箇所だという。藤田の回想によれば三木の原稿はミミズが這ったような文字であったという。そして日付けが変わるころ、三木は妻睦子や子どもたちを寝室に呼び寄せ、「大変なことになるかもしれない」と告げた。
12月1日、前日に引き続き開催された5者会談の冒頭、椎名は三木を後継に推薦する裁定文を読み上げるとすぐに席を立った。裁定を受けて三木は「青天の霹靂」と語り、意外な結論であるとしたが、実際は事前に自らが指名されることを知っていた。裁定直後、三木は福田と会談して「三木内閣は君との共同内閣のつもりであり、経済問題は一任したい」と切り出し、福田から裁定受け入れを確認した。話し合い決着を主張していた福田に椎名裁定を拒絶する大義名分はなかった。中曽根派も12月1日に裁定受け入れを表明し、佐藤栄作ら党顧問や水田派、石井派などの中間派も裁定受け入れを明らかにした。一方田中派と大平派は椎名裁定をすんなりと受け入れようとはしなかった。しかし田中派は領袖である田中の金脈問題が混乱のきっかけとなったこともあり、裁定に強く反発することは出来なかった。また先述のように党内基盤の弱い三木は田中にとって組しやすい相手と思われた。一方大平はあくまで公選での総裁選出にこだわり、役員会、総務会という党の正式な機関で承認された上で自らの結論を出すとした。しかし三木派、福田派、中曽根派が早々に裁定受け入れを明らかにし、中間派や党顧問、そして田中も裁定受け入れの意向を示す中では大平も抵抗を続けることは出来ず、椎名裁定を受け入れざるを得なかった。
なお、椎名裁定に対して二階堂進幹事長ら党三役は、裁定について事前に全く相談を受けておらず党機関の軽視であると猛反発し、12月2日には辞任するとした。しかし党三役は各方面から慰留され、結局辞任はしなかった。こうして椎名裁定に対する自民党内の反発は沈静化し、三木が田中の後継総裁となることが確定した。三木は12月4日に開催された自民党両院議員総会において、全会一致で第七代自由民主党総裁に選出され、党役員人事と組閣に着手することになった。

##### 難航した組閣
正式に自民党総裁となった三木は、まず党役員を選出した。まず決定したのは中曽根の幹事長就任であった。中曽根は新総裁の下での幹事長就任を狙っており、早い段階で後継総裁候補から降りていた。5者会談で交わされた総裁派閥から幹事長を出さない約束もあり、中曽根幹事長がまず固まった。続いて三木は椎名副総裁の留任を要請した。これは椎名裁定で三木が指名された経過からしても続投は自然な成り行きであり、あっさりと決定した。難航したのが総務会長と政調会長であった。三木は田中派の西村英一を総務会長にしたいと考えたが、西村本人から固辞された。そこで福田派から推薦された松野頼三を総務会長、大平派から推薦された宮沢喜一を政調会長とすることで決まりかけた。しかし椎名が灘尾弘吉を党三役とすることを提案したため、灘尾が総務会長、松野が政調会長となり、宮沢は外相となった。
組閣ではまず福田の副総理兼経済企画庁長官が決定した。これは椎名裁定直後、三木は福田に対して「君との共同内閣のつもりであり、経済問題については一任したい」と語っていて、福田も三木の意向を受けていたことからすんなりと決まった。党内基盤が弱い三木にとって福田の協力は不可欠であり、まず福田の協力取り付けを図ったのである。農林大臣には安倍晋太郎を起用し、安倍の父安倍寛と三木は同志でこの起用は友情からとささやかれた。
三木は中曽根派の河野洋平を環境庁長官に、大蔵官僚出身の鳩山威一郎の入閣を希望していた。また宇都宮徳馬の入閣も検討していた。しかし河野の入閣には反対が強いため見送られ、参議院議員の鳩山の入閣は、参議院からの入閣予定者は参議院議員会長が推薦するという慣例に反し、やはり強い反発を受けたために見送られた。そして北朝鮮の金日成政権に近く韓国の朴正煕政権に対する批判を続けていた宇都宮徳馬の入閣は、親韓国派の椎名の強い反対で頓挫した。また椎名は椎名派の閣僚候補として三木が希望した元衆議院副議長の長谷川四郎ではなく松沢雄蔵の起用を求め、松沢は行政管理庁長官として入閣した。このように三木の組閣構想は多くの修正を余儀なくされた。
三木派からの閣僚でも三木の人事構想は変更を余儀なくされた。三木は三木派からの閣僚として、当初官房長官に海部俊樹、労働大臣に石田博英を入閣させる予定であった。また官房副長官には西岡武夫の起用を予定していた。しかし三木派古参議員である井出一太郎と河本敏夫が三木に入閣を直訴したため、結局井出が官房長官、河本が通産相、海部が官房副長官となり、西岡は組閣構想からはじき出されることになった。なお入閣予定が流れた河野洋平と西岡武夫は、2年後に新自由クラブを結成して自民党から離党し、初入閣するまで河野は11年、西岡は14年待つことになる。
三木は当初描いていた人事構想が後退を余儀なくされる中で、組閣で独自色を出すために民間人からの閣僚登用を検討した。三木は都留重人を文部大臣とすることを検討したが、都留が固辞したためやはり三木のブレーンの一人であった民間人の永井道雄が文部大臣となった。また入閣が決まった人物同士でもポストの入れ替えが起きた。当初の予定では坂田道太法務大臣、稲葉修防衛庁長官であったものが、稲葉の防衛庁長官就任に難色を示す声が上がったため、坂田と稲葉のポストが入れ替えとなった。これは後のロッキード事件の際、稲葉法相が事件糾明に積極的に動いたことを考えると大きな意味を持つ人事となった。
結局1974年（昭和49年）12月9日に発足した三木内閣は、中間派を含む派閥均衡、当選回数重視、参議院からの複数閣僚採用という、これまでの自民党内閣と基本的に変わらない人事となった。なお石井派、椎名派、水田派、船田派といった規模の小さな中間派も閣僚ポストを得て、当時の自民党全ての派閥から閣僚を取ることになったが、これは椎名副総裁による裁定で政権の座に就くことになった三木にとって、中間派を含めた各派の協力を仰がねばならず、また田中金脈問題で自民党に対する国民からの信任が大きく揺らぐ中で、挙党一致して総裁である三木を支える体制を作る必要があったためである。また岸内閣で藤山愛一郎が外相となって以来、永井道雄が文相となって17年ぶりに民間人が閣僚となったことも特徴の一つであった。
小派閥を率いながら自らの存在感を高めていくという三木の政治手法は、椎名裁定を自らの指名へと導き、政権獲得には繋がったものの、政権基盤の弱さは組閣の難航にも現れており、今後三木が政権運営に苦心していくことを示していた。

#### 三木政権の施策

##### 公職選挙法、政治資金規正法改正と自民党総裁選改革問題

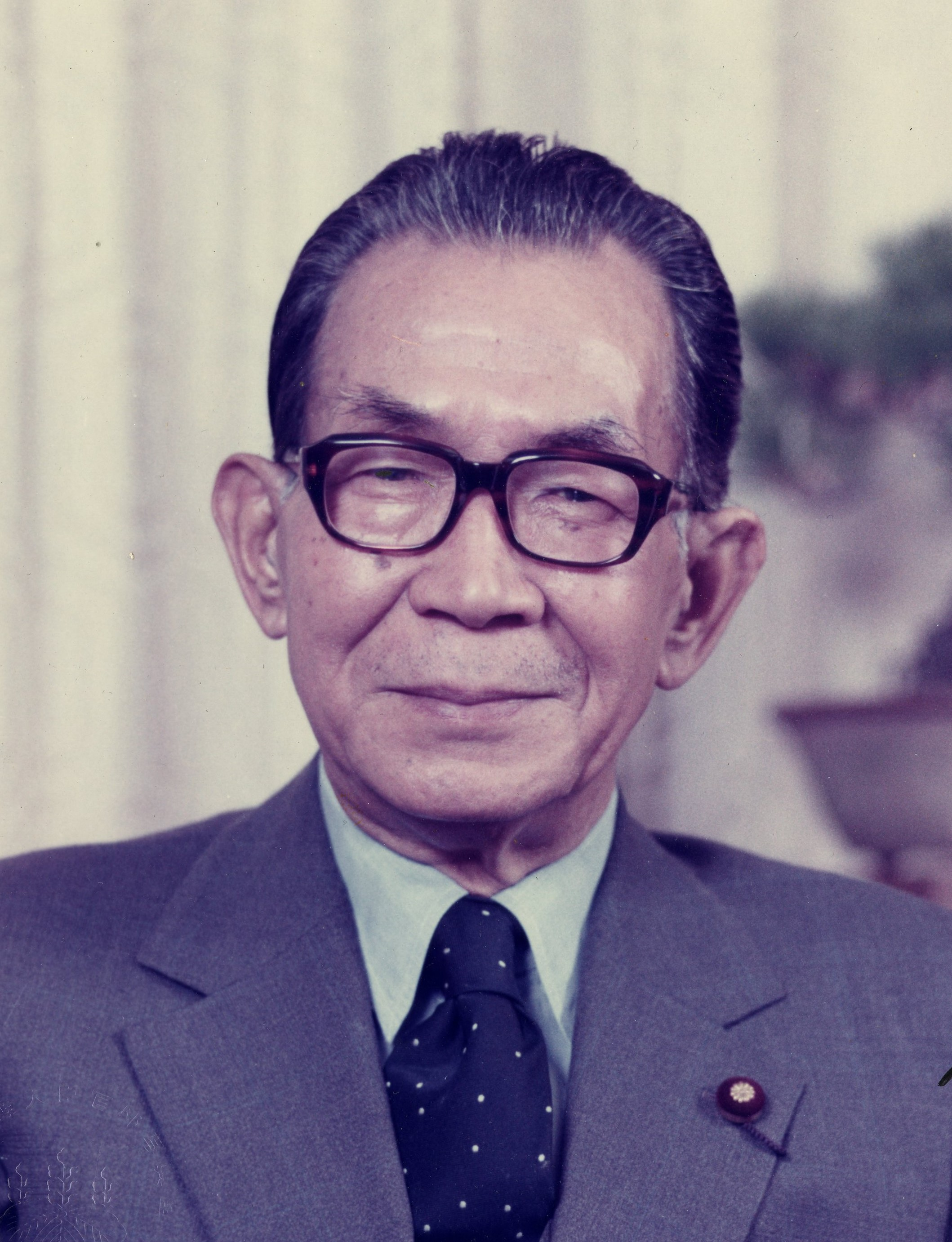
内閣総理大臣に就任したころの肖像写真

田中の著しい金権体質が国民の激しい批判を浴びた後を受け、三木はいわば緊急避難的に首相となった。椎名が三木を指名した最大の理由は、田中の金権問題で深く傷ついた自民党を再建できる人物と判断したからであった。1937年（昭和12年）の衆議院議員初当選時から政治の浄化を強く訴えていた三木は、自民党の有力政治家となった後も、池田内閣時の三木答申、これまで3回の総裁選立候補時、そして田中内閣の閣僚辞任後と、自民党の近代化、そして政界の浄化を訴え続けていた。三木政権開始時の内閣支持率は、歴代自民党内閣のスタート時と比べて特に高い支持率ではなかったが、人心が完全に離れてしまっていた田中政権末期に比べると大きく盛り返していて、ある程度の世論からの支持を受けることに成功していた。三木は世論の支持を背景に、政治浄化と公正な社会ルール作りという、自らが考える政策実現に向けて動き始める。
三木は自民党総裁に選出された1974年（昭和49年）12月4日の自民党両院議員総会の席で5つの政治課題を挙げた。当時日本はオイルショックの影響でインフレと不況の真っ只中であった。そのような厳しい経済状況下での総裁就任であったが、三木は5つの課題の筆頭に党近代化、政界浄化を挙げた。
1974年（昭和49年）12月9日に成立した三木内閣発足直後、閣議の席で三木は自らが温めてきた政治改革試案を配布した。当時の閣議は事前の事務次官会議で承認を受けた案件のみが議題に乗る慣行になっていたが、政治改革の実現に執念を燃やす三木は、事務次官会議を経ることなく政治改革試案を閣議に諮った。2001年（平成13年）の内閣法改正により、内閣総理大臣は内閣の重要政策に関する基本的方針などの案件を発議できると定められることになったが、当時慣例であった事務次官会議を通さずに閣議に案件を諮った三木の手法は、内閣法改正を先取りしたものとも言える。
三木の政治改革試案は閣議で了承され、法案提出の手続きが始まった。続いて三木は12月26日には自らの資産を公開し、更に翌27日に党基本問題、選挙調査会長の椎名に、国会議員の推薦による立候補と全党員による予備選挙実施を骨子とする自民党総裁選の改正、企業献金を廃止して個人献金のみとする政治資金規正法改正、そして選挙公営の拡大、連座制を強化して選挙違反の取り締まりを厳しくするなどの公職選挙法改正についての三木試案を提言した。三木試案は7月に田中内閣の閣僚を辞任した後、自らのブレーンである専門家の意見を参考にしながらまとめたもので、ただちに実行できる法案形式にまで整えられたものであった。
1975年（昭和50年）4月、公職選挙法改正案、政治資金規正法改正案は相次いで衆議院に提出された。公職選挙法改正案は、まずかねてから是正が求められていた選挙区ごとの議員定数不均衡の問題について、定数を20増やして衆議院議員の総数を511とし、5つの選挙区の分区を行った。続いて選挙公営を拡大し、更には立候補者が自らの選挙区への寄付を禁じた。そして政党の機関紙など文書配布への規制を強化した、最後の部分の改正は共産党、公明党が強く反対したため、規制を当初の政府案よりやや緩くした社会党、民社党の修正案が成立した。公職選挙法改正案では、三木が当初考えていた小切手による選挙費用支弁の義務化による選挙費用の透明化と選挙違反の裁判の迅速化は反対が強く、当初の政府案に乗せることも出来なかった。
一方政治資金規正法改正案は、自民党内から政治基盤となる資金源にメスを入れるもので、自民党の弱体化に繋がるとして強い反対の声が上がり、審議は難航した。三木は当初3年以内の企業献金全廃を目指したが、これは自民党内からの激しい抵抗に遭って早々に引っ込められた。結局、これまで制限が無かった政治献金について、企業や労働組合など団体からの献金、そして個人献金に上限額を設け、各政治団体は選挙管理委員会ないし自治省に収支報告を義務付け、更に一定額以上の献金があった場合、献金した個人名、企業、団体の名を公表することとした。この政治資金規正法改正案は、政治家が持つことができる政治団体の数に制限が無いなどの抜け道も多かったが、1975年（昭和50年）7月4日の参議院本会議の採決の結果、可否同数となり、河野謙三議長が議長決裁で賛成としたため辛うじて成立した。
政治資金規正法改正によって、これまでのように政治献金が集めにくくなるなどの効果もあったが、政治資金パーティが発達するなど、より巧妙な政治資金集めが盛んになる事態も発生した。三木の政治資金規正法改正案は金権政治からの脱却を目指したものであったが、政治腐敗をもたらす根本的な制度面などの検討が不十分であり、金権政治からの脱却という目的からみて最も適切なやり方であったのか疑問との意見がある。一方、三木としては政治改革は継続して取り組むべき課題であり、首相退任後も連座制強化など政治改革についての活発な提言を行っていた。三木以降にもリクルート事件、佐川急便事件など、政界を揺るがす汚職事件が続発し、政治改革が大きな政治課題として取り上げられることになる経過からも、三木の政治改革への取り組みの先駆性を評価する意見もある。
公職選挙法改正案と政治資金規正法改正案はまがりなりにも成立したが、三木が目指した自民党総裁選の制度改正は暗礁に乗り上げた。三木の総裁選改革は全党員による総裁予備選挙の実施を行い、その後に国会議員による本選挙を行うことを目指したが、田中派や大平派を中心に強い反発が起きた。とりわけ大平は党近代化を訴える三木が、密室政治の極みともいえる椎名裁定で総理総裁の座を手に入れたことに抜き難い不信感を持っていた。総裁選の制度改正は三木政権下で論議が続けられたが、1976年（昭和51年）に入るとロッキード事件のあおりを受けて事実上の棚上げ状態となり、続く福田政権への継続課題となった。全党員による総裁予備選挙の導入は1977年（昭和52年）4月になった。しかし全党員による総裁予備選挙は、党員の末端まで派閥が浸透するという弊害も招いた。

##### 独禁法改正と自民党内からの反発による断念
公職選挙法改正案と政治資金規正法改正案、そして自民党総裁選の制度改正とともに、三木が熱意を見せたのは独占禁止法改正であった。背景としてはオイルショック時に起きた便乗値上げや売り惜しみ、価格カルテルといった反社会的とも言える企業行動に、世論の非難が集中したことが挙げられる。公正取引委員会は1974年（昭和49年）9月に独占禁止法改正案の骨子を発表しており、三木は自由主義経済における公正なルール確立を目指し、公正取引委員会案をもとにした独占禁止法改正を提案することになった。
三木が当初考えていた独禁法改正案は、独占的状態にある企業の分割など独占的状態の排除措置を行うことや、違法カルテルによって得た利益に対する課徴金、そして会社、金融機関の株式取得制限などが盛り込まれていた。これらの改正は日本経済の根幹に係わるものであり、三木が独禁法改正に取り組むことが明らかになると、消費者団体などからの賛成意見、そして財界、自民党などからは反対意見が出され、賛否の論議が高まった。
財界の反対意見は、オイルショックによる深刻な不況の影響を受けて日本経済が危機に陥っている中で、企業活動の活力を奪い、国際競争力を失わせる独禁法改正を行うことは認められないという意見であった。三木を指名した椎名も三木の独禁法改正を厳しく批判し、これ以降三木と椎名の関係は悪化していくことになる。財界そして自民党内の反対を受け、独禁法改正案は大幅に修正され、財界にとっても実害は無いとの意見が出されるほど微温的なものにまで後退した。
ところが大幅に修正された独禁法改正案に対し、野党側は理念の後退を批判し、また財界も三木の政治姿勢への警戒感を緩めなかった。椎名の意向を受けた中曽根幹事長は独禁法改正案の成立断念を示唆した。しかし三木は猛然と巻き返し策に打って出た。三木は山中貞則自民党独禁法問題調査会長らに協力を要請し、更に自ら野党幹部にも連絡を取って独禁法改正案の成立を図った。その結果、野党の修正案により与野党合意が成立し、独禁法改正案は衆議院を通過し、法案は参議院に送られた。
独禁法改正案は参議院に審議の場が移ったが、参議院自民党では野党の力を借りて独禁法改正案の成立を図る三木の政治手法に対する批判が沸騰した。新日鉄元副社長の藤井丙午らが中心となった強硬な反対派が結成されるに至り、結局独禁法改正案は参議院で審議未了、廃案に追い込まれた。
三木を支えることを期待された副総理の福田は、三木の理念を重視する政治運営に距離を置き、経済問題に専念していた。そして幹事長の中曽根は椎名副総裁の意向を受けて独禁法改正案成立断念を示唆するなど、三木を支えるよりも党内情勢を見ながらの政治運営を行っていた。田中派、大平派との連携が望み薄の情勢下で三木が協力を期待していた福田、中曽根とも、三木を積極的に支えようとはしなかった。
また自民党内で三木が苦境に追い込まれた理由の一つとして、三木を支える三木派は中小派閥で力不足であった上、人材不足も深刻であったことが挙げられる。1975年（昭和50年）の憲法記念日に、改憲派であった稲葉修法相が自主憲法制定の集会に出席したことを国会で野党から追及された際、稲葉は自らは改憲論者で現行憲法は欠陥憲法であると答弁し、野党からの集中砲火、そして自民党内からも辞任論が出て国会が紛糾した。国会の混乱は法案審議に影響したが、結局野党からの追及をかわして三木は稲葉を守った。しかし主に事態収拾に当たったのは福田派の松野政調会長であり、三木派議員の動きは鈍かった。稲葉法相問題解決の経緯は、三木を補佐する有能な調整役がいないという問題を露呈した。
公職選挙法、政治資金規正法改正、独禁法改正問題が大きくなっていた1975年（昭和50年）6月16日、佐藤栄作元首相の国民葬の席で三木は大日本愛国党の党員に顔を殴られる事件が発生した。三木は倒れこんだものの大きな怪我は無く、国民葬は予定通り進められた。なお三木夫人の睦子は大日本愛国党の赤尾敏とかねてからの知り合いで、事件後睦子は赤尾敏に対して直接抗議をしたという。三木には警視庁の警察官が護衛として配置されていたが、やや離れた場所にいた上に三木の進行方向ばかりに気を取られ、暴漢への対応が遅れた。このため警視庁は新たな要人警護の組織を作ることになり、3ヵ月後にセキュリティポリスが創設された。

##### 党内主流派との妥協
公職選挙法改正、政治資金規正法改正、独禁法改正と並んで三木政権の重要課題とされたのが経済再建と財政危機への対応であった。三木は経済政策については福田副総理兼経済企画庁長官に委ねたが、福田と田中内閣から再任した大平蔵相との間に経済運営を巡って対立が表面化した。福田はインフレ抑制を優先して総需要抑制策を継続させた。厳しい経済情勢下では当然財政支出の切り詰めも図ったが、物価が高騰する中で歳出削減は困難を極めた。歳入欠陥を恐れた大平は公共料金の引き上げを考えるが、物価への影響を恐れる福田は引き上げに否定的であった。結局、電信、電話料金の据え置き、酒、タバコ、郵便料金の引き上げという妥協が成立した。
しかし酒、タバコ値上げ法案は公職選挙法改正、政治資金規正法改正、独禁法改正についての審議のあおりを受け、廃案になってしまった。結局あてにしていた酒、タバコ値上げによる収入が得られなくなったこともあって大幅な歳入不足が発生し、大平は三木に対する不信感を深める結果となった。
公職選挙法改正、政治資金規正法改正、独禁法改正問題や、タバコ値上げ法案の廃案という事態の中、自民党内では反三木の動きが顕在化するようになった。三木としても体制の建て直しに乗り出さざるを得なくなり、自民党内の三木を批判する勢力に対する融和策を矢継ぎ早に実行していく。
まず酒、タバコ値上げ法案の早期成立を図るため、臨時国会の早期召集を決定した。これは大平蔵相に対する融和策であった。そして独禁法改正案の臨時国会提出を行わないこととして、椎名副総裁に対しても融和策を取った。そして党内の保守派に対しての融和策として、あえて8月15日の終戦記念日に靖国神社に参拝した。終戦記念日の総理参拝は戦後初で、この日程に保守派へ配慮があったが、ここで三木が「私的」参拝であることを強調したことは、様々な形で禍根を残したという批判が多く、いわゆる「靖国問題」発生の端緒とする見解もある。なお、同年11月21日を最後に昭和天皇の靖国神社参拝は途絶えることになるが、天皇の靖国神社参拝が途絶えた理由として、三木が靖国問題を政治問題化したためという説と、元宮内庁長官であった富田朝彦のメモを根拠とするA級戦犯の靖国神社合祀問題の影響であるとの説がある。
また、椎名裁定の当日に三木が親台湾派の椎名に持ちかけた話ではあったが、7月上旬に台北で日華民間航空に関する協定が調印され、1974年（昭和49年）4月の日中航空協定調印後、一時中断していた日本と台湾間との航空路が復活した。そして9月には金大中事件により中断していた日韓定期閣僚会議が再開されて日韓関係の改善を進めた。このように三木は党内保守派が重視する台湾、韓国との関係改善を進めたが、これは党内批判勢力への融和策の一環でもあった。

##### スト権スト問題
更に、スト権スト問題への対応も主流派との融和策に位置づけられる。
1945年（昭和20年）に制定された労働組合法では、公務員、公共企業体（1949年に発足）職員のスト権は認められていたが、1948年（昭和23年）、二・一ゼネストの影響でGHQによってスト権が認められなくなった。1970年代に入り公務員や公共企業体職員による公共企業体等労働組合協議会（公労協）は、スト権の奪還を闘争目標として掲げ、1971年（昭和46年）に国鉄労働組合（国労）、国鉄動力車労働組合（動労）がスト権の奪還を訴えるストライキを行い、その後毎年スト権奪還を闘争目標とするストが行われるようになった。
田中内閣時代の1974年（昭和49年）になると、労働運動のナショナルセンターである日本労働組合総評議会（総評）もスト権奪還を主要目標と定め、3月から4月にかけてスト権奪還を目指すストが行われた。結局政府と組合側との協議の結果、組合側の意見を聞きながらスト権問題の解決を図り、1975年（昭和50年）秋を目途に結論を出すとした了解事項がまとまった。田中政権は公共企業体等関係閣僚協議会と専門委員懇談会を発足させ、スト権問題についての協議を進めた。結局田中政権ではスト権問題の解決はなされず、三木政権への継続課題となった。
三木はスト権問題について、条件付きでスト権を付与する考え方を持っていた。三木の考え方の基本は、まず労働者に労働三権の一つである争議権を認めないのはまずいという原則論とともに、この問題の主管官庁である労働省の、条件付きスト権付与という意見を尊重するという二点であった。首相の三木以外でも、長谷川峻労働大臣、そして福田副総理兼経済企画庁長官も条件付きスト権付与を認める考え方であった。一方中曽根幹事長らはスト権付与に反対していた。
田中内閣時代の、スト権問題について1975年（昭和50年）秋を目途に結論を出すとの期限が迫る中、専門委員懇談会での話し合いが進められていった。そのような中、公労協は11月1日に政府側にスト権奪還を改めて強く要求し、10日には要求が受け入れられない場合には11月26日から10日間のストを決行することを決めた。田中内閣時代に選任されていた専門委員懇談会はもともとスト権付与に反対の委員が多かったが、政府と公労協との対立が激化する中、スト権付与に反対する意見が強まっていた。
三木は公労協の10日間のスト計画に対し、スト権付与問題が解決しないままで行うストは違法であり容認できず、ストを行った場合には厳正な処罰を行うとした。この点については強硬派の中曽根らとの意見の隔たりはなかった。政府側と公労協との話し合いは平行線を辿り、結局11月26日、スト権ストに突入する。スト突入当日、専門委員懇談会は条件付きスト権ストを認めない意見書を公表した。また三木内閣の閣内でもスト権付与に否定的な意見が高まってきた。更に田中派、大平派がスト権付与に反対を明確にし、当初は必ずしもスト権付与に否定的ではなかった椎名副総裁も、スト権スト突入前後にはスト権付与に対し強固な反対派となった。三木は専門委員懇談会での結論、閣内及び党内の大勢となったスト権付与反対意見、更に大規模なスト権ストが行われている最中にスト権付与を認めることは、ストに政府が屈したとの印象を持たれることも考慮し、この段階でスト権付与を認めることを断念した。
三木はこの段階での公務員、公共企業体職員へのスト権付与は断念したが、将来の付与には含みを残したいと考えた。しかし三木の意向は椎名らの反対で形にすることは出来なかった。三木は党内基盤の弱さもあって、自らの条件付きスト権付与の意向を実際の政策に反映させられなかった。結局政府から全く譲歩を得られないまま12月3日にスト権ストは中止された。不況下で公労協が行った長期ストは世論から強い批判を浴び、総評内においても民間企業の労働組合からの支持も弱かった。結局官公労は親方日の丸といったマスコミなどからの批判を浴び、更に政府当局からの大量処分、損害賠償請求を受け、大型ストを行う体力が失われることになった。

##### ライフサイクル計画
三木は高度経済成長後の日本では、安定成長、福祉向上を目指す必要があるとして、経済は量の拡大から生活中心、福祉充実といった質の向上への転換、新たな労使関係、労働慣行の確立、教育の重視などが重要であると考えていた。このような三木の政治理念、政治方針を踏まえ、三木内閣では池田内閣での所得倍増計画、田中内閣での日本列島改造論に当たる、目玉の経済政策としてライフサイクル計画（生涯設計計画）が立案された。
1975年（昭和50年）1月ごろ、首相になったばかりの三木は、自らのブレーン集団である新経済政策研究会から、国民が求めている福祉社会のビジョンを打ち出すべきとの提言を受けた。三木はこの提言に賛成し、これがライフサイクル計画立案のきっかけとなったとされる。三木は衆議院本会議の答弁で、1975年度（昭和50年度）中にライフサイクル構想を作成して、1976年度（昭和51年度）からは社会保障の長期計画を立てたいとの意欲を示した。このころから新聞紙上でも三木がライフサイクル計画に意欲を示していることが報道されるようになった。ライフサイクル計画は60歳までの定年延長、65歳までの再雇用、65歳以降は年金で生活できるようにして、生涯を通じて安定し、生きがいのある生活を営めるようにするなどという内容も明らかになってきた。一方、年金制度の抜本的な改革の必要性や膨大な財源確保など、ライフサイクル計画が正式に発表される前から課題が指摘されていた。
ライフサイクル計画は、三木のシンクタンクである中央政策研究所が、総勢9名の経済学者、社会学者に依頼し、三木への個人的な提言として取りまとめられた。計画はこれからの日本が目指すべき福祉社会の展望を示したもので、人の生涯を通して経済的、社会的不安が無いよう十分な保障を与え、皆が安心してその人らしい一生を送れることを目的とする今後の福祉政策の基本構想を提唱していた。
三木に提出された提言では、まず自助、相互扶助を原則としながら、政府が国民の一生の各段階で必要となるナショナル・ミニマムを提供すること。そしてナショナル・ミニマムを越える部分は自助の努力で切り開くことを進め、自己責任に基づく創意工夫が必ず報われるシステムを社会制度に組み込むことを目指した。具体的には教育、住宅制度、雇用、年金、医療など、人の一生に係わる様々な社会的な仕組みの中には、不十分かつ中途半端なものや問題が多く改善を要すものが多いとして、全体をシステム化し、現行の様々な制度の再編成と充実を図り、更に新たな制度の導入も進めるとした。それにより誰でも努力をすれば家を持てる制度、新しい労働慣行と誰でもいつでもどこでも学べる教育制度、誰でもナショナル・ミニマムを保障される社会保障制度、そして誰でも安心して老後を過ごせる社会の4点の確立を大目標とした。
ライフサイクル計画の基本的な考え方としては、まず日本社会と経済には、高度経済成長がもたらした社会的変化に対する対処、欧米追従という大目標の喪失後にどう対応するか、脱産業化にどう対処するかという3つの課題があるとした。このような課題の克服には、新しい日本的システムとして個人と社会の調和を進めるべきであるとした。三木もライフサイクル構想に基づき1976年（昭和51年）1月の施政方針演説で「英国型、北欧型でもない日本型の福祉政策を目指す」とした。
1975年（昭和50年）8月、三木は軽井沢の別荘でライフサイクル計画の最終的な詰めを行っていた。計画がまとまり次第自民党内に調査会を設けることになっており、調査会長は船田中が内定していた。しかし福田副総理兼経済企画庁長官が、下手をすると日本列島改造論の二の舞になると指摘するなど、自民党、関係省庁のライフサイクル計画に対する目は冷ややかであった。ライフサイクル計画でまず問題とされたのが財源であり、財政難の中で財源の裏づけなくしてこのような計画を遂行するの困難であるという意見が出された。また選挙目当ての人気取り政策であるなどと野党などから批判を受けることを懸念する声も挙がった。そしてライフサイクル計画が、三木が自らのブレーンである学者グループに起草させたものであることは官僚機構からの反発を招いた。三木は8月12日の記者会見でこれらの批判に対し、選挙目当ての人気取り政策ではなく、長期的に検討を重ねた上で将来的には一大政策として実行していこうと構想をしているもので、まずは財政負担の無い定年延長あたりから取り組んで行きたいと説明した。
1975年（昭和50年）9月9日、中央政策研究所は三木にライフサイクル計画を提出した。9月18日には官房副長官を長とした生涯設計計画検討連絡会議が発足し、翌19日に第一回会合が開かれた。しかしその後の動きは鈍く、第二回会合は翌1976年（昭和51年）4月8日まで開かれなかった。それでも第二回の会合で社会保障、生涯教育、住宅、労働の4分科会が設置され、各テーマについて検討が進められた。ライフサイクル計画は1977年度（昭和52年度）からの計画具体化を目指したが、既存制度との整合性をどう取るのか、年金などの社会保障制度に対する国民負担について国民的合意は取り付けられるのかなど、提言の実行に向けて多くの問題が浮上した。そしてライフサイクル計画の発表は政局の重大局面と重なったこともあって、自民党内でも計画そのものに対する意思統一を行うことも困難であり、また三木のブレーンである学者グループの作成したライフサイクル計画に対する官僚の反発も根強く、結局ライフサイクル計画は目立った成果を挙げることなく、三木の退陣とともに忘れ去られることになった。
ライフサイクル計画は高齢化社会が始まり、高度経済成長からの転換期を迎えていた当時の日本において、欧米追随型ではない新しい日本の産業社会の成立を理想とし、日本の福祉政策の将来像を提示していた。その中には定年の延長、労働慣行の見直し、公的年金制度、保健医療などといった、その後も日本社会で大きな問題となる課題に対する貴重な提言も含まれていた。しかし積極的な福祉拡大派からは自助を重視しすぎた結果、公的な支援の枠組みが貧弱であり、また身体障害者など正常なライフサイクルに乗れない人たちへの配慮に欠けるとの批判を受け、福祉拡大に対して消極派からは逆に、ライフサイクル計画は社会主義に通じ、勤労、自助の意欲を奪い、また財政負担を増大させるとの批判がなされた。結局ライフサイクル計画は具体的な成果を挙げることはできなかったが、計画の中で唱えられていた日本型福祉の考え方は、1980年代以降の行政改革に受け継がれていったとする意見もある。

##### 防衛政策
防衛庁長官の坂田道太を信頼していた三木は、三木政権下での防衛政策の遂行を全面的に坂田の手に委ねた。坂田は1975年（昭和50年）3月の参議院予算委員会の席で、社会党の上田哲議員から、有事の際に日米間でシーレーン防衛に関する秘密の取り決めがあると追及された際、秘密協定の存在を否定した上で、文民統制下で日米の防衛協力についての話し合いを進める必要性を逆提起した。8月にアメリカのシュレシンジャー国防長官が来日して坂田長官と会談し、日米防衛協力について協議する日米防衛協力小委員会の設置が決まった。
坂田は防衛事務次官として久保卓也を起用した。久保は防衛庁防衛局長時代、基盤的防衛力構想を唱えていた。これは正面装備、補給体制などに加えて国民の国防意識、防衛関係の法令整備など、防衛体制の全体的なバランスを重視した平和時の防衛力構想であった。坂田長官のもとで久保は、防衛白書の刊行を再開し世論への働きかけを行うとともに、民間有識者による防衛庁長官の私的諮問機関である防衛を考える会を発足させた。防衛を考える会では防衛力整備に関する坂田長官宛ての提言を行い、この提言をもとに防衛計画の大綱が作成されることになった。
防衛計画の大綱では、これまでの年次防衛計画が脅威に対応する形で作られていたのに対し、日米安保条約によって日本の安全は基本的に米軍によって守られていることを踏まえ、自衛隊の任務は米軍の手がなかなか回らない小規模な侵攻への対応であるとし、日本の防衛力はこのような小規模な侵攻を抑止できる水準でよいとした。このような防衛計画の大綱が策定された背景には、当時、デタントが進み、東西の緊張が緩んでいたことと、オイルショック以来続いていた厳しい不況下で国の財政状況も厳しく、防衛予算の拡充が困難であったという事情があった。
1976年（昭和51年）10月、防衛計画の大綱が閣議決定され、11月には防衛費増額の歯止めとして防衛費対GNP1パーセント枠が閣議決定された。しかしこの防衛計画の大綱にはまもなく大きな問題が浮上する。まず防衛力整備の基準を日本に対する脅威に対応する形としないことについて自衛隊の制服組からの反発を招いた。そして大綱の前提となったデタントも、次第に米ソ間の緊張が再び高まるなど流動的になってきた。そして一番の問題は、予算や世論への配慮もあって、米国に依存した中で限定した防衛力整備を目指すという方針は、日米安全保障関係の重要性を更に増す結果となり、アメリカが日本に対して防衛力強化を求める格好の足がかりを提供することに繋がった。
防衛計画の大綱と防衛費対GNP1パーセント枠の閣議決定、とりわけ防衛費対GNP1パーセント枠の決定は反戦、平和の観点から三木政権の業績と評価する意見がある一方、日本が自分自身の手を縛る決定を行ったとして批判する意見がある。一方、防衛計画の大綱の決定は軍事大国を否定した防衛力整備構想の完成であるとともに、世論に自衛隊の存在の認知を進め、日米防衛協力体制の強化をもたらしたとして、中曽根内閣で行われた防衛費対GNP1パーセント枠撤廃などの軍拡への足がかりを築いたとの評価もある。
また、武器輸出三原則については「武器輸出を慎む」と表現を用いて「武器輸出の禁止」または「一切しない」という表現ではなかった。この「慎む」という表現には、国際紛争を助長させない場合は、「慎む必要がない」ということも含意されていた。

##### 対米関係など三木の外交政策
首相となった三木は、1975年（昭和50年）1月24日に行った施政方針演説の中で、日米関係の安定が日本外交の基軸であるとした上で、オイルショック後ということもあって中東問題への対処、そして日ソ、日中関係の課題について触れていた。
三木は田中前政権が成し遂げた日中国交回復を受けて、日中平和友好条約の早期締結を目指したが、日中間の交渉は中国側が反覇権について条約に盛り込むよう強く求め、ソ連を刺激することを恐れた日本側が難色を示したことから難航した。その上に三木政権が日台間の航空路復活など、日台関係の修復に動いたことに対しても不信感を強めた。三木は中国の求める反覇権条項はソ連など特定の国家を指すものとしないことを条件に、反覇権を日中平和友好条約に盛り込む妥協案を提示するが、中国側は納得しなかった。三木は粘り強く交渉を続けたが、1976年（昭和51年）に入ると、中国では周恩来の死去、鄧小平の失脚、毛沢東の死去と政治的に極めて不安定な状況に陥り、一方日本でもロッキード事件の処理に追われるようになって日中とも平和条約交渉どころではなくなり、三木内閣での平和条約締結は達成できなかった。
また三木は日ソ平和条約の締結にも意欲を見せたが、こちらも交渉は全く進まず、1976年（昭和51年）9月6日にはソ連のミグ25戦闘機が領空侵犯した上、函館空港に強行着陸するベレンコ中尉亡命事件が発生し、ミグ25に乗っていたベレンコ中尉はアメリカに亡命を求め、日本政府は防衛を認めた。またソ連が即時返還を要求したミグ25の機体は、アメリカの技術協力のもと、米軍と共同で解体調査の上でソ連に引き渡したことにより、三木政権下での日ソ関係は悪化した。
自民党内では左派とされていた三木であったが、三木政権下では日中、日ソ関係に大きな進展は見られず、逆に日米、日韓、日台の関係強化が図られた。三木は3月に外相の宮沢喜一を訪米させた。まず宮沢はアメリカ側と日米の安全保障に関して、日米安保条約の堅持、日本が核攻撃を受ける事態に陥った場合、アメリカの核が抑止力となること、日本が攻撃を受けた際にはアメリカが日米安保条約の取り決めを重視することと、日本側も日米安保条約における約束を果たすことを確認した。なお日本が核攻撃を受けた場合、アメリカの核が抑止力となることの確認は、核拡散防止条約の批准問題が係わっていた。三木は核拡散防止条約への早期批准の意向を示していたが、核保有国をアメリカ、ソ連、イギリス、フランス、中国の5カ国に限定し、それ以外の国の核保有を禁じるという既存核保有国に一種の特権を認める不平等性を問題視し、批准に反対する意見もあった。核攻撃時のアメリカの支援を確認することで、核拡散防止条約を批准して核の保有を放棄しても日本の安全保障が確保できることを確認し、核拡散防止条約は三木政権下で批准に漕ぎつけた。
宮沢は日米の安全保障問題の他に、崩壊状態となっていた南ベトナムなどのベトナム情勢、そして中東情勢について意見を交換した。そして8月上旬に三木首相がアメリカを訪問することを決定するとともに、秋に予定されていた天皇皇后の訪米に関して、天皇皇后からフォード大統領にお会いするのを楽しみにしている旨のメッセージを伝えた。
宮沢外相の訪問時、崩壊寸前であった南ベトナムはその後まもなく崩壊した。インドシナ情勢の変化を受けて、アメリカは金大中事件の影響もあって冷え込んでいた日韓関係の修復を望み、そのような中で日韓関係の修復が図られるようになった。5月には韓国の金鍾泌首相が来日し、宮沢外相、そして三木首相と会見した。そして7月には宮沢外相が訪韓して朴正煕大統領らと会談した。そして日韓関係の懸案事項であった金大中事件の政治決着が図られ、先述のように9月には日韓定期閣僚会議が再開された。
1975年（昭和50年）6月、フランスのジスカールデスタン大統領は、先進国の首脳が一堂に会して懸案事項を話し合う、先進国首脳会議の開催を呼びかけた。この呼びかけに当時の駐仏大使の北原秀雄は、先進国首脳会議への日本の参加を強く訴え、情報収集とフランス側との折衝に尽力した。北原は三木に対しても日本が先進国の首脳会議に出席する意義を強く訴え、北原の説得に三木も日本にとって画期的なことであるとして積極的な参加の意志を示した。しかし当初アメリカはヨーロッパ諸国から糾弾を受ける場となるとして参加に消極的であった。三木は先進国首脳会議にアメリカが参加すべきであると考え、8月に予定された日米首脳会談の席でアメリカに参加呼びかけを行うことにした。

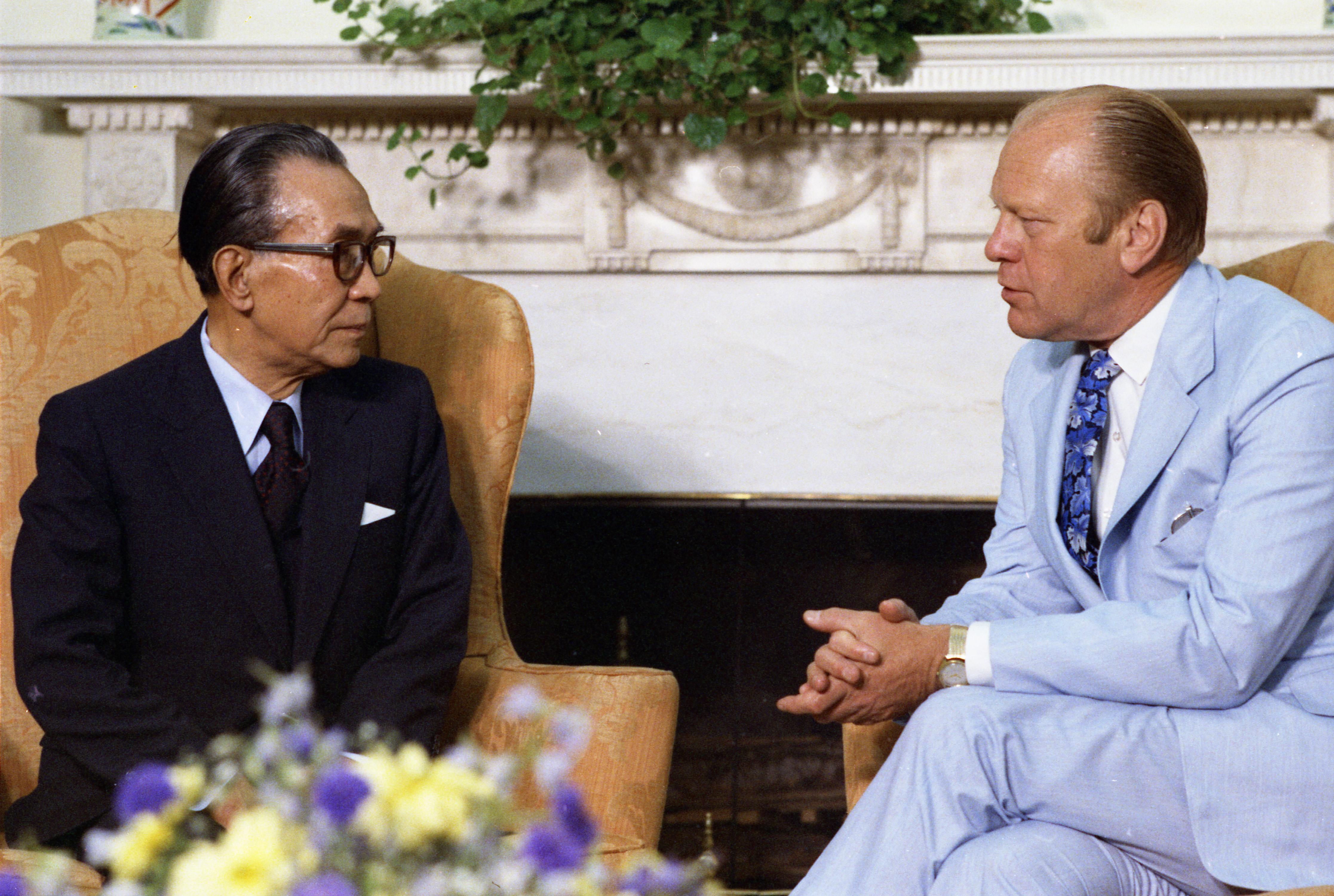
1975年（昭和50年）8月5日、ホワイトハウスでフォードと会談

三木は1975年（昭和50年）8月2日、アメリカに向かった。三木は8月5日にフォードとの第一回日米首脳会談に臨むことになるが、会談冒頭、訪米最中に日本赤軍がマレーシアのクアラルンプールにあるアメリカ大使館とスウェーデン大使館を襲撃し、大使館員を人質に取るクアラルンプール事件が発生した。三木は人質の人命と安全を最優先とし、大使館襲撃犯の要求である服役、または拘置中であった日本赤軍活動家の釈放を、超法規的措置として認めたことを説明した。
第一回会談では、ヨーロッパの安全保障、中ソ対立、東南アジア問題が話し合われた。三木はヨーロッパ関連の話題は基本的にアメリカ側の見解をうかがう姿勢を見せたが、アジア関連の話題ではアジア諸国を日米が協調して支援していくことを提案し、良好な日米関係が日本外交の基礎であることを三木は日米首脳会談の席で明確にした。
第一回会談が行われた日の夕方、三木の要望によると思われる第二回日米首脳会談が急遽行われた。この会談は三木とフォードが通訳を同行しただけの事実上差しの会談となり、日本の外務省も事前に知らされず、日本側の通訳も外務省職員ではなく、三木の側近であった國弘正雄が務めた。この会談の協議内容はこれまでのところ國弘が明らかにしていないため、アメリカ側の資料によれば、まず日本の政治情勢について意見交換が行われた。三木はまず現状の日本の政治情勢では自民党のみが政権担当能力があることを指摘した上で、このところの国政選挙での得票率が下がってきているため、自民党の政策をリベラルなものに転換していく必要性を強調した。日本の政治情勢についての意見交換が終わった段階で、三木はフォードにフランスのジスカールデスタン大統領が提唱した先進国首脳会談へのアメリカの参加を働きかけた。フォードは会談開催前に参加各国間での意見のすり合わせの場が必要であるとの認識を示したが、明言は避けたものの参加の意向を示した。
翌6日に行われた第三回会談では、まず前日夕方に話し合われたサミットへの参加問題の確認がなされた。フォードは改めて参加する方針を伝え、三木にとってアメリカがサミット参加の方針であることを確認できたことは収穫であった。3回目の会談で主な議題となったのは朝鮮半島情勢と中東情勢であった。朝鮮半島情勢では韓国の安全保障が日本の安全保障に大きな影響を持っていると認識していた三木は、政権発足当初から韓国との関係改善に動いており、アメリカ側としても日韓の関係改善を歓迎する意向を示した。また中東情勢では三木が中東和平に関してアメリカに協力する旨表明し、一方フォードからは日本がエジプトに対して援助を行うよう要請した。財政難を理由に援助の大幅増額に難色を示す日本側に対し、アメリカ側は前年の田中首相との日米首脳会談の席で、日本が南ベトナムへの援助を行うよう要請していたが、その南ベトナムに行う予定であった援助をエジプトに振り向けるように強く要望した。これはアメリカの都合で日本の援助先を変更させようとしたものであったが、三木はこの件に関してアメリカ側に反発を見せることはなかった。
1975年（昭和50年）8月の日米首脳会談では、三木が日本外交の基軸とする日米友好関係が再確認された。一方日米協力とはいってもエジプトへの援助問題から見えるように、アメリカ側の要求を日本が受け入れるという意味合いも強かった。しかし三木が日米首脳会談の主要目的の一つとしたアメリカのサミット参加問題については、アメリカの参加意向を確認することができた。また三木と同じく議会での政治経歴が長いフォードとの個人的な繋がりを深められた点も収穫であった。特に三木とフォードとの親密な関係は、翌年のロッキード事件の際に三木がフォードに対し、事件に関する資料の提供を要請する親書を送ることにつながったと考えられる。
1975年（昭和50年）11月、フランスのパリ郊外にあるランブイエで初の先進国首脳会議が開かれた。会議の主たる議題はオイルショック後の世界経済の立て直しと、当時緊張が高まりつつあったソ連・東欧などの東西問題であった。サミットに参加した三木が強く訴えたのは南北問題であったが、他の首脳の関心は必ずしも高くはなかった。三木は各国首脳に粘り強く働きかけ、共同声明の中に南北問題について入れることに成功した。

#### ロッキード事件と三木おろし

##### ロッキード事件の勃発

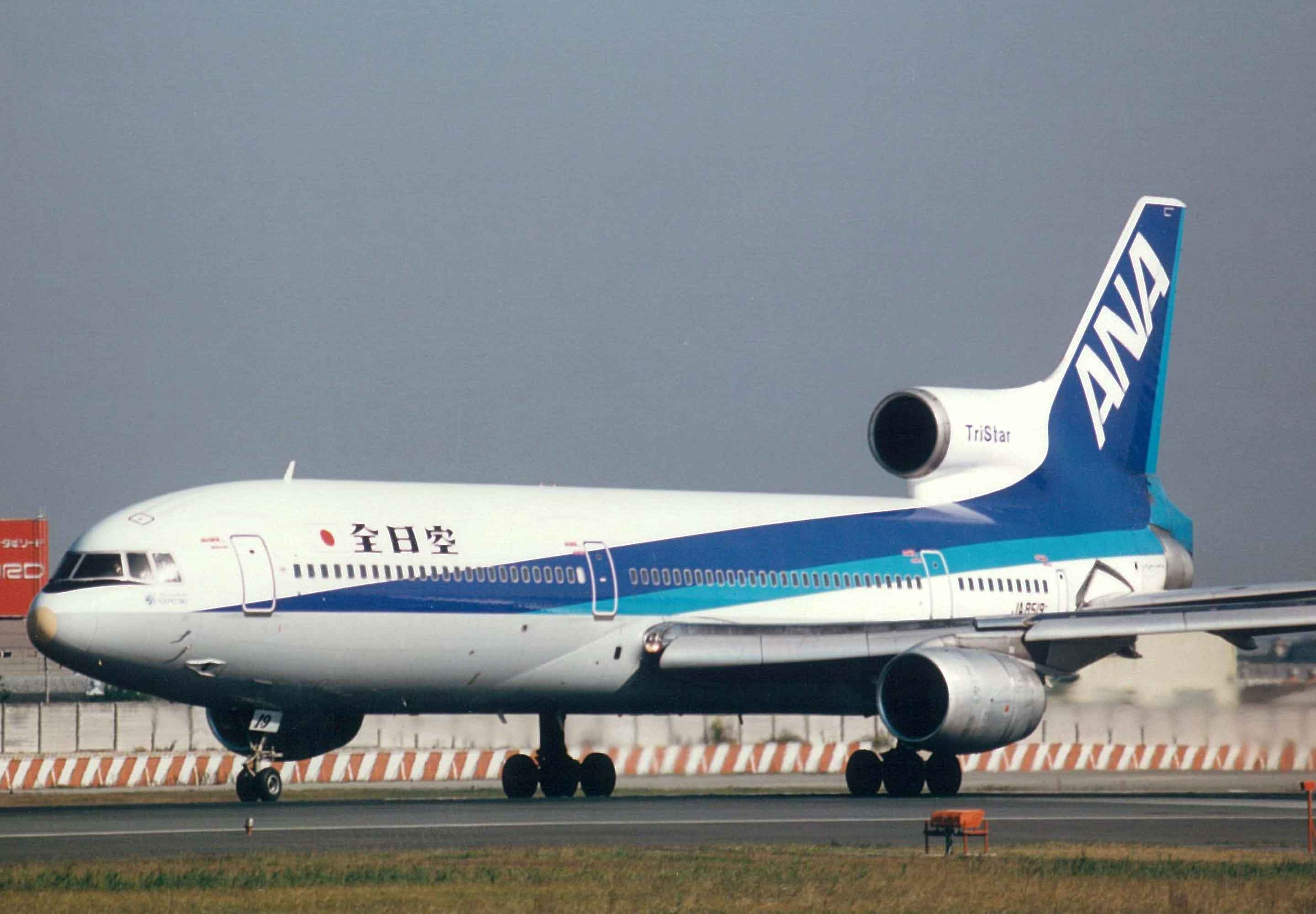
ロッキード社の日本への航空機売り込み工作が、日本政界を大きく揺るがすロッキード事件となった。

田中金脈で深く傷ついた自民党の危機に、いわば緊急避難的な事情で成立した三木政権であったが、公職選挙法改正、政治資金規正法改正、そして独占禁止法改正と、自民党の支持基盤にメスを入れるような政策を次々と実施しようとする三木に対し、自民党内の反発は強まっていた。これは自民党の支持基盤を揺るがす政策を進めようとしているとの反発もさることながら、椎名裁定といういわばイレギュラーな形で総理総裁になった三木が、本格的な改革を進めようとしたことに対する反発も強かった。
金脈問題で世論の指弾を浴び、自民党に深手を負わせた前首相の田中であったが、三木のもたつきを見て動き始めた。田中は1975年（昭和50年）8月に、三木の退陣を前提として椎名暫定政権、または保利暫定政権案を自民党内に流していた。自民党内からその政治姿勢に対する批判を浴びた三木は、靖国神社参拝、独占禁止法改正案の国会再提出の断念など、批判派との妥協を図った。三木の妥協に対して世論の反応は厳しく、内閣支持率は低下して三木政権は危機に立たされた。1976年（昭和51年）に入ると田中は復権を目指し、ますますその動きを強めつつあった。このような政権の危機状態に陥っていた三木の前に、アメリカから大きな知らせが飛び込んできた。
1976年（昭和51年）2月4日、アメリカ上院外交委員会多国籍企業小委員会の席で、ロッキード社が自社の航空機売り込みを図り、工作資金を日本、オランダ、イタリア、トルコなどに投入したことが明るみに出た。いわゆるロッキード事件の発端である。
小委員会はロッキード社のコーチャン副会長らを参考人として召致するなど、調査を進めた。数日間の間に、ロッキード社からの日本向けの工作資金は当時の為替レートで30億円を越えた額であること、そして工作資金はロッキード社の航空機売り込みを図ることをもくろみ、表の代理人役として商社の丸紅、そして児玉誉士夫を裏の代理人役として日本の政府高官に渡された、いわゆる贈賄が行われたこと。そして児玉以外に、国際興業社主の小佐野賢治もロッキード社の売り込み工作に関与していたことなどが明らかとなり、日本の政界は蜂の巣をつついたような騒ぎとなった。
航空機売り込みの便宜を図ることを目的とし、日本政府の高官に賄賂を贈ったというロッキード事件の発覚を受けて、野党はさっそく衆議院予算委員会で疑惑の追及を開始した。三木は日本の政治の名誉にかけても真相を明らかにし、法に触れることが明らかとなれば厳重に処置しなければならないとし、事件の徹底究明への意欲を見せた。党内からの政治姿勢への反発、支持率の低下という危機に直面していた三木にとって、大規模な疑獄事件であるロッキード事件の発覚は起死回生のきっかけとなった。
三木がロッキード事件の徹底究明に努力した動機については、まず自らの政権危機に見舞われている最中に、復権に向けて活動を活発化させていた前首相の田中を追い落とす絶好のチャンスであると判断したためとする説がある。ロッキード事件への関与が明らかとなった小佐野賢治は、田中との親密な関係で知られており、事件に田中の関与があることを想定するのは容易である。三木は金脈問題で首相辞任に追い込まれたとはいえ、強大な力を持ち続けている田中を倒し得る千載一遇の機会を捉えたとするのである。
一方、初当選以来政治浄化を唱え続けてきた三木にとって、ロッキード事件の真相を解明することによって日本の民主主義を守ることが三木の真の目標であり、事件を危機に陥っていた政権の浮揚に利用したり、政争を勝ち抜くために田中の追い落としを図るということではなかったとする見方もある。三木は首相退任後、政権浮揚などの必要性が無くなった後も終生政治とカネの問題、とりわけ利益誘導型の田中政治に対する厳しい批判を続けており、政争目的のロッキード事件徹底解明ではこの点の説明が困難であるとする。
事件発覚から数日以降、アメリカ発の事件に関するニュースが途絶えだした。これはアメリカ政府内のキッシンジャー国務長官らが、各国政府が事件対応で苦境に追い込まれるのを防ぐため、情報開示を制限するようになったためであった。これ以降、事件の究明は日本の国会、政府、そして司法の手にかかるようになった。まず国会は2月9日、事件関係者とされた児玉、小佐野らの証人喚問を決定した。2月16、17日に行われた証人喚問では、小佐野らは肝心な場面では記憶に無いなどと質問をはぐらかしながら疑惑を否定した。なお児玉は病気を理由に喚問を欠席した。2月19日、政府はロッキード問題閣僚協議会を設置し、三木は記者会見の席で改めて事件の真相解明への意欲を強調した上で、政府高官を含めた事件の全資料公開を原則とすること、そして政府高官逮捕に際し指揮権発動を行わない方針であることを明らかにした。
2月23日、衆参両院はアメリカ政府、アメリカ上院に対し、ロッキード事件の解明のため、事件に関する資料の提供を要請する決議を全会一致で可決した。決議可決を受けて三木はフォード大統領宛に、日本の民主政治は事件の真相解明という試練に耐え得る力を持っており、日本の民主政治の発展のために全ての資料の提供を求めるとの内容の、いわゆる三木親書を送ることを明らかとした。なお、親書発送については自民党執行部も外務省も事前の相談を全く受けていなかった。

##### 三木おろしの開始と世論の猛反発
2月24日、東京地検、警視庁、国税局は児玉誉士夫の自宅、丸紅本社などの一斉捜査に入り、ロッキード事件の本格捜査が開始された。捜査の過程で児玉は東京地検の臨床尋問でロッキード社からの資金提供の事実と脱税の容疑を認め、起訴された。
ロッキード事件発覚当初、自民党内では事件の政界への影響については楽観視する意見が多かった。戦後、多くの疑獄事件が明るみに出たものの、皆、真相解明は不十分なものに終わっていた。ロッキード事件もこれまで通り、政界の上層部に捜査の手が伸びる前にうやむやになるものと判断したのである。しかし今回は首相である三木が真相解明に積極的であった。三木の姿勢を見て自民党内では、ロッキード社からの工作資金を受け取ったいわゆる政府高官本人以外にも急速に不安が高まっていった。政府高官名が明らかとなり、もし逮捕されて起訴されたら自民党が受ける打撃は計り知れない。しかも前回総選挙は1972年（昭和47年）12月に行われていたため、任期満了は1976年（昭和51年）12月となり、間違いなく1年以内には総選挙が行われる。自民党内で三木のロッキード事件真相解明を妨害する動きが始まった。
三木のロッキード事件解明への姿勢に対し、最も深刻な懸念を抱いていた一人は椎名副総裁であった。これはもともと椎名の裁定によって三木が総理総裁の座に就いたことによる。椎名は三木がフォード大統領にロッキード事件解明に関する親書を送ったことを批判し、三木に対して絶縁を宣言する。このころから自民党内で三木を退陣させる、いわゆる三木おろしの動きが始まることになる。
椎名の周辺では三木おろし、そして三木後の政権構想がうごめき始める。また三木に対する批判を強めていた田中前首相、そして大平大蔵大臣らが三木退陣への動きを強めつつあった。このような中、まず3月11日にフォード大統領から三木親書の返書が届いた。返書は資料の提供は行うが、あくまで司法による捜査に役立てるための提供であって政治的な利用は認めず、事件が解明されるまでは秘密扱いとするという内容であった。3月24日には三木親書を受けたアメリカ側の提案を受け、日米政府間で司法共助協定が結ばれた。協定では日本の検察に事件資料が提供されるとともに、アメリカ側の事件関係者に嘱託尋問を行うことが定められていた。こうして4月に入って日本の最高検察庁にアメリカ側からのロッキード事件関連資料が届けられた。
田中は4月2日の田中派総会の席で、ロッキード事件に関する自らの関与を否定する「私の所感」を読み上げた。翌日の4月3日、三木は記者会見の席で、刑事訴訟法第47条の但し書きについて述べた。刑事訴訟法47条では訴追に関する書類は公判開廷前の開示を禁じているが、但し書きに「公益上の必要その他の事由があって相当と認められる場合は、この限りではない」との例外規定を設けており、もし不起訴になった場合でも疑いがある政府高官名を公表することがあり得るとしたのである。なお三木に対して政府内の法律関係者は、刑事訴訟法第47条の但し書きについて触れないように助言していたというが、三木は自らの判断で記者会見で刑事訴訟法第47条の但し書き適用の可能性について明らかにした。
ロッキード事件の影響で国会の法案審議は停滞した。低迷していた景気回復を目指した財政特例法案は成立が困難となり、財界の三木離れも進んだ。このような情勢下で、これまで三木派、福田派、中曽根派で支えてきた三木政権から、福田派が離反の動きを見せるようになる。椎名は5月の連休明けに本格的に三木おろしに動き出した。椎名は田中、大平、福田と相次いで会談し、遅くとも通常国会が終了するまでに三木を退陣に追い込むことの合意を取り付けた。田中派、大平派、それに福田派までが三木退陣で合意すれば、党内の大多数の支持を失った三木の政権維持は不可能になり、椎名の三木おろし工作は成功するかに見えた。
しかし三木は猛然と反撃に打って出た。椎名が田中、大平、福田と三木退陣について会談した事実が明るみに出た5月13日、日経連の総会の席で「この難局処理は、四十年ひたすら議会制民主主義に捧げてきた私の政治生活の総決算だと覚悟している、中途半端に、私の使命と責任を放棄することは絶対にない」と宣言し、ロッキード事件究明と政権維持に断固たる決意を明らかにした。三木のロッキード事件徹底解明の姿勢は国民からの支持を集め、一時期低下した内閣支持率も持ち直してきていた。そのような中での椎名の三木退陣工作が明らかになると、世論から「ロッキード隠し」であるとの猛反発を浴びた。激しい世論からの反発に直面した椎名らは狼狽した。またロッキード事件の疑惑の渦中にあった田中と三木おろしについて合意し、三木内閣の有力閣僚である福田、大平が三木政権の退陣工作に乗るというのはいかにも筋が悪い話でもあり、結局椎名主導の三木おろしは失敗に終わった。

##### 田中逮捕と三木おろしの激化

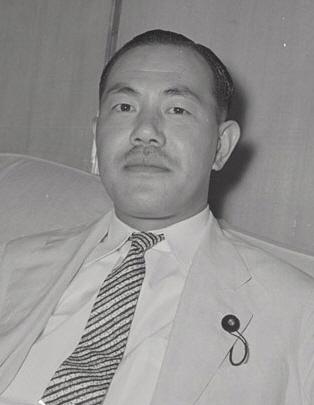
田中角栄の逮捕が三木おろし激化のきっかけとなった。

ロッキード事件の最中、三木を支えていた松野頼三政調会長らの説得を振り切り、自民党から河野洋平、西岡武夫ら6名が離党して新自由クラブが結党された。6月21日には三木と椎名が会談を持ち、三木体制下でロッキード事件の真相解明を進めることで合意した。このころからロッキード事件による関係者の逮捕が始まった。椎名主導の三木おろしを乗り切った三木は、7月半ばには自らの手で総選挙を行う意欲を見せていた。
7月26日、選挙区である新潟県内の川で鮎釣りを楽しんでいた稲葉法相のもとに、法務省刑事局長から電話がかかってきた。電話の内容は田中前首相の逮捕状請求許可を求めるものであった、稲葉は起訴できるのか、公判維持は可能なのかを確認した上で許可を出した。稲葉は中曽根派であったが、派閥の長である中曽根にも知らせることなく、首相の三木にのみ田中逮捕の予定を知らせた。福田は三木から田中逮捕についての相談を受けなかったことに不快感を見せたが、大平、中曽根は連絡を事前に受けても困っていたと話していたという。
1976年（昭和51年）7月27日朝、田中前首相は逮捕された。田中の逮捕はいったん沈静化していた三木おろしを激化させた。福田は三木に対し、党幹部仲間の田中の首を切った血刀をぶらさげたまま政治はできないので、総辞職するように三木に勧めた。そしてとりわけ田中逮捕に憤りを見せたのが主を逮捕された田中派であった。田中派は田中前首相の逮捕により、もはや三木おろしがロッキード隠しと言われる筋合いが無くなったとして三木おろしへと走った。三木に対する憎悪や怨念に突き動かされた田中派は椎名に代わって三木おろしの中核を担うことになり、それにポスト三木を狙う福田派、大平派が同調し、更に中間派も争うように反三木の流れに加担した。三木はまず8月11日、12日と福田、大平と個別に会談を行い、反三木の流れを食い止めようとした。結局この会談の中で福田、大平とも三木を追い詰めることができなかった。
田中は8月17日に保釈されたが、目白の自宅に戻った田中の口から語られる三木に対する憎しみを、田中派議員たちは聞かされることになった。結局8月19日には田中、福田、大平の三派に中間派の自民党国会議員らが参加する、三木おろしを進める挙党体制確立協議会（挙党協）が結成された。挙党協は船田中を代表世話人とし、自民党全国会議員の三分の二以上が参加し、福田、大平を含む三木内閣の閣僚15名が参加した。
挙党協はまず両院議員総会の開催を要求した。三木執行部が要求を拒否すると挙党協側は8月24日に独自に両院議員総会を開催し、臨時国会召集前に党の刷新を行うことを決議した。しかし三木はあくまで退陣を拒否し、8月21日、23日の福田、大平との個別会談、そして24日、25日と行われた三木、福田、大平との三者会談の席でも、福田、大平の臨時国会前の退陣要求を拒否し、あくまで三木政権での臨時国会召集を主張した。なお、三者会談の席で三木は福田、大平の両名に「私が辞めた後、君たちのどちらが首相をやるのか？」と尋ね、福田、大平は「まだ決まっていない」と答え、三木から「後釜も決めずに私に辞めろというのか」と反撃された経過もあった。激しさを増すばかりの党内対立の中、中曽根幹事長らは妥協を模索するが、交渉は決裂した。もはや三木と挙党協との対決はのっぴきならない段階にまで陥っていた。
9月10日、三木はこれ以上臨時国会召集を遅らせることはできないとして、午前の閣議で10月に臨時党大会を開催することを盛り込んだ所信を表明した上で、夕方に改めて臨時の閣議を開催して臨時国会召集を閣議決定すると宣言した。三木は臨時国会を開催した上で衆議院解散を断行するつもりであった。しかし挙党協側の15名の閣僚は三木に激しく反発し、結局この日夕方からの閣議は5時間に及んだ。三木は15名の反対派閣僚を罷免して、三木を支持する5閣僚に3閣僚ずつ兼務させた上で臨時国会を召集し、解散に持ち込むことを検討した。実際に井出一太郎官房長官の指示で、閣僚罷免についての法律上、手続き上の問題を調べており、反対派閣僚を罷免した上での解散断行の手続きも進んでいた。しかし結局三木はその方法を選択することは無く、緊迫した閣議は井出官房長官の「まあ、お茶でも入れましょうや」のひとことで散会となった。
三木は15名の閣僚を罷免して臨時国会召集、解散というのはファッショと呼ばれる、民主主義のルールは守らなければならないとの考え方に基づき強硬策の採用を断念した。反対派閣僚を罷免した上で臨時国会を召集し、衆議院を解散して己の所信を国民に問うという方法を選択しなかったことについては、三木の政治家としてのバランス感覚を示すものとする見方と、強力な政治力が求められる強引かつ重い決断が必須な情勢であったのにもかかわらず、決断力不足という三木の政治家としての限界を示したものとの見方がある。
ところで自民党内の三分の二を越える反三木勢力に対峙せねばならなかった三木と同じくらい、反三木勢力側も重いジレンマに悩まされていた。もし三木が閣僚を罷免した上で臨時国会を召集して衆議院解散を断行した場合、総選挙では自民党の分裂が決定的となり、挙党協はロッキード隠し勢力と見なされて惨敗を喫しかねなかったからである。政権を失う可能性の高さを考えると、すでに首相を務め上げた上、ロッキード事件で逮捕されたことによる三木に対する怨念に取り付かれた田中や、領袖を逮捕されて三木に対する憎悪が強い田中派以外、このようなリスクを抱えながら三木退陣要求で突っ走り続けることには無理があった。特に福田、大平にとっては自らの首相への道を閉ざされかねず、強行一本槍の対応は取り得なかった。これは他の挙党協幹部にとっても事情としては同じであり、8月24日の両院議員総会の席では三木総裁解任を要求する田中派を抑えていた。結局三木と挙党協はぎりぎりのところで妥協が図られることになった。
9月11日の朝、中曽根幹事長と大平蔵相が会談し、中曽根幹事長から両院議員総会を開催し、首相から臨時国会では解散を行わない旨表明するとの提案がなされた。前日三木が反対派閣僚罷免という強硬策に出なかったこともあって挙党協側も妥協に転じており、大平は中曽根の提案を受け入れ、続く中曽根と福田の会談でも福田は中曽根案を受け入れた。福田、大平への根回しの後、三木、中曽根、保利、船田の会談が開かれ、三木と挙党協との激突による自民党の分裂は回避された。
9月14日に開催された両院議員総会の席で三木は、臨時国会で挙党的な協力体制のもと審議が進めば解散はないこと、10月に総選挙への体制固めを行うために臨時党大会を開催すること、そしてロッキード事件を党再生の契機とし、党の体質を一新することの三点を所信として述べた。結局三木は事実上解散権を封じられることになったものの、挙党協側から進退を強要されることは免れることができた。
田中前首相逮捕から約一週間後という、ロッキード事件の捜査が佳境に入った時期の8月4日の深夜、鬼頭史郎判事補が布施検事総長を名乗り、三木にニセ電話を掛けるニセ電話事件が発生した。検事総長を騙った鬼頭は、田中前首相の公判維持は困難であり、それよりも中曽根幹事長の疑惑が強まっていて、首相が指揮権を発動して捜査を止めるしかない状況であるとして、三木に指揮権発動の言質を取ろうとした。三木は鬼頭の策略に乗せられなかったが、結局秋になって事件が発覚し、鬼頭は判事補を罷免されることになる。

##### 内閣改造と党役員人事
1976年（昭和51年）9月15日、三木は党役員人事と内閣改造を行った。党役員人事では、まず挙党協側から強い批判を浴びていた中曽根幹事長の交代が図られた。中曽根自身も三木政権はもう先が長くないと読んでおり、幹事長退任を了承した。そして椎名副総裁は辞任を拒否し留任となった。党三役について三木は当初、福田派であるがこれまで政調会長として三木を支えていて、政治力もある松野頼三を幹事長とし、中曽根派の桜内義雄を総務会長、大平派の内田常雄を政調会長とする人事案を考えていた。しかし三木への接近が目立つ松野の幹事長就任に福田、大平を始めとする反三木勢力が強く反発したため、結局内田幹事長、松野総務会長、桜内政調会長という陣容となった。
続く内閣改造では、挙党協に参加しなかった稲葉法相、永井文相、河本通産相、井出官房長官、坂田防衛庁長官は留任となったが、福田副総理兼経済企画庁長官、大平蔵相以外の挙党協参加の13閣僚はいずれも再任されず、しかも三木おろし最大の推進勢力であった田中派からの閣僚は、衆議院議員ではこれまでの3名から1名（科学技術庁長官の前田正男）へと減らされるなど、三木と挙党協との激しい権力闘争の中で、三木寄りの人物への論功行賞という色彩が濃い人事となった。

##### 更に続く暗闘
党役員人事と内閣改造後も三木と挙党協側との暗闘は続いた。三木はロッキード社から現金を受け取りながら、刑事訴追を免れた政治家たち、いわゆる灰色高官の氏名公表問題に頭を悩まされることになる。先述のように三木は4月3日の記者会見で明らかにしたように、刑事訴訟法47条の但し書きを援用して灰色高官の氏名公表を行うことを考えていた。しかし「公益上の必要その他の事由があって相当と認められる場合は、この限りではない」との例外規定の適用を判断するのは基本的に司法の領分であり、政府がこの但し書きに基づいて灰色高官の氏名公表に踏み切るのは法に対する政治の介入であるとして、三木の灰色高官名公表の方針には法務、検察当局からの強い反対もあった。
10月15日、稲葉法相は衆議院ロッキード問題特別委員会の席で、ロッキード事件で逮捕された田中角栄、橋本登美三郎、佐藤孝行以外に灰色高官は14名いると報告した。しかし野党側は稲葉の報告に納得せず、あくまで氏名を公表するよう迫った。結局三木は収賄の容疑が濃厚であるものの、時効ないし職務権限の関連で起訴が見送られた政治家の氏名公表に踏み切る決断をした。11月2日にはロッキード問題特別委員会の田中伊三次委員長から委員長提案として、時効で不起訴になった政治家、職務権限はないもののトライスター売り込みに関して金銭を授受した政治家について、政治的道義的責任があるとして氏名公表を行いたいとの提案を行った。これは政府が自らの判断で灰色高官名を公表せず、国会の要請に基づいて灰色高官の氏名を公表する形として、法務、検察当局からも受け入れ可能なものとする狙いがあった。
11月4日、ロッキード問題特別委員会は秘密会を開催し、稲葉法相は時効により不起訴となった政治家として福永一臣、加藤六月の二名、職務権限がないため不起訴とした政治家として二階堂進、佐々木秀世の二名の名を挙げた。この灰色高官名公表は挙党協側から強い反発を受けた。
挙党協側も体制固めを進めた。三木退陣後、福田と大平の間でどちらが次の首相となるのか決まっていなかったことが挙党協の弱点であった。結局ポスト三木は福田に一本化され、挙党協は10月21日に総会を開き、福田後継を正式に決めた。三木改造内閣は戦後初めて昭和51年度当初予算から赤字国債の発行を組み入れることを決め、また防衛費をGNP1パーセント以内とする方針とすることを閣議決定する。この二つの政策課題の決着を見届けた上、11月4日の臨時国会閉幕後、挙党協から次期首班とされた福田副総理兼経済企画庁長官は辞任した。このような動きの中、三木は12月には衆議院議員の任期満了が迫っている状況から、もう総選挙を前に党総裁を交代させる余裕はなく、全ては総選挙が決めると判断しており、挙党協の動きを気にしないようになっていった。
一方党三役は9月の両院議員総会で決まった10月開催予定の臨時党大会の扱いに頭を悩ませていた。しかし総選挙が迫る10月に臨時党大会を開催するのが非現実的であるとの認識は挙党協側も共有しており、10月29日、党三役と挙党協側の幹部が話し合った結果、臨時党大会は総選挙後、特別国会の開催前に行うことで意見がまとまり、総選挙は三木政権下で行い、総選挙後の体制は特別国会前に開催される臨時党大会で決める方針となった。11月6日の持ち回り閣議で、第34回衆議院議員総選挙を12月5日に行うことを決定し、戦後初の任期満了による衆議院議員総選挙となった。

#### 総選挙敗北による退陣
激しい三木おろしを何とかしのぎ切り、自らの政権で衆議院選挙を行うことができた三木であったが、三木と挙党協との激しい対立によって自民党は事実上分裂選挙となった。挙党協は次期首相候補の福田を押し立て、派閥解消実行委員会という事実上の選挙対策本部を立ち上げ、三木執行部の党本部とは別個に候補者の地盤調整、資金援助を行った。選挙戦開始直後、三木は東京で第一声を挙げたが、福田は大阪で、ロッキード事件解明にかこつけて国民が期待する景気回復という仕事をなおざりにするのは許されないという趣旨の、三木の政治姿勢を痛烈に批判した第一声を挙げた。党本部は12日に日比谷野外音楽堂で演説会を企画したが、福田は現れなかった。また地方からは党総裁である三木の遊説を拒否するところも出た。このようにはっきりとした分裂選挙になってしまった自民党では、もちろん選挙の盛り上がりも欠けた。
第34回衆議院議員総選挙では、三木政権で改正された公職選挙法、政治資金規正法が適用された初の全国的な選挙となった。法改正の結果、選挙運動はこれまでのやり方から変更を余儀なくされたが、とりわけ政治資金規正法の改正と財界の三木離れの影響で、自民党の選挙資金調達は困難となり、結局前回総選挙の半分以下の金額しか集められなかった。
選挙戦終盤になって各種世論調査で自民党の苦戦が伝えられるようになると、自民党内にようやく深刻な危機感が生まれた。もし自民党が地すべり的な大敗を喫すれば、政権の座そのものから滑り落ちることになり、選挙後の政権が三木とか福田とかなど言っていられなくなるからである。投票を2日後に控えた12月3日、ようやく三木と福田は同じ自民党の選挙カーに乗って握手を交わすことになった。
12月5日の選挙結果は自民党の大敗となり、公認候補では過半数割れとなる249議席、保守系無所属の追加公認を加えてようやく過半数に達した。12月の総選挙時には、ロッキード問題を徹底追及する三木と、ロッキード隠しの挙党協という構図は色褪せたものになってしまっており、国民は三木と挙党協との争いは自民党内の醜い権力闘争と見るようになっていた。
総選挙直後、三木は選挙結果について責任を痛感していて、責任を回避するつもりはないとの内容のコメントを出し、退陣を示唆していた。その後真鶴の別荘に篭り、「私の所感」という文書を作成した。なお、私の所感執筆に三木は一週間かけたと伝えられている。12月17日、三木は私の所感を党三役に提出し、正式に退陣を表明した。所感の中で三木は退陣を表明した上で、長老政治の体質打破、ロッキード事件の徹底解明と金権体質、派閥抗争の一掃、全党員参加による総裁公選制度の採用という3点の自民党改革に向けての提言をした。
12月23日、自民党衆参両院議員総会で三木の総裁辞任が認められ、ただちに党大会に代わる位置づけの両院議員総会で満場一致で福田が新総裁に選任された。翌24日、三木内閣は総辞職し、首班指名選挙で福田が首相に指名され、福田内閣が成立した。

#### 首相時の三木の生活と政治スタイル
三木は前首相の田中が利用しなかった総理大臣公邸での生活を選んだ。当初は首相就任直後の1975年（昭和50年）1月に入居予定であったが、公邸にはゴキブリとネズミが大量発生していて、とりあえず駆除をある程度行った上で、総理に就任して約4ヶ月後の3月になって三木は公邸に入居した。しかし相変わらずゴキブリは多く、食器もほとんど無くて来客対応にも事欠くありさまだったので、妻の睦子がとりあえず食器を揃えたという。また公邸は広いものの、書斎兼食堂兼居間のような日常私用する部屋が一つあって、あとは日本間、立派な応接間、客用の食堂などがあるという構造で、当時の首相公邸はあまり使い勝手が良くなかった。三木夫婦は三木の首相時代、通常月曜の朝から金曜の夕方まで公邸で生活し、金曜の夜には渋谷の南平台の私邸に戻り週末を私邸で過ごし、また月曜の朝に公邸へ戻るという生活をしていた。
また首相時代の三木の主席秘書官は、三木が大学時代に下宿をしていた下高輪の竹内君江家の子息、竹内潔であった。また他の秘書官には娘婿の高橋亘、報道担当には中村慶一郎らがいた。
前任者の田中が官僚を上手く利用していたのに対し、三木は官僚を積極的に活用せず、官僚外のブレーンを主に活用した。首相就任直後の三木の政治改革の方針を示した三木私案は、田中内閣の副総理を辞任した後に三木のブレーンである有識者らの意見を参考に取りまとめたものであり、独禁法改正案も小宮隆太郎らのブレーンの経済学者らの協力があったとされている。そして日米首脳会談でも平沢和重や国弘正雄らを活用し、ライフサイクル計画の立案には村上泰亮や小宮隆太郎らが係わっていた。これら三木のブレーンとなった学者の何名かは、大平政権、中曽根政権でも政権のブレーンとして活躍することになる。
三木政権では党の執行部は他派閥が握っており、三木派の人材不足もあって、政策の立案、調整や根回しは三木本人が行うことが多かった。三木は電話魔であり、自民党や財界ばかりではなく野党の幹部に至るまで、首相在任中の三木は、多い日には一日二、三十件の電話をかけていた。また三木は説得の手段として親書を送ることも多かった。演説に定評があった三木は、施政方針演説の原稿は各省庁の要望、専門家などの意見などを参考にしながらも、推敲を重ねて自らの政治姿勢を示すものにする努力を惜しまず、またテレビ出演や地方遊説に向かう最中も演説の推敲を続け、三木の鉛筆なめなめ病と揶揄されるほどであった。そして三木は一対一での説得を得意としており、三木おろしの際の福田、大平との会談でも三木の説得術の高さは遺憾なく発揮された。当時の政界には三木とさしで会うと危ないという言葉があったほどであった。

#### 三木政権の位置づけ
三木は金脈問題で世論からの厳しい批判を浴び、退陣に追い込まれた田中政権の後に、金権批判をかわすことを目的とした緊急避難的な事情で首相に選ばれた。三木は自民党内では党内最左派とされ、少数派閥を率い、傍流とされていた人物であり、いわゆる保守本流が傍流の三木に政権を委ね、期待したことは、金脈問題という金銭スキャンダルで傷ついた自民党政権の、いわば管財人として政権を運営することであった。
しかしいったん政権を獲得した三木は、自民党内で期待された管財人的な役割を越え、自らの政治的な理想を追求しようと試みた。吉田茂によって基礎が固められた日本の保守政治は、1970年代に入って国際政治情勢の変化、高度経済成長のひずみなどの国内情勢の変化を受けて、変革が求められていた。三木は当時政権を担った三角大福というライバルたちとともに、己の得意な分野で変革が必要とされた保守政治の修正を試み、保守政治に新たな方向性を見いだそうとしたものと評価できる。特に政治学者の田中浩は、三木政権以降の保守政権の目玉政策が、1990年代以降の政権においても繰り返し取り組まれることになったことに着目し、三木政権の成立が吉田政権以降の保守政権からの一大転換期となったと評価している。
三木が保守政治の修正の中で特に力を入れたのが、政治改革と公正な社会の実現という分野であった。公職選挙法改正、政治資金規正法改正といった三木の政治改革への試みは不十分なものに終わったものの、後年の海部政権、宮沢政権、細川政権で見られた政治改革への流れを先取りしたものであると評価できる。また公正な社会の実現としては独禁法改正があったが、この試みは自民党内からの強い反発を受け、挫折した。三木政権は政治改革の面では一定の成果を挙げたが、戦後政治の枠組みまでに切り込む改革には失敗した。これは三木が保守政党である自民党内の革新派、いわばあくまで体制内の革新派であったという限界によるものと考えられる。また石川真澄は、三木以降誰も政治とカネの問題に本腰を入れて取り組もうとしないことを指摘しつつ、三木がその所属した自民党という保守体制内に与えた影響は極めて小さかったと断じている。

### 首相退任後の三木

#### 権力闘争が続く自民党と三木
三木の後を継いだ福田政権は、与野党伯仲の中での厳しい政権運営を強いられたが、福田、田中、大平三派に支えられ、党内での立場は比較的安定していた。三木派からは幹部の河本敏夫（三木内閣で通産相）が政調会長、続いて通産相を務め、要職を歴任する中で自民党内の実力者となっていった。福田は三木が政権退陣時に発表した「私の所信」を引き継ぎ、1977年（昭和52年）4月の自民党党大会で総裁選に全党員による予備選挙を導入することが決定された。
比較的安定していた福田政権であったが、内部では福田と幹事長となった大平との綱引きが進行していた。福田は衆議院解散、総選挙に打って出て、与野党伯仲状態を解消した上での総裁再選を狙った。しかし大平らの反対もあって結局解散総選挙は叶わず、1978年（昭和53年）11月に総裁選を迎えることになった。三木も総裁選に出馬する気持ちがなかったわけではないが、立候補したところで福田、大平の後塵を拝することは明らかであり、三木派内からも出馬の声は高まらなかった。しかし三木派から誰も総裁選に出馬しないとなると他派閥の草刈場となりかねず、三木派からは三木の打診で河本が出馬。福田、大平、中曽根康弘とあわせて、4人での対決となった。
ロッキード事件の裁判を抱えていた田中にとって、福田よりも盟友である大平の方が政権担当者として安心感があった。田中は大平への全面支援を決断し、田中派が中核となって全国の党員に対して大平への投票を働きかけた。三木は決選投票時には田中が支援する大平ではなく、福田の支持に回る予定であったと言われている。しかし11月27日の予備選挙開票の結果は大平が1位となり、福田は本選への出馬を辞退した。三木の「所信」から実現した全党員による総裁予備選は、結果として党員の末端まで派閥の系列化が進むという皮肉な結果をもたらした。
大平執行部において、三木派からは河本が政調会長になる。これを契機に三木から河本への派閥の継承が進むかと思われたが、三木は派の実権を握り続けた。大平は1979年（昭和54年）9月に衆議院を解散し、総選挙に打って出た。大平は財政難克服のため、一般消費税の導入を訴えた。しかし解散直後に日本鉄道建設公団の不正経理が明るみに出て、税金の無駄遣いに対する国民の批判が高まる中でも増税を唱える大平の姿勢に、世論や野党のみならず自民党内からも批判が殺到した。結局選挙戦の最中に大平は一般消費税を引っ込めざるを得なかった。10月7日の投票日は全国的に荒れ模様の天気となり、投票率は伸び悩んだ。自民党は前回のロッキード選挙を更に下回る248議席と惨敗を喫した。一般消費税問題と、低投票率が敗因と考えられた。
10月8日、三木は大平の選挙敗北責任追及の口火を切った。前回選挙の自身と同様、選挙敗北の責任をとって辞任するよう求めたのである。福田、三木、中曽根三派の議員たちが相次いで大平の辞任を要求し、大平の辞任をあくまで拒否する大平、田中両派との間にいわゆる四十日抗争が勃発する。大平は事態打開を図って三木、福田、中曽根と個別に会談するなどしたが結局両者の間の溝は埋まらず、大平、田中両派の主流派は大平を首相候補とし、反主流三派は、「自民党をよくする会」を結成して福田を首相候補とするという、同一政党から二名の首相候補が出るという異常事態となった。
11月6日、首班指名選挙の本会議を前に行われた「自民党をよくする会」の総会の席で、三木は「主流派との戦いは、力と道義との戦いであるとし、道義が数やカネの力に敗れてはならない」と主張し、総選挙敗北という国民の審判を受けても辞めようとしない大平と、数、そしてカネの力で大平を支える田中を痛烈に批判した。
首班指名選挙の結果、大平が福田を抑えて首相に選ばれた。首班指名選挙では分裂した自民党であったが、組閣、党役員人事では分裂は避けられ、これまで通りの各派閥均衡の人事が行われ、表面上いったん自民党内の混乱は収まった。ただし第2次大平内閣では三木派からの閣僚は、三木派内で主流派寄りの動きをした人物が選ばれ、更に阿波戦争のしこりがあって三木と関係が悪い後藤田正晴を入閣させるなど、三木や三木派にとって厳しい人事であった。三木や福田は引き続き、大平政権を継続させて自身の政治生命の継続、さらなる拡大を目指す田中に対して反発し続けることになる。
1980年（昭和55年）4月には、反主流三派が自民党刷新連盟（赤城宗徳代表世話人）を結成し、大平政権との対決姿勢を強めた。野党提出の内閣不信任案提出への対応を巡って、強硬論を唱える三木に対し、福田は自重するよう働きかけていた。しかし5月16日の不信任案採決当日になって、三木は衆議院第一議員会館の会議室に立てこもり、人を呼び集める事態となった。福田や中曽根、そして自民党刷新連盟の幹部も集結する中、本会議開会の時間を迎え、桜内義雄幹事長が二度に亘り説得を試みるものの、三木や福田は動こうとはしなかった。中曽根は不信任案採決寸前に本会議場に入ったものの、三木や福田らは動かなかった。結局69名もの自民党議員が採決を欠席したため、不信任案は可決されてしまった。
内閣不信任を受けて大平は衆議院を解散する。5月20日に反主流派は河本、安倍晋太郎を代表世話人として党再生協議会を結成し、大平執行部との対決姿勢を強めた。しかし衆議院解散は参議院議員通常選挙と時期が重なり、衆参同日選挙が行われることになり、参院選候補は派閥を横断した形での支援を要していた。そして党再生協議会の議員も落選を恐れるようになるなど、分裂の危機感に直面した自民党内には求心力が働くようになった。更には自民党分裂を嫌う財界の働きかけもあり、5月22日には執行部と党再生協議会の間に妥協が成立し、またしても自民党は分裂を免れた。
大平は選挙戦の最中に倒れ入院となり、6月12日に死去する。大平の急死はこれまでの激しい抗争とうって変わって自民党の団結をもたらし、弔い合戦の掛け声の中、6月22日の衆参同日選挙は衆参両院とも自民党が圧勝する。選挙後、大平派の幹部で総務会長を8期務め、党内調整役として定評があった鈴木善幸が政権の座に就く。
大平政権下での激しい党内抗争において、三木は福田とともに反主流派の先頭に立ち、田中、大平らの主流派と激しく対立した。三木には同一政党から二人の首相候補が出て、与党自民党議員の大量欠席によって内閣不信任案が可決するという事態を生み出した責任があるとの意見もある。

#### 三木派の解散と河本派の結成

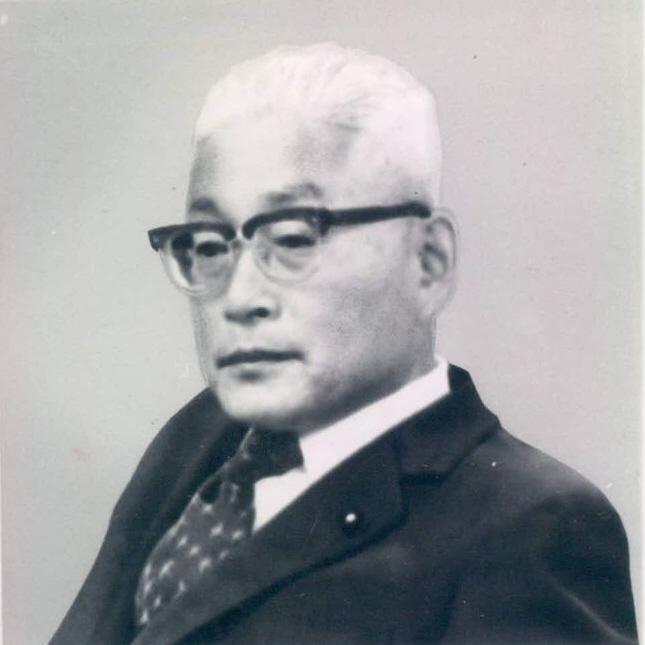
三木派を引き継いだ河本敏夫。

三木派内部では、三木の首相在任前後から幹部の河本敏夫が有力な総裁候補とみなされるようになっていたが、会長は三木が引き続き務めていた。河本は三木派を解散した後に河本派を旗揚げすることで代替わりをすることをもくろみ、衆参同日選挙の選挙中から派閥解消を訴えていた。また総裁予備選での党員票上積みを狙い、母校の日大の人脈を生かして系列党員の大量入党を進めていた。
1980年（昭和55年）6月22日の衆参同日選挙で自民党は圧勝した。選挙後の6月27日に三木派の総会が開かれた。三木はかねてから派閥の弊害を唱えており、三木派は他派と異なり政策集団であるとの自負もあったが、石田博英が派閥解消を強く主張したこともあり、三木は派閥解消の先陣を切るとして三木派の解散を表明した。しかし三木派の解散直後、河本は狙い通りに河本派を旗揚げし、結局三木派は河本派に代替わりした形となった。

#### 政治浄化への執念と軍縮議連会長就任
三木は首相退任後も、初当選以来一貫して唱え続けてきた政治浄化に向けての活動を続けた。1979年（昭和54年）7月、三木は首相の大平に、カネのかからない選挙を目指した「選挙浄化特別措置法要綱」を提案した。そして1980年（昭和55年）1月号の政策研究誌上で、「政治再建元年」と題し、ロッキード事件後もカネにまつわるスキャンダルが続発している状況を踏まえ、道義的な感覚を持ち、カネによる政治を排することを訴えた。2月には、三木は自民党最高顧問となる。
1982年（昭和57年）8月、文藝春秋誌上で三木は「田中角栄君驕るなかれ」を発表した。これは三木の政治浄化に関する考えの集大成と言えるもので、政治が利権の手段と堕し、金権的な政治体質が蔓延している現状を憂い、政治とカネの問題を解決していくように訴えた。三木は田中にロッキード事件の論告求刑が行われた1983年（昭和58年）1月26日、再び政治浄化の必要性を訴えた。そして一審で有罪判決が下された10月12日、田中に対して議員辞職を促した。
中曽根政権下の12月18日に行われた第37回衆議院議員総選挙の結果、自民党は250議席と敗北した。三木は最高顧問として中曽根の敗北責任を追及したが、中曽根より「いわゆる田中氏の政治的影響力を一切排除する」との総裁声明が出された結果、中曽根に対する批判は鎮静化、続投となった。
1984年（昭和59年）の総裁選時、中曽根に不満を持つ鈴木前首相が中心となって二階堂進を擁立する工作が行われた。鈴木は二階堂を擁立することによって中曽根と田中の間を離間させることを狙ったのである。鈴木はまず福田に擁立工作を持ちかけ、中曽根の政治姿勢に不満を持つ公明党、民社党も工作に巻き込んでいった。三木もまたこの工作に同調したが、肝心の田中が反対したために頓挫し、中曽根が総裁に再選された。
三木は体力の衰えが明らかになってきた1985年（昭和60年）12月に、石川真澄を私邸に呼び、カネのかからない選挙のための法案を考えていると言って意見を求めた。これは脳出血で倒れる半年前のことであり、三木は政治生活の終盤に至るまで政治浄化に執念を燃やし続けていた。
また、平和運動にも積極的に取り組み、1983年9月、国際軍縮促進議員連盟の会長に就任する。三木は平和研究所を設立する構想を持っており、研究所開設時には、スウェーデンのパルメ首相と西ドイツのブラント元首相を日本に招くことを考えていた。そして三木政権で閣議決定した防衛費GNP1パーセント枠制限を1985年、中曽根政権が解禁しようとした際、福田、鈴木の首相経験者とともに反対を表明した。

#### 議員在職50年と死去
三木は1984年（昭和59年）ごろから体力の衰えが見られるようになった。しかしこの年の春から夏にかけて東南アジア三カ国歴訪と、スウェーデンの訪問予定があった。東南アジア歴訪ではタイのプレーム首相、インドネシアのスハルト大統領らとの会談を行った。東南アジア歴訪中も体調不良を見せていた三木は、帰国後も体調がすぐれなかったものの、軍縮議連会長として三木はスウェーデンを訪問、平和問題のエキスパートであったパルメ首相との会談を行った。スウェーデンから帰国した三木の打撃となったのが、明治大学の学生時代に下宿していた家の息子であり、三木の秘書を務め、そして参議院議員となっていた竹内潔の急死であった。竹内の葬儀の際に三木は立てなくなり、またこのころから不眠に悩まされるようにもなり、軽井沢の別荘で静養に努めたものの、体力の衰えは明らかになってきた。
1985年（昭和60年）、三木は夏季、軽井沢の別荘でゆっくりと過ごし、大きな出来事もなかった。しかし1986年（昭和61年）2月5日、肺炎で緊急入院する。入院中にパルメが暗殺され、首相の中曽根から弔問に行って欲しいと打診があったが、体力に自信が持てなかった三木は断った。このころには衆議院の解散総選挙への動きが出てきており、三木も3月15日にはいったん退院、出馬へ向けての準備を進めていたが、体力の衰えから、選挙活動に三木本人が出るのは難しいと考えられた。
6月2日に衆議院が解散するが、6月4日に脳内出血で倒れ、国立医療センターに入院となる。出馬するかどうか迷ったというが、選挙区での事情もあってすぐに辞めることも難しく、結局出馬した。選挙戦は娘の高橋紀世子が中心となって乗り切り、7月6日の第38回衆議院議員総選挙で三木は19回目の当選を果たす。

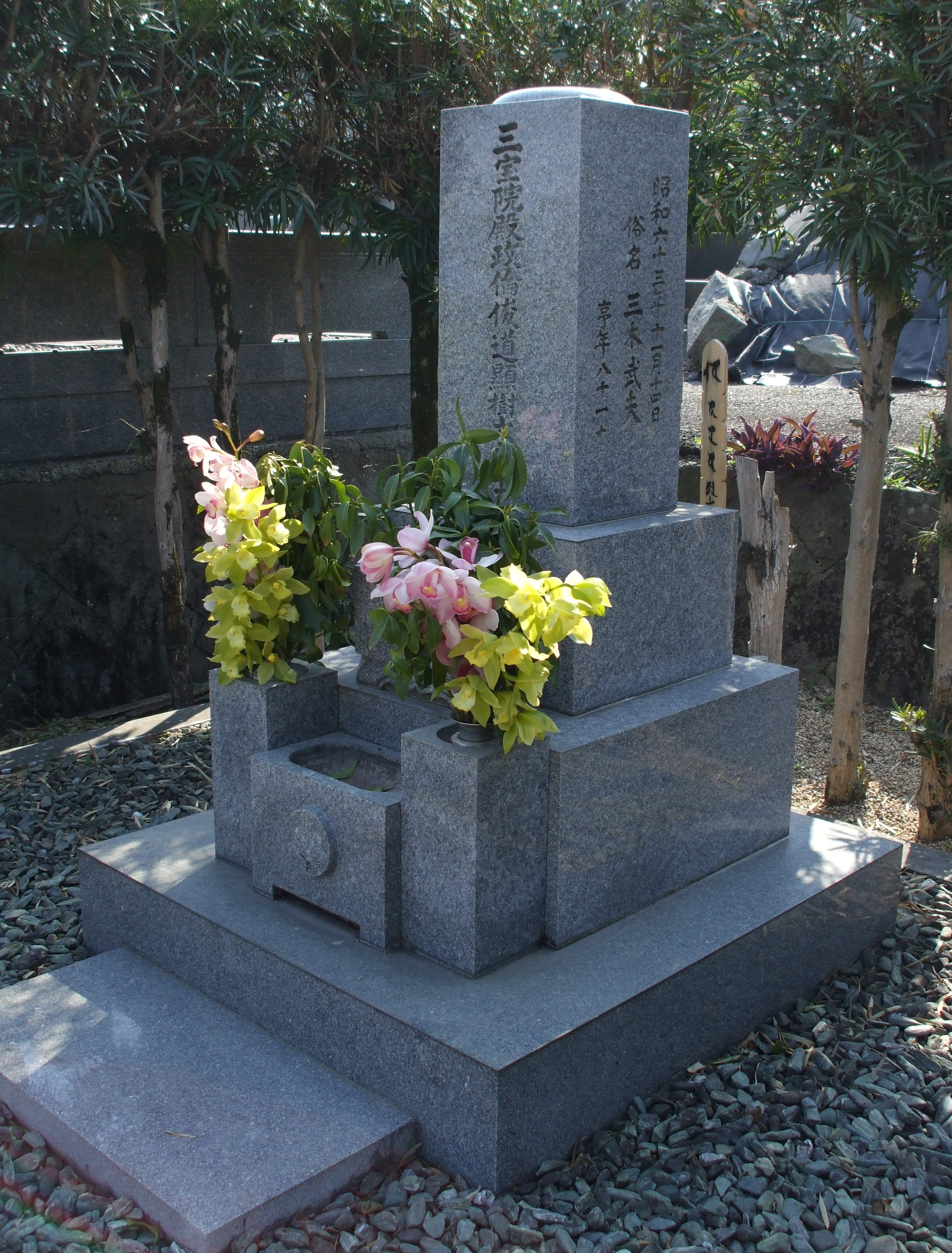
阿波市内の神宮寺にある三木武夫の墓。

入院は続いていたが、病状は夏を過ぎると幾分回復し、院外外出もできるようになった。1987年（昭和62年）4月に議員在職50年を迎え、衆議院では尾崎行雄に次ぐ二人目の名誉議員となった。三木は国会に登院して国会表彰の謝辞の演説を行いたいと、原稿を用意して演説の練習もしていたが、風邪を引き発熱したため出席は叶わなかった。病気で国会に登院できないことを気に病んでいて辞職も考えていたというが、同僚の国会議員たちの意見もあって結局辞職しなかった。体力は再び低下していった。
1987年（昭和62年）10月1日、国立医療センターから三井記念病院に転院する。この年の暮れ、すい臓に影があることが発見された。影はすい臓ガンであり、年齢や全身状態から手術は不可能であった。ガンの進行は早くなかったものの、1988年（昭和63年）9月には肝臓に影響が出るようになった。11月13日には親族に目が離せない状態となったとの連絡があり、翌14日、死去した。81歳だった。解剖の結果、すい臓からの出血が心不全を起こしたことが死因とされた。

### 葬儀と栄典
死去後、遺体は病院から国会前を通って自宅へと戻り、11月17日に芝の増上寺で三木家の葬儀が営まれた。続いて12月5日には日本武道館で内閣・衆議院の合同葬が行われ、更に12月25日には故郷の徳島市立体育館で県民葬が行われた。墓は故郷である徳島県阿波市内の神宮寺にあり、分骨はされていない。
11月15日、正二位大勲位菊花大綬章が贈られた（正五位からの進階、勲四等からの昇叙）。12月20日には土井たか子社会党委員長により、衆議院本会議の席で追悼演説が行われた。そして1990年（平成2年）11月18日に衆議院名誉議員の称号が与えられ、11月28日には衆議院正面玄関に胸像が設置された。

## 人物と評価

徳島県阿波市の土成中央公園にある三木の銅像。政治学者の苅部直は、逆風に向かって屹立する、高邁にして孤独な三木の政治家像をあざやかに伝えていると評す。

三木は極めて毀誉褒貶が激しい政治家であり、評価が定まっていない、ないしは評価の難しい政治家とされる。自由民主党総裁、首相まで務めた保守政治家でありながら、いわゆる進歩的な政治家、学者、ジャーナリストからの評価が高く、その一方で保守陣営からの評価が低いとする分析もあるが、そのような二分論では上手く整理できないとする意見もある。

### 政治理念、政治姿勢について
三木の政治姿勢の特徴として、初当選以来晩年に至るまで一貫して金権政治の打破、政治浄化を訴え続け、金儲けではなく理想の追求こそが政治家の仕事であると唱え続けていたことが挙げられる。三木のこのような姿勢は、利権や汚職まみれであると見なされていた多くの自民党議員とは異なり、国民から清潔な政治家とされることに繋がり、自民党に批判的な人々からも支持を集めることに成功した。三木の政治姿勢を示す言葉として、「議会の子」、「クリーン三木」があるが、議会の子は1970年代前半、クリーン三木は1974年（昭和49年）以降に用いられるようになったことが確認されており、田中金脈問題やロッキード事件によって政治とカネの問題がクローズアップされる中、金権政治に対抗する三木にふさわしいフレーズとして用いられるようになったと考えられる。
その一方で、三木は戦後小会派、そして保守合同後は自民党の小派閥に属しながら、多数派間にある対立を巧みに突き、したたかに政治的影響力を保持し続ける権謀術数に長けた面も指摘できる。社会党の水谷長三郎、または吉田茂が三木を評した言葉とされる「バルカン政治家」という言葉は、こうした三木の一面を表現したフレーズである。しかし三木はこの自らの政治姿勢を揶揄した「バルカン政治家」という言葉をも、「私はこれを汚名とは思っていない、むしろ理想を持ったバルカン政治家でありたい」と言い、少数派を率いながら理想に向かって邁進するという自己イメージに取り込んでしまう。
政治学者の北岡伸一は、このような三木の政治姿勢を、何か積極的な目標に向かって進むものではなく、行き過ぎにブレーキをかける政策を取る政治家であり、アンチテーゼはあってもテーゼや方法論に欠け、また強力な政治力を振るったり強引な政治手法を取ることもなかったと評し、更に政治資金規正法改正、独禁法改正などの三木の目玉政策について批判している。一方、やはり政治学者の若月秀和は、三木にとって政治は自らの理想を語り、追求していくことが全てであり、政治浄化に全力を傾注した結果、経済や外交といった国政の最重要課題がなおざりにされ、自民党の団結も阻害され、国政の停滞を招いたと批判している。なお三木の政治的治績が十分なものであるとはいえないとの評価は、三木の政治姿勢を評価する人たちにも見られ、内田健三は、政治腐敗が起きるたびに三木の政治理念は想起され、政治の原点として警鐘を鳴らし続けていると、三木の政治姿勢を高く評価した上で、党内基盤が脆弱であった三木にとって一政権一功業は望むべくも無かったとした。
小西徳應は、三木自身は現在の課題に対処しつつ、明日のことをしっかりと見据えた対策を取るのが政治であると考えていたとする。このような三木にとって、実現すべき理想を掲げ続ける強靭さとともに、理想とはかけ離れた社会の中でも政治家を続け、そして少しでも理想に近づけるために仲間や賛同者を募るための柔軟性を併せ持つ必要が生じ、理想と現実とが乖離している社会の中では、結果として矛盾だらけかついい加減でつかみどころが無い人物とも、信念を持った優れた政治家とも見られるようになったと分析する。そして三木にとって、妥協とはあくまで自らの理想に少しでも近づけるために行うものであり、いわゆる駆け引きとは根本的に異なるとする。このような三木の政治家像は、日本で一般的な調整型や妥協を行う政治家とは根本的に異なり、これが三木の評価を更に難しくしていると指摘している。新川敏光もまた、三木は政治家として理想主義者であり、理想を実現するための力、すなわち権力を求めるのはあくまで理想追求のためであって、そのための妥協、策略であったとした。このような三木は調整、管理タイプの指導者ではなく、理想に燃える目的追求型の政治家であったとする。三木が政治において理想の追求を第一としたという評価は、三木に批判的な政治学者にも見られ、先述の若月は、三木にとって政治は自らの理想を語り、追求していくことが全てであるとし、三木のことを「何をしたわけでもない」と評した御厨貴もまた、頑固で自分流を貫き、いつまでも理想を追うと評している。
小西以外にも、岡野加穂留、苅部直が、三木の日本の一般的な政治家と異なる面について注目している。岡野は三木を政治の決定過程において一種の緊張感、動のきわめてダイナミックな緊張状態を創り出し、その上で日本政界の近代化、政治そのものの近代化を目指し、状況の転換を図る政治家とした。三木のこのような特徴はアメリカ留学の中で培われたものとも考えられ、日本のなれあい社会、持ちつ持たれつ社会を色濃く反映した日本政界とは異質の、西欧型の論理に基づく政治家であるとも言え、戦後日本の政治過程では極めて異質な政治的体質の持ち主であったと評価した。そのため三木は現状打破の前向きの緊張状態を生み出す政治家として、拒絶反応を受けることになったと分析した。苅部は三木が福沢諭吉を尊敬し、付和雷同を廃して独立自尊の精神を人間の理想としていたことに着目し、三木の独立の姿勢が日本の政治風土の中では、崇高な孤独とならざるを得なかったと評している。
そして三木の政治理念として、1960年（昭和35年）の安保改定闘争後の保守政治の改革方法を巡って現れた、岸信介の系統である福田赳夫に代表される権威派、池田勇人やそのブレーンであった大平正芳や宮沢喜一に代表される経済成長優先派と並んで、石橋湛山の系列を引き継ぐ福祉国家派であったとする見方もある。三木らの主張は軍備を縮小し、その分を経済成長や途上国援助に回すべきとした。更に経済成長によって得られた財は福祉や教育に振り向け、中国、ソ連などとの友好関係の確立を通じて日本の安全保障を図るべきとも主張した。三木ら福祉国家派は、労働運動に組織されている労働者たちをこのような政策を実行に移すことによって自陣に引き込めると考えたのである。この見方によれば、三木は自らの政権で福祉国家的な政策転換を試みたが自民党内の主流派からの拒絶反応を受け、挫折したとする。

### 政治手法について
三木の政治手法の特徴としては、徹底的に時間をかけて相手を説得する方法を取ったことが挙げられる。三木はしばしば相手の腕や膝、太腿をつかみ、肩をゆすって熱心に説得を繰り返した。成田知巳社会党委員長は三木に説得されている間、ずっと太腿をつかまれていたため、足が痺れてしまったとの逸話も残っている。また学生時代を通じて弁論で鳴らした三木は、演説にも力を入れた。三木と長年政治活動を共にした井出一太郎は、三木の文章はセンテンスが短く簡潔であり、演説では繰り返しを多用し、国会を「こっくわい」、議会を「ぎくわい」と発音する徳島訛りも時々入るが、これも演説内のアクセントとなっていると見ていた。また自分自身の言葉で語りかけており、これがいわゆる「三木節」と呼ばれるゆえんであるとした。そして三木は演説など政治的発話を行うために、常にメモを作成していた。
三木は極めて言論を重んじており、一般聴衆などに向けての政治的発話では高邁さを、そして政治的会合や一対一での対話の席などでは相手を説得すべく粘っこさを見せた。もともと学生時代から弁論に長けていた三木であったが、言論が封じられる中で戦前の政党、議会政治が自壊していく姿を目の当たりにした三木は、戦前の反省からよりいっそう言論を重んじ、言葉を武器にした活動を見せるようになったと考えられている。また新川敏光は、言論で政治家となった三木にとって言論の力に対する信頼感が根底にあり、三木が理想主義者と呼ばれる真の理由は、三木の語った理想の中にではなく、理想を語る言論そのものへの信頼にあるとした。
三木政権時代、政調会長、総務会長を歴任した松野頼三は、三木の政治手法は独裁からほど遠く、総裁として意見を押し付けることは全くなかったと回想している。三木が強引な政治手法を取らなかったことについては、北岡伸一が政治の大きな刷新のためには強力な政治力、強引な決断が時には必要であるが、三木はそのような決断をしたことがないとし、新川敏光もまた、目的追求型指導者としての見通しの欠如と決断力不足を批判している。一方、三木の側近から後に首相になった海部俊樹は、強引なことを行わない三木の政治手法を、民主主義のルールを守るものとして評価している。

### 協同主義、中道主義と三木
戦前から50年以上に及ぶ三木の政治生活の中で、三木の政治信条の一つとして協同主義（コーポラティズム）が挙げられることが多い。三木の協同主義との出会いははっきりとしない点が多いが、三木の舅である森矗昶と繋がりがあった千石興太郎が大きく係わっていると考えられる。戦前、森コンツェルンは合成肥料製造に乗り出していたが、肥料の販路として千石率いる産業組合が名乗りを上げた。硫安などを製造する窒素工業は、当時としては高度の技術と設備を必要としたため、大資本でなければ手が出せず、製品も三井物産や三菱商事などといった大商社系が独占的に扱っており、新興の森コンツェルンが進出するのは容易ではなかった。しかし森矗昶は、産業組合との連携によって大資本独占に風穴を開けることに成功した。また三木は、徳島県の農村地帯選出の代議士であり、衆議院選挙初出馬時から産業組合の振興を政見に掲げていた。
三木は戦後まもなく発足した日本協同党への参加を、千石興太郎から勧められるが参加しなかった。これは近衛新体制に加担し、東條内閣時には率先して戦争遂行に加担したメンバーが多く含まれる日本協同党への参加を見送ったものと考えられる。三木は1946年（昭和21年）の第22回衆議院議員総選挙後に、協同民主党、国民協同党と、協同主義を標榜した政党に所属し、国民協同党では書記長、そして党首である中央委員長を務めた。国民協同党は民主党の野党派と合同して国民民主党に、そして改進党、日本民主党を経て自由民主党となるが、日本民主党に至ると綱領から協同主義は全く消え去った。政治学者の竹中佳彦は、三木にとって協同主義は中道主義とほぼ同義であり、自己の政治影響力の拡大や政権獲得のための手段として協同主義を利用した側面が強いとする。また小西徳應によれば、三木の協同主義は便宜上のもので、ほとんど評価しない人が多いと指摘している。
その一方で、中曾根康弘、そして三木の妻である睦子らは、三木の信条に協同主義があったとしている。睦子は三木の協同主義は農村部ばかりではなく、都市部の商工業者にも必要であると考えており、例えば戦後の露天商が集まって組合を結成し、それが発展した秋葉原電気街が三木の考えていた協同主義の成果であるとする。
協同主義は政党の結党哲学としての力を失い、戦後まもなく生まれた協同主義政党は消滅した。しかし協同主義から後の市民運動へ繋がっていく流れがあったとの指摘もあり、三木にとっても戦後の混乱期の協同主義活動を通じ、全国各地に地方自治体の首長、地方議員などを中心とした多くの人脈を形成することに繋がった。また戦前、アメリカ、ヨーロッパ各国への遊学、そしてアメリカ留学の中で三木が会得したアメリカやイギリスなどの自由主義諸国への共感と左右の全体主義に対する警戒心に加えて、資本主義的な搾取と左翼的な階級主義の双方を否定し、資本主義の枠内で社会的公正を求めるという、協同主義の中から見いだした中道主義を三木は生涯変わらず唱え続けることになる。

### 官僚との関わりについて
三木は決して日本の官僚のことを否定していたわけではなく、日本の官僚機構が国際的に見ても優れたものであることを認めていた。しかし三木が日本の官僚機構を評価していたのは、あくまで行政機関としての役割や機能に関する点であって、自民党など政党が官僚的に運営されることに反発した。三木がなぜ政党が官僚的に動かされることに反発したのかというと、三木が政治家としての道を歩み始めた戦前期、政党政治が没落して官僚超然主義の内閣が続く中で、泥沼の戦争に突入して国民に多大な犠牲をもたらしたことに対する深い反省があった。
政党政治と官僚政治との差について三木は、国民を代表して政治に当たる政党は、国民との血のつながりが絶たれれば生命力を失う反面、官僚は必ずしも国民との直接的な結びつきを必要としないとし、組織の性格が全く異なることを指摘した上で、国民とのつながりが政党の生命であり、国民から政治が遊離すれば政党政治は形ばかりのものになるとした。そして政治が官僚主義的に運用されるようになれば形式主義、権力主義がはびこるようになり、更に官僚政治は目前の問題に対処するいわば受身の政治であるのに対し、政党政治は目先を廃し、問題を本質的に捉え、対処していくものであると主張した。このような考え方を持つ三木は、政党が官僚的に運営されることに反対し、官僚的な政治を進めているとした佐藤栄作の三選、四選に反対し、更に派閥抗争や金権体質は党の官僚化が原因であるとして、三木が党の近代化を訴え続ける理由の一つとなった。
このような三木は、主に官僚外のブレーンとの対話を通して政策を立案していった。また三木本人と官僚との関係性も希薄であった。三木政権下、自民党の三木派内に所属する衆参両院議員のうち、高級官僚出身者はわずか3名であった。そして三木が首相時代の1976年（昭和51年）正月、目白の田中邸には多くの高級官僚が年始の挨拶に駆けつけたのに対し、渋谷南平台の三木邸には官僚の姿がほとんど見られなかった。また生粋の政党政治家である三木が自民党内で傍流政治家とされ、官僚出身者が保守本流扱いされていることに対し、政党政治の歴史の中では大隈重信や板垣退助の流れを汲む自らこそが保守本流であり、官僚政治は亜流にすぎないと自負していた。

### 政治改革について
1937年（昭和12年）に政界浄化を訴えて衆議院議員に初当選した三木は、その3年後に全ての政党が解散し、大政翼賛会が成立した経緯を目の当たりにした。三木は戦前の政党政治破綻の要因は、巷間言われるような軍部の圧力ではなく、政党が腐敗して国民の信頼を失ったことにあると見なしていた。従って三木は政党政治を守るため、清潔な政治の実現が必要であるという固い信念を持つようになった。
小西徳應は、三木の政治家としての目標は、目覚めた国民が正統な手続きに則って優れた代表を選び、その国民の代表が政党を組織して安寧な国民生活を送れるような政治を行うことにあり、いわば三木は民主主義の実現という極めてあたりまえのことを主張しており、その目標に向かって終生政治活動を行い続けたとしている。真の政党政治の確立のため、三木にとって政治浄化は不可欠の条件であり、このため終生政治改革を訴え続け、ロッキード事件時には事件の徹底究明を目指し、カネと情による政治、日本的な共同体意識、仲間内意識のようなものに支えられた田中擁護の声との全面対立に陥った。
三木のこのような姿勢については、たとえ首相経験者であれ「悪は悪として処断すべき」との断固たる姿勢を貫き、重圧をはねのけて田中を逮捕したことを三木最大の政治上の功績であるとする意見、自民党内多数の反発を押し切ってロッキード事件をうやむやに終わらせなかったことを三木内閣第一の業績に挙げるといった評価する意見がある反面、田中を逮捕にまで追い込んだことが最良のやり方であったのか疑問とする意見、そして政治浄化に傾注した結果、他の国政の重要課題への対処がおろそかになり、国政の停滞を招いたことを批判する意見がある。

### 交友関係など
三木は戦後まもなく、お互いの家が近かったこともあって南原繁との交流があった。その後南原の弟子にあたる丸山真男とも交流を深め、三木が吉祥寺に住んでいたころはお互い近所同士となったこともあって、安保改定問題などについてしばしば熱心に語り合った。三木と南原、丸山との関係は、政治家とブレーンといった関係ではなく、純粋に親しく思うところを語り合っていたという。
三木の妻、睦子によれば、三木の学生時代からの親友は国民協同党以降、政治活動を共にした松本瀧蔵、外交官出身のジャーナリストであった平沢和重、そして福島慎太郎であったという。三木の片腕としてGHQとの交渉を一手に引き受けた松本瀧蔵は1958年（昭和33年）、三木の外遊にはほとんど同行した平沢和重は1977年（昭和52年）に死去するが、三木のアメリカ留学時にロサンゼルス領事館補として赴任していた福島との交流は、アメリカ留学時から三木の晩年まで続き、福島が1987年（昭和62年）に死去した際、すでに病床にあった三木はひどく落胆した。
三木を支えた政治家の同志として代表的な人物は、国民協同党以来、終生三木と政治活動を共にした井出一太郎が挙げられる。また、福田派から三木政権の政調会長、総務会長となった松野頼三は三木の政治姿勢に共鳴し、自民党内から様々な反発を受けた三木政権を最初から最後まで支え続けた。また三木との関係が深かった異色の政治家として石田一松がいる。石田は昼は国会議員として活躍しながら、夜は芸能活動を続けていた。あるときアメリカの友人から贈られた似合わない洋服を三木が無理して着ていたところ、石田が羨ましそうに見ていることに気づき、プレゼントしたというエピソードが残っている。
そして昭和20年代から30年代にかけて三木と政治活動を共にしていた河野金昇の秘書となり、1958年（昭和33年）の河野金昇の急死を経て、1960年（昭和35年）に昭和生まれ初の国会議員となった海部俊樹は、三木を政治の師と仰ぎ、1989年（平成元年）に自民党総裁、首相となった。

### 徳島県政への影響力

#### 影響力の確立と変遷
三木は1947年（昭和22年）の第23回衆議院議員総選挙以降、党の要職や閣僚を歴任するようになり、選挙中にあまり徳島へ戻れなくなってしまった。同選挙の約一ヶ月前には三木の母、タカノが死去し、母の葬儀もそこそこに選挙戦に突入したが、妻の睦子が中心となって選挙区を回り当選する。
三木本人が徳島入りが出来なくなると、徳島県政に三木の影響力を強める必要性が増した。しかし1947年（昭和22年）の徳島県知事選（民選第1回）では、国民協同党の同僚同士であった三木と岡田勢一が別の候補を推薦して票が分裂、社会党の阿部五郎が知事に当選した。当時三木も岡田も国民協同党の幹部であり、三木はまだ岡田を抑えるだけの実力は無かったのである。続いて1951年（昭和26年）の選挙では、三木は社会党の蔭山茂人を社会党離党を条件に推薦した、しかし岡田は徳島市長原菊太郎を推薦、再び対立した。原は岡田や秋田大助という三木以外の衆議院議員との関係が深く、更に徳島県内の三木の有力支持者である長尾新九郎との関係も悪く、三木としても知事に推すことはできなかったのである。このときの知事選も票が分裂、自由党推薦の阿部邦一が当選した。結局昭和二十年代、三木は擁立した候補を知事にすることができず、徳島県政への影響力は十分なものとはならなかった。
1955年（昭和30年）の第3回選挙に向けての対応で、2期連続分裂選挙の不手際を犯した三木と岡田はともに自重していた。改進党徳島県支部の候補者選定では1953年（昭和28年）の第26回衆議院議員総選挙で落選した秋田などが候補として挙がっていたが、1954年（昭和29年）4月、前回落選した原が再出馬を表明、改進党徳島県議団は原擁立に流れた。原と遠い三木与吉郎と三木武夫は秋田擁立に動いたが、秋田は自身と近い原との衝突に消極的で、更に県政への転出よりも国政復帰を目指していた。結局原が改進党の知事候補となって、現職の阿部を破った。三木にとっては秋田や岡田と親しい原の知事就任は不本意さの残るものであった。
4年後の1959年（昭和34年）の知事選は、現職の原が無投票で再選された。原は新産業都市の指定などで自民党の有力議員である三木の協力を必要とするようになり、三木にとっても徳島県政に対しての影響力強化のため原との関係強化を図っていた。そのため、1963年（昭和38年）の知事選を迎えるころには原と三木との関係は以前よりも密接なものになっていた。
同年4月の知事選では原が3選を果たしたものの、同年12月に脳出血で倒れ、後継者問題が浮上した。後継候補にまず挙げられたのは三木与吉郎参議院議員と武市一夫副知事であった。1964年（昭和39年）6月に原が公務に復帰したためいったん知事後継問題は沈静化したが、1965年（昭和40年）8月、知事辞職に至る。この間、三木与吉郎は第7回参議院議員通常選挙（1965年7月）で当選しており、知事候補から外れていた。そこで武市が知事後継者として有力となったが、武市は秋田の系列であったため、三木は知事に擁立するつもりはなかった。
三木の意中の人物は衆議院議員の武市恭信であった。武市恭信は貞光町の町長を務めた後、1953年（昭和28年）の第26回衆議院議員総選挙と1960年（昭和35年）の第29回衆議院議員総選挙に出馬するもいずれも落選、1961年（昭和36年）に三木が科学技術庁長官に任命された際に秘書官となった後、1963年（昭和38年）の第30回衆議院議員総選挙に、三木から資金面と地盤の援助を受け、ようやく衆議院議員初当選を果たしていた。三木は徳島県議の約三分の一を自らの系列議員とし、続いて直系の知事を誕生させることによって県政支配を完成させようともくろみ、出馬に乗り気ではなかった武市恭信を強く説得、知事選出馬にこぎつける。一方の武市一夫は、武市恭信が自民党公認候補と決定した後も原が出馬を勧めたこともあり、出馬の検討を進めていたが、結局当選の見込みが立たないため出馬を断念した。
三木の強引ともいえる武市恭信の知事選擁立に対し、徳島県選出の他の国会議員は反対できなかった。かつて三木と対立した岡田は、1955年（昭和30年）の第27回衆議院議員総選挙に落選して政界から引退していた。三木与吉郎はある程度の力を有していたものの三木の実力に及ばず、紅露みつは三木の直系であった。そして秋田大助、小笠公韶は当落を繰り返していて三木のライバルとはなり得ず、森下元晴は1963年（昭和38年）の第30回衆議院議員総選挙で当選したばかりであった。また衆議院議員にとって武市恭信の知事転向は選挙区のライバル減少に繋がり、とりわけ秋田は武市恭信と選挙区の地盤が重なるため、武市恭信の知事転出の利益は大きかったのである。選挙戦では三木武夫自らが選挙対策本部長に就任、現職の通産大臣でありながら徳島入りして武市恭信の応援を行う。10月5日の投票は武市恭信が当選を果たし三木直系の知事が誕生、三木の県政への影響力は全盛期を迎えた。

#### 阿波戦争
以降、徳島県政は三木武夫の天下が続き、県知事となった武市恭信は1969年（昭和44年）、1973年（昭和48年）の知事選でいずれも再選を果たす。しかしやがて、三木の徳島県政支配に対する不満がくすぶりだす。1971年（昭和46年）の第9回参議院議員通常選挙において三期務めた三木与吉郎が引退を表明し、後継として直近の総選挙で落選した小笠公韶を推薦したが、三木武夫直系の久次米健太郎参議院議員が県連会長を務めていた自民党徳島県連は、三木武夫派の県議であった伊東董を公認候補とした。選挙戦は公認を得た伊東と無所属で出馬した小笠がともに出馬、三木武夫は伊東を支援したが、結局小笠が大差で当選を果たした。この時の選挙戦でのしこりが反三木武夫・久次米派を生むことになり、阿波戦争の遠因となった。
1974年（昭和49年）の第10回参議院議員通常選挙では久次米が再選を目指し出馬したが、元警察庁長官で、田中内閣の官房副長官を務めていた後藤田正晴も出馬することになった。三木は後藤田に対して全国区からの出馬を勧めたが、後藤田の徳島県選挙区からの出馬の意志は固かった。自民党徳島県連には久次米と後藤田から公認申請が出されたが、結局後藤田が公認され、久次米は無所属で出馬することになり、2期連続で分裂選挙となった。阿波戦争と呼ばれる激しい選挙戦では後藤田陣営に地元警察の動員がなされたとも言われ、三木が警察庁長官に直接警告する事態にまで発展した。田中は3回も徳島入りして後藤田陣営のテコ入れを図ったが、久次米陣営を支援する三木派も国会議員が徳島入りして応援に走り回った。激しい選挙戦の結果、久次米が後藤田を振り切り当選を果たした。
敗北した後藤田は三木政権下での1976年（昭和51年）12月の第35回衆議院議員総選挙で当選、以後、反三木の動きの中核となる。

#### 徳島県政への影響力低下
同総選挙の敗北の責任を取り三木政権は退陣、それからまもなく、徳島における三木の影響力の低下が見られるようになった。1977年（昭和52年）の知事選で、武市が4選出馬を表明するが、前年に始まった自民党県議団の分裂騒ぎもあって、保守系県議は賛成派と反対派に割れた。県選出国会議員も、三木と久次米は武市支持、後藤田と小笠は不支持、森下元晴は当初中立、後に武市支持となった。また社会党衆議院議員の井上普方は後藤田の甥であり、やはり反武市派となり、公明党の広沢直樹も反武市派であった。このような中、保守系の反武市派県議と革新陣営は共同で県議会に武市知事4選出馬断念勧告決議案を提出、可決され、県政刷新議員連盟を組織する。武市県政批判を強めていた徳島新聞の森田社長も後押しした。同連盟は、三木申三（無所属）を知事候補に共同擁立した。三木申三は、かつて翼賛選挙時に翼協推薦候補となったものの三木武夫に破れ落選した三木熊二の三男であった。
一方、武市は自民党に公認を申請したが、当時の県連会長は反武市派の小笠であり、県連は武市が1974年の参院選で無所属の久次米を応援したことを理由に、公認に難色を示した。武市支持派は県連総務会開催を強行し、公認を決定するに至った。この決定の有効性をめぐってもごたごたが続いたあげく、自民党本部からは武市は公認ではなく自民党の党籍証明を出す妥協案が提示され、最終的に福田赳夫総裁名で徳島県選挙管理員会に政治団体確認書を提出することによって、武市は公認候補とはならなかったものの、知事選で自民党を名乗れることになった。三木武夫は武市を応援したが、知事選は激戦となり、結局わずか約1500票差で武市が4選を果たした。直系の武市がここまで苦しい戦いを強いられたことは、三木の徳島県政への影響力の衰退を象徴していた。そして1979年（昭和54年）の第36回衆議院議員総選挙で、三木は戦後ずっと守ってきていたトップ当選の座を明け渡す。
1981年（昭和56年）の知事選で、武市は5選出馬を表明、三木申三もリベンジで出馬する。自民党県連は森下元晴会長の一任で武市に後任を出し、党本部もそれを認めたが、自民党内の反武市派は公然と反発して三木申三への支持を表明し、自民党はまたしても分裂選挙となった。三木申三は前回と同じく、自民党以外の政党にも支持を広めるべく無所属での立候補を選択し、社会党を始めとする各党はなだれを打って三木申三支持を表明した。
三木武夫は武市への支持を続けたが、三木派の県議の中にも、前回の知事選に辛勝した段階で5選出馬はないと考えていた者がいたくらいで、武市に対する多選批判は厳しかった。結局知事選では三木申三が約3万2000票差で武市を破り、三木武夫は直系の知事を失った。直系の知事を失った三木の徳島県政への影響力は衰退の一途を辿った。三木申三知事就任後、徳島県議会では後藤田派の県議が増加し、三木派の県議の中にも三木申三知事に表立って反対しない県議が現れるようになった。1985年（昭和60年）の知事選では、再選を目指す三木申三に対し、三木武夫は自派の人物を対抗して擁立することはなく、三木派の県議の多くは、秋田大助系の山本潤造（徳島市長を辞職）の支援に回ったが、山本を支援しない三木派の県議もおり、三木申三は山本を破って再選を果たす。三木武夫はその3年後の1988年（昭和63年）に死去する。

### 趣味
三木は政治以外、熱中して何かに取り組むことはほとんど無かったというが、1955年（昭和30年）、三木が運輸大臣を務めていた際に、海上保安庁長官の島居辰次郎から絵を描くことを勧められたことがきっかけで、三木は絵を描くようになった。そして三木が首相を辞めた後は、三木派の国会議員でもともと絵の先生であった野呂恭一、そして野呂の同級生であった画家の松木重雄らと絵を描くようになり、また平山郁夫からも絵の手ほどきを受けた。もっとも不器用な三木は絵を描く時にそこいらじゅうを汚してしまうので、妻の睦子が側にいて手助けをするのが常であったという。
また三木は結婚直後から、妻睦子の母である森いぬの所に毎週火曜日通わされ、習字の稽古をさせられた。これは結婚当初、三木のあまりの悪筆を見たいぬが、字があまりにきたないので習いに来るように言いつけたことがきっかけであった。義母のいいつけに対し、三木は最初はタイプライターで字を書くから良いと言っていたものの、タイプライターの字なんか貰っても誰も喜ばないと説得され、結局いぬが存命中は毎週火曜日、習字の稽古を行うことになった。稽古の結果、三木はそれなりの字を書けるようになり、揮毫なども行えるようになった。

## 著書
- 『わが東南ア政策の基調』世界政経研究会、1956年。全国書誌番号:77100964。
- 『東南アジアに旅して』内外情勢調査会〈講演シリーズ 8〉、1956年。 NCID BA83667101。
- 『世界政治の目指すもの』尾崎行雄記念財団〈尾崎記念講演集 政治・経済・文化・学術 3〉、1960年5月。 NCID BB22486257。
- 『中小企業施策のあらまし』三木武夫、1966年11月。 NCID BN14447083。
- 『日本のアジア外交』アジア調査会〈講演記録 第19集〉、1968年9月。全国書誌番号:99121063NDLJP:2529822。
- 『自民党の新使命』三木武夫、1970年。 NCID BA46043537。
- 『中国訪問における発言集』三木武夫、1972年。全国書誌番号:77100998。
- 『今日の政治課題』内外情勢調査会〈講演シリーズ 306〉、1973年。全国書誌番号:99030202。
- 『当面する内外の課題』内外情勢調査会〈講演シリーズ 344〉、1976年。全国書誌番号:99030228。
- 『三木内閣総理大臣演説集』内閣総理大臣官房監修、日本広報協会、1977年6月。 NCID BN01749068。全国書誌番号:23239678。
- 『議会政治とともに 三木武夫演説・発言集』三木武夫出版記念会、1984年4月。 NCID BN01247004。全国書誌番号:85012849。
- 『衆議院議員在職五十年の表彰を受けて』三木武夫事務所、1987年4月。 NCID BA38125079。

## 家族・親族
三木武夫の妻である三木睦子は、森コンツェルン総帥森矗昶の二女として生まれた。睦子は新聞記者たちから賢夫人と呼ばれ、記者たちは夫以上に宰相の器であると言い合っていた。また三木は自宅では身なりに構うことなくよく食べこぼしをするので、子どもに対するように睦子がよだれかけをかけさせていたという。三木の自宅には結婚前から書生、そして国会議員らが常に出入りしており、いわゆる夫婦水入らずの生活を送ったことはない。このような中で睦子は料理上手にもなり、海部俊樹の回想では朝は三木の好物であるパンケーキを焼き、蜂蜜をたっぷりとかけた上に、カリカリに焼いたベーコンを添えたものが食卓に出たといい、睦子によればアメリカへの留学経験からか、三木は朝食は亡くなるまでパンケーキで通し、終戦直後の物不足の時でもうどん粉を田舎から取り寄せ、うどん粉に粉ミルクを混ぜた粉でパンケーキを焼いた。なお、睦子は「九条の会」活動の呼びかけ人としても知られている。
三木の長女である高橋紀世子は、1966年（昭和41年）に医者の高橋亘と結婚した。三木は一人娘の父親らしく娘を嫁に出すのを逡巡したという。なお娘の結婚について三木が寄せた手記の中で、「嫁ぐ娘に対する祝辞の中で、紀世子が父親の三木の顔を利かせようとしたことは一度も無かったと言われたのが最も嬉しかった」と書いており、この逸話は三木が権威的なもの、特権的なものを嫌うことを示している。その後、三木の娘婿の高橋亘は三木の秘書となり、紀世子は選挙のたびに徳島へ行き、父親の選挙の手伝いをよく行うようになり、三木の死後、徳島県選挙区の参議院議員を一期務めた。そして長男啓史は三木と親しい高碕達之助の孫と結婚する。三木と交際があった作家の井上靖を仲人として結婚式が行われることになったが、折悪しく激しかった三木おろしが一段落し、三木が党三役の改選と内閣改造を行う日にぶつかってしまい、結婚式には参加できず披露宴もいよいよ終わるころになり、三木がいないのでやむなく井上靖が新郎父親のお礼の挨拶を代わりにやろうかというところに、ようやく三木が駆けつけた。なお、高橋亘の兄弟と三木派重鎮・河本敏夫の娘が結婚しており、三木と河本は縁戚関係でもある。
睦子の兄に森曉、森清がおり、森美秀は弟、森英介は甥にあたる。また、睦子の姉の安西満江は、昭和電工会長などを歴任した安西正夫の妻である。高橋の実子で、武夫の孫に当たる三木立は、睦子の養子となり、1996年（平成8年）の衆院選に東京7区から旧民主党公認で出馬したが落選している。立は、のちに紀世子の秘書を勤めた。立の弟である高橋永は、博報堂に勤務後、2024年（令和6年）の衆院選に徳島1区から新立憲民主党公認で出馬し比例四国ブロックで当選。なお、同じ四国の香川出身で自由民主党に所属した衆議院議員・三木武吉と縁戚関係は一切ない。
- 岳父：森矗昶（実業家・政治家。森コンツェルン総帥、衆議院議員などを歴任）
- 妻：三木睦子（市民運動家。中央政策研究所理事、国際教育交流協会理事長などを歴任）
- 義兄：森曉（実業家・政治家。昭和電工社長、衆議院議員などを歴任）
- 義弟：森清（実業家・政治家。昭和火薬社長、衆議院議員、総理府総務長官などを歴任）
- 義弟：森美秀（実業家・政治家。東亜精機社長、衆議院議員、環境庁長官などを歴任）
- 長女：高橋紀世子（政治家。参議院議員などを歴任）
- 女婿：高橋亘(医師、下館市民病院長、三木武夫内閣首席秘書官、1992年6月15日没[779])
- 長男：三木啓史（実業家。東洋製罐社長などを歴任）
- 同妻：達子(1946年7月14日生[780])
- 二男：三木格(1951年3月10日生、金沢大学卒業[780]、「公益信託三木武夫国際育英基金」委託者[781]、日本オプティマーク・システムズ取締役[782])
- 義甥：森英介（政治家。衆議院議員、法務大臣などを歴任）
- 義甥：松崎哲久（作家、政治家。衆議院議員などを歴任）
- 孫：三木立（政治家秘書、藍染作家、紀世子の長男で睦子と養子縁組し1996年の衆院選に東京7区から旧民主党公認で出馬するも敗北[783]）
- 孫：高橋永（政治家。衆議院議員。紀世子の次男で2024年の衆院選に徳島1区から新立憲民主党公認で出馬[784]）

彼自身は一人っ子のため兄弟姉妹はいない（歴代内閣総理大臣の中で一人っ子は他に初代の伊藤博文がいる）。

## 年表

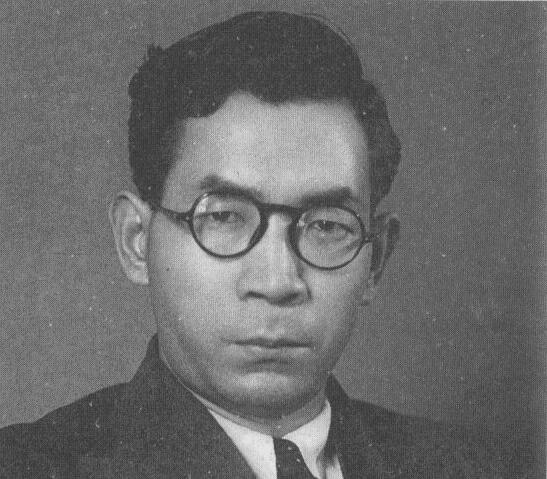
1937年、衆議院議員初当選時

- 1907年（明治40年）3月17日：徳島県板野郡御所村吉田字芝生にて、三木久吉、タカノの一人っ子として生まれる[3]。
- 1913年（大正2年）4月：御所村立尋常小学校（現・阿波市立御所小学校）に入学[7]。
- 1920年（大正9年）4月：徳島県立商業学校（現・徳島県立徳島商業高等学校）に入学[785]。
- 1925年（大正14年）
  - 7月：徳島県立商業学校で発生した全校ストを先導したとして退学処分を受ける[786]。
  - 9月：私立中外商業学校（現・兵庫県立尼崎北高等学校）に編入[786]。
- 1926年（大正15年）4月：明治大学専門部商科に入学[786]。
- 1929年（昭和4年）4月：明治大学法学部に入学[786]。
- 1930年（昭和5年）9月：約一年半の欧米への遊説旅行に出発[786]。
- 1932年（昭和7年）5月：アメリカ留学に出発[787]。
- 1936年（昭和11年）4月：アメリカ留学から帰国、明大法学部に復学[787]。
- 1937年（昭和12年）
  - 3月：明治大学法学部卒[787]。
  - 4月：第20回衆議院議員総選挙に徳島二区から立候補し、初当選する[787]。
- 1938年（昭和13年）2月：衆議院の同僚議員たちと対米同志会を結成し、日比谷公会堂で行われた日米親善国民大会の席で日米非戦を訴える[787]。
- 1940年（昭和15年）6月：森コンツェルンの総帥、森矗昶次女の森睦子と結婚[144]。
- 1942年（昭和17年）4月：翼賛選挙に翼賛政治体制協議会非推薦で当選[144]。
- 1945年（昭和20年）5月：軍需省参与官就任[788]。
- 1946年（昭和21年）
  - 3月：第22回衆議院議員総選挙で3回目の当選[789]。
  - 6月：総選挙後に加入したばかりの協同民主党で、総務委員の一人となる[162]。
  - 8月：協同民主党全国大会で筆頭常任中央委員となる[168]。
- 1947年（昭和22年）
  - 3月：国民協同党が結成され、書記長となる[789]。
  - 6月：片山内閣に逓信大臣として入閣。同月、国民協同党の党首である党中央委員長に就任[789]。
- 1948年（昭和22年）10月：芦田内閣総辞職後、首相候補の一人となり、ダグラス・マッカーサーから首相就任を打診されるが断る[790]。
- 1950年（昭和25年）4月：国民民主党結成、最高委員に就任[790]。
- 1951年（昭和26年）1月：国民民主党幹事長に就任[790]。
- 1952年（昭和27年）2月：改進党結成。幹事長となる[790]。
- 1953年（昭和28年）2月：改進党幹事長退任[791]。
- 1954年（昭和29年）
  - 11月：日本民主党結党に参加[241]。
  - 12月：第1次鳩山一郎内閣で運輸大臣に就任[241]。
- 1955年（昭和30年）11月：自由民主党結成に参加[792]。
- 1956年（昭和31年）12月：石橋湛山の自民党総裁選勝利に貢献し、自由民主党幹事長就任[792]。
- 1957年（昭和32年）7月：自由民主党政務調査会長就任[268]。
- 1958年（昭和33年）
  - 6月：科学技術庁長官兼経済企画庁長官就任[268]。
  - 12月：岸首相の強権的な政治手法に反発し、閣僚を辞任する[268]。
- 1961年（昭和36年）
  - 7月：第2次池田内閣に、科学技術庁長官、原子力委員長として入閣[284]。
  - 10月：自民党組織調査会長就任[296]。
- 1963年（昭和38年）
  - 7月：自民党政務調査会長就任[296]。
  - 10月：自民党組織調査会長として、自民党の近代化についての提言をまとめた「三木答申」を提出[296]。
- 1964年（昭和39年）7月：池田勇人総裁三選に協力し、自民党幹事長就任[296]。
- 1965年（昭和40年）6月：通商産業大臣就任[296]。
- 1966年（昭和41年）12月：外務大臣就任[793]。
- 1968年（昭和43年）
  - 10月：自民党総裁選出馬のため外務大臣を辞任[794]。
  - 11月：総裁選で107票を得て、前尾繁三郎を上回る二位となる[794]。
- 1970年（昭和45年）10月：2度目の自民党総裁選で、予想を上回る111票を獲得[795]。
- 1971年（昭和46年）7月：参議院議長選で河野謙三議長選出に尽力[795]。
- 1972年（昭和47年）7月：3回目の総裁選立候補で、四名の候補中最下位の69票と惨敗を喫するが、総裁選後に成立した第1次田中内閣に無任所相として入閣[796]。
  - 8月：副総理就任[381]。
  - 12月：環境庁長官兼任[381]。
- 1973年（昭和48年）12月：政府特使として中東8カ国を歴訪し、日本に対する石油輸出制限措置撤回に尽力する[381]。
- 1974年（昭和49年）
  - 7月：副総理兼環境庁長官を辞任する[797]。
  - 12月1日：椎名裁定で田中角栄の後継総理総裁に推挙される[797]。
  - 12月4日：自由民主党両院議員総会にて第七代自由民主党総裁に就任する[797]。
  - 12月9日：衆参両院にて第66代内閣総理大臣に指名され、三木内閣成立[797]。
- 1975年（昭和50年）
  - 8月：終戦記念日に靖国神社を参拝[798]。
  - 11月：パリ郊外のランブイエで行われた第一回先進国首脳会議に参加[798]。
- 1976年（昭和51年）
  - 2月：ロッキード事件発覚[799]。
  - 5月：椎名悦三郎副総裁らによる三木おろしが表面化するが、世論の支持を受けた三木が押し返す[799]。
  - 7月27日：田中角栄前首相が逮捕され、以後、三木おろしが激化する[800]。
  - 9月10日：5時間に及ぶ臨時閣議で三木支持派、反三木派が激しいつばぜり合いを演じる[583]。
  - 9月15日：三木改造内閣成立、自民党党役員改選が行われる[800]。
  - 12月5日：第34回衆議院議員総選挙で自民党は大敗する[801]。
  - 12月24日：三木内閣総辞職[801]。
- 1980年（昭和55年）
  - 2月：自民党最高顧問に就任[661]。
  - 6月：三木派が解散となり、河本派が結成される[661]。
- 1983年（昭和58年）9月：国際軍縮促進議員連盟会長就任[674]。
- 1986年（昭和61年）6月：脳内出血で倒れ入院する[667]。
- 1987年（昭和62年）4月：衆議院から衆議院議員在職50年を表彰される[667]。
- 1988年（昭和63年）11月14日：死去。81歳没[685]。
- 1990年（平成2年）11月：衆議院名誉議員の称号が与えられ、衆議院正面玄関に胸像が設置される[688]。

## 関連作品
映画
- 『小説吉田学校』（1983年、演：峰岸徹）

テレビドラマ
- 『日本の戦後』（1977年、演：小林恭治）
- 『エアガール』（2021年、演：佐藤貴史）

テレビ番組
- NHKスペシャル『未解決事件 File.05 ロッキード事件』（2016年、演：有福正志）

モデルとした人物が登場する劇場用アニメ
- 『カッくんカフェ』（1984年、声の出演：梶哲也） - 役名はミキちゃん。